# ウェイト版タロット
| ウェイト版タロット |  | ウェイト版タロット |
| ウェイト版タロット |  |                    |

ウェイト版タロット（ウェイトばんタロット、Rider Waite Tarot）とは、アーサー・エドワード・ウェイトが黄金の夜明け団の解釈等に基づいて指示し、パメラ・コールマン・スミスがデザインし絵を描いたタロットデッキの通称。1909年にロンドンのライダー社から発売されたことから、ライダー版、ライダー＝ウェイト版とも呼ばれる。
ウェイトからスミスへの指示がどの程度であったかは不明である。哲学者でタロット研究者のマイケル・ダメット、美術史研究者のロナルド・デッカーは、こうした伝統的な通称は、デザイン・絵を担当した彼女の貢献を不当に軽視していると批判している。今日ではライダー・ウェイト・スミス版とも。
アール・ヌーヴォー調の親しみやすい絵柄で大ブームとなった。このデッキは「イギリスで商業的に発売された最初の完全な占い用タロットデッキ」「（フランスの占い師）エテイヤ（エッティラ）の伝統から独立した世界で初のデッキ」であり、非常に成功し、長年に渡り最も人気のあるデッキであり続け、現在も売れ続けている。オカルトタロットデッキの標準的パターンを打ち立てたと言え、この後の占い目的のオカルトタロットの多くは彼女のデザインを借用している。

## 主な特徴
- 小アルカナを含めて全てのカードが絵札で占いに使いやすい。
- 大アルカナの「正義」と「力」のカード番号（8と11）が入れ替わっている。

すなわち、マルセイユ版タロット（旧来の順番）：カード番号8は「正義」、11は「力」。一方、このウェイト版：カード番号8は「力」、11は「正義」。
- 大アルカナの「愚者」のカードに0の番号が与えられている。

## 逸話
このタロットカードは、当時アーサー・エドワード・ウエイトが所属していた魔術結社「黄金の夜明け団（ゴールデン・ドーン）」の内部文書などを元に作られており、デザイン・絵はパメラ・コールマン・スミスが担当。
黄金の夜明け団が教義の中心に据えていたカバラ的見地に基づいて整理･調整され、大アルカナのみならず、本来数札である小アルカナまで、全てが絵で表されているのが特徴。カードの順番も、黄金の夜明け団の西洋占星術的解釈に基づいて『力』と『正義』のカードが、従来の並び方と入れ替わっている。
しかし、タロットと同時に著された解説書には、団内文書やクロウリーの残した「777の書」などと違い、古くから一般的に使われてきた「逆位置解釈」が盛り込まれている。
それ以外にも、カードの絵に使われている色彩が、実際のカード対応色と違っているものが78枚の内に数枚あると研究者は語っている。この色彩に関しては、戦後、印刷技術の発達や、商品としての美しさを求めてかなり改変されていることは明らかで、現在では本来の色彩を復刻したオリジナル版が発売されている。
カードのすべての絵を描いたパメラ・コールマン・スミスが受け取った報酬はわずかな現金のみで、印税もなかったため、彼女がこのデッキの大きな成功から利益を得ることはなかった。

## 大アルカナ

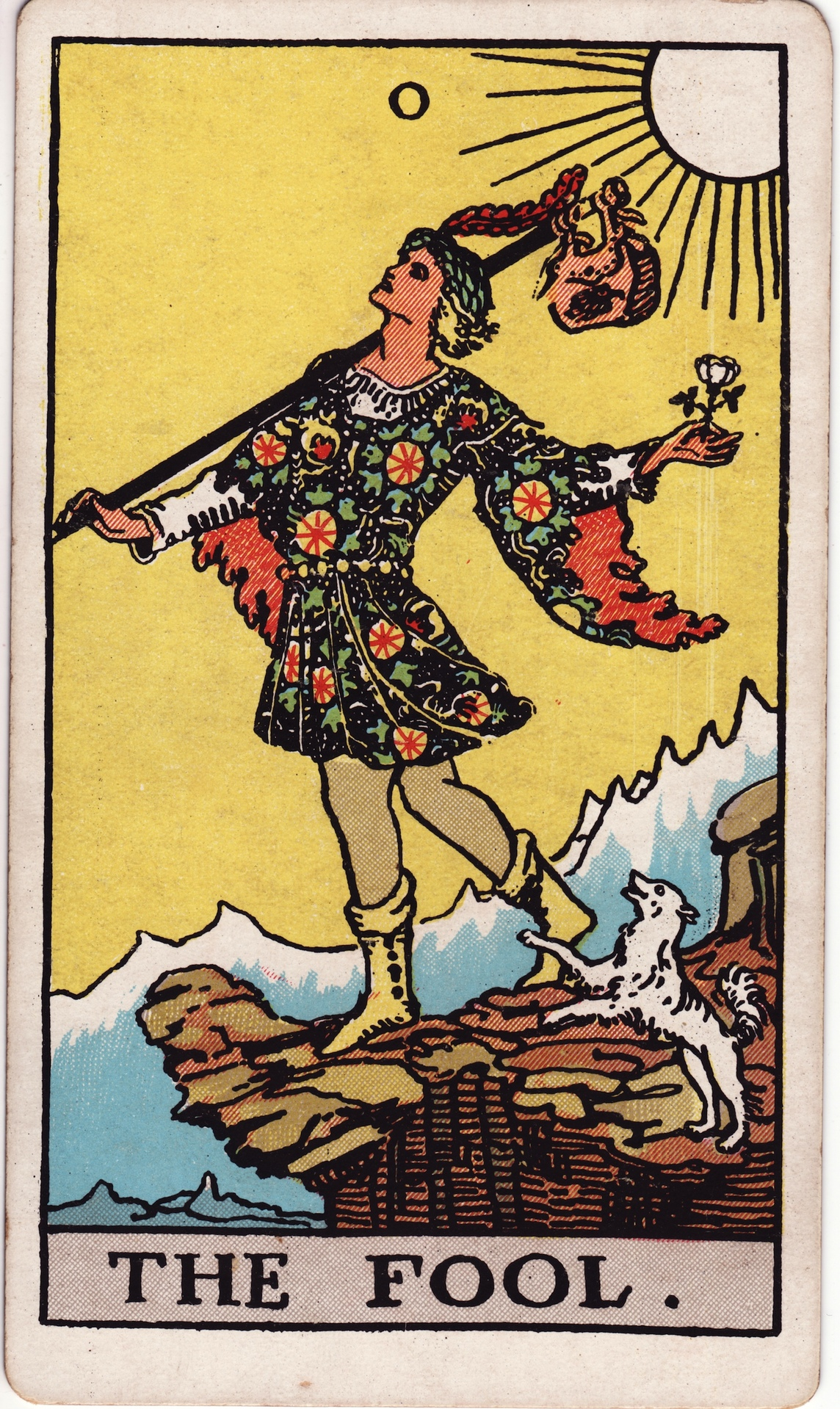
0 – 愚者
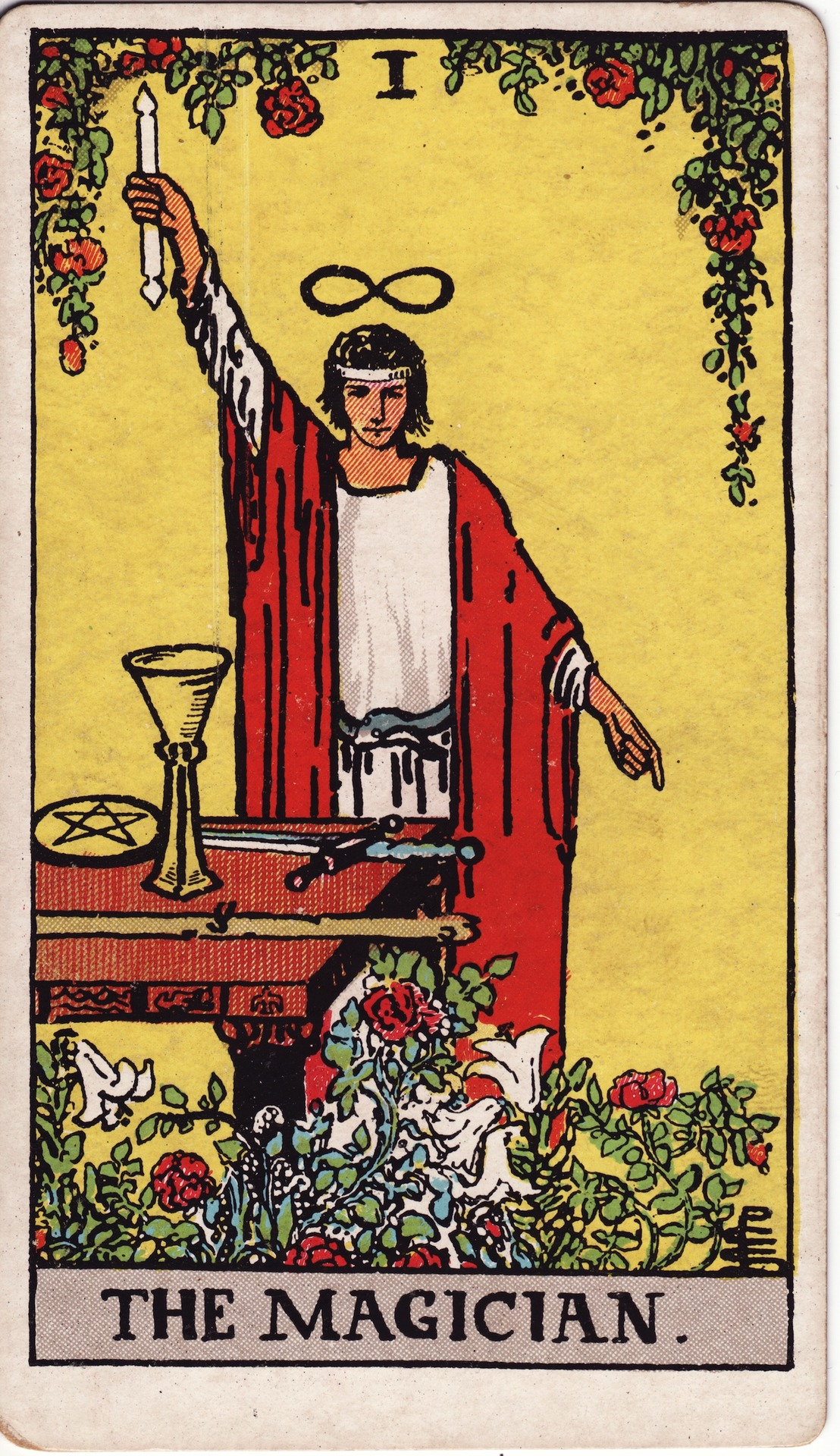
I – 魔術師
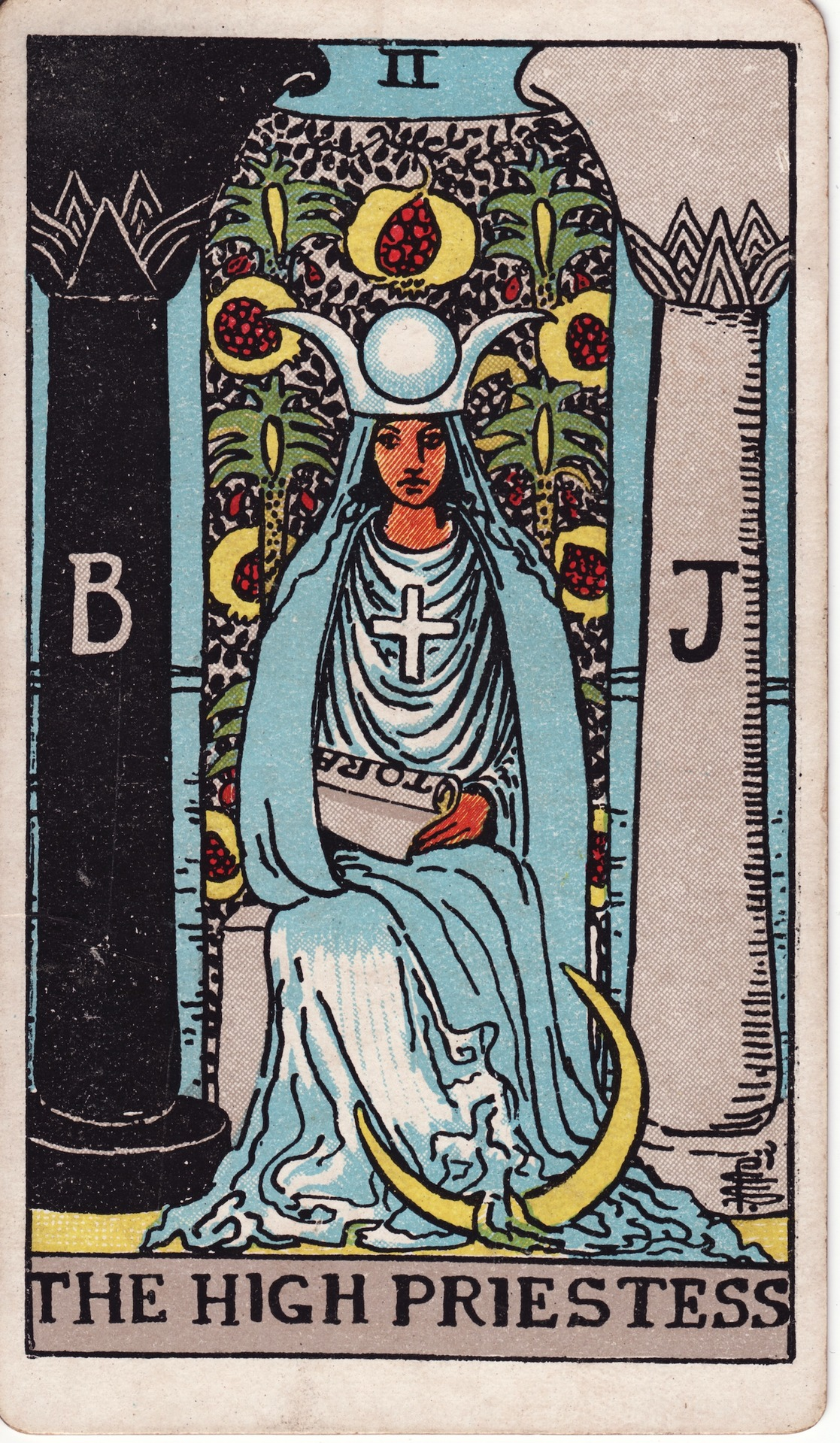
II – 女教皇
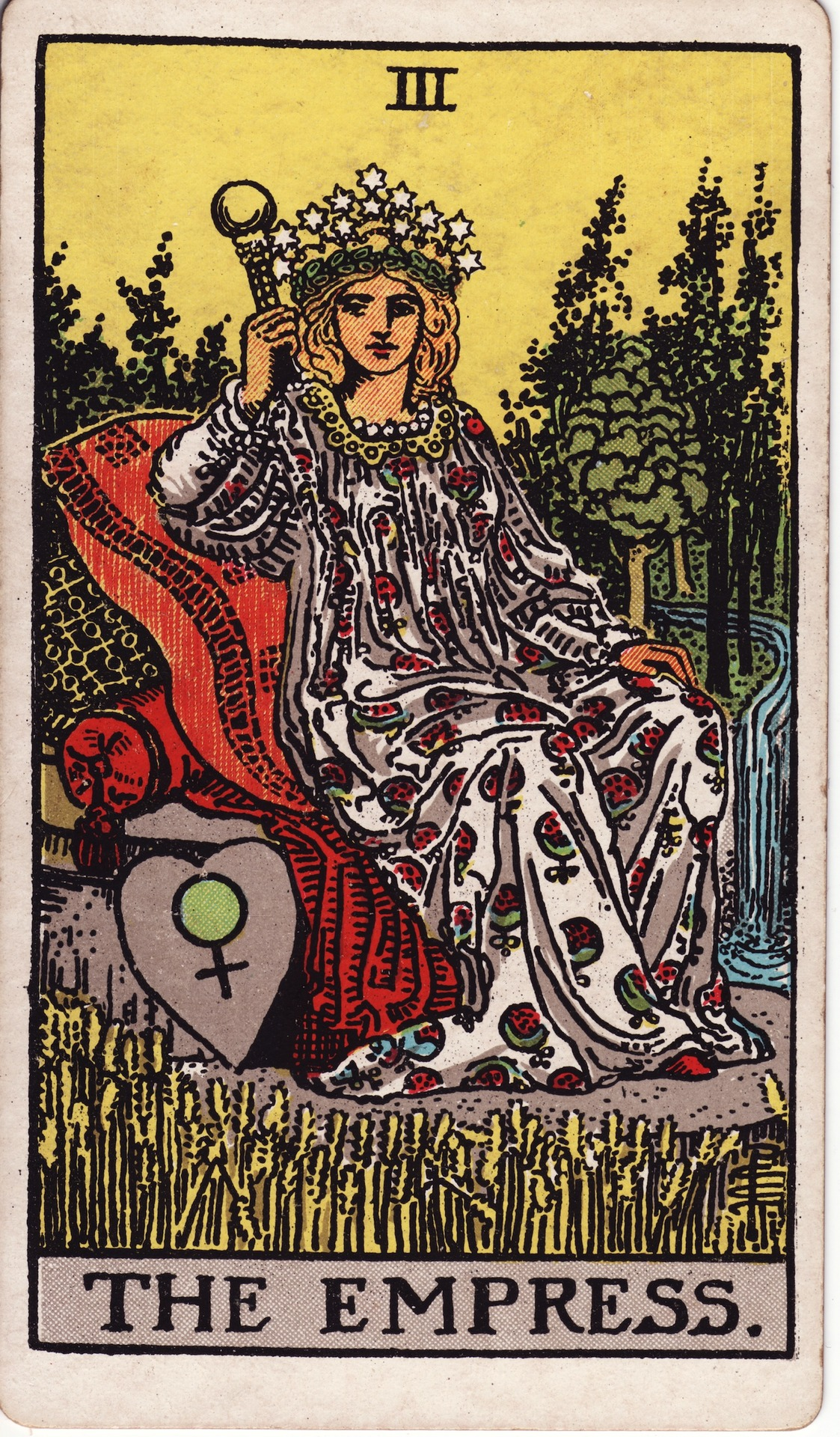
III – 女帝
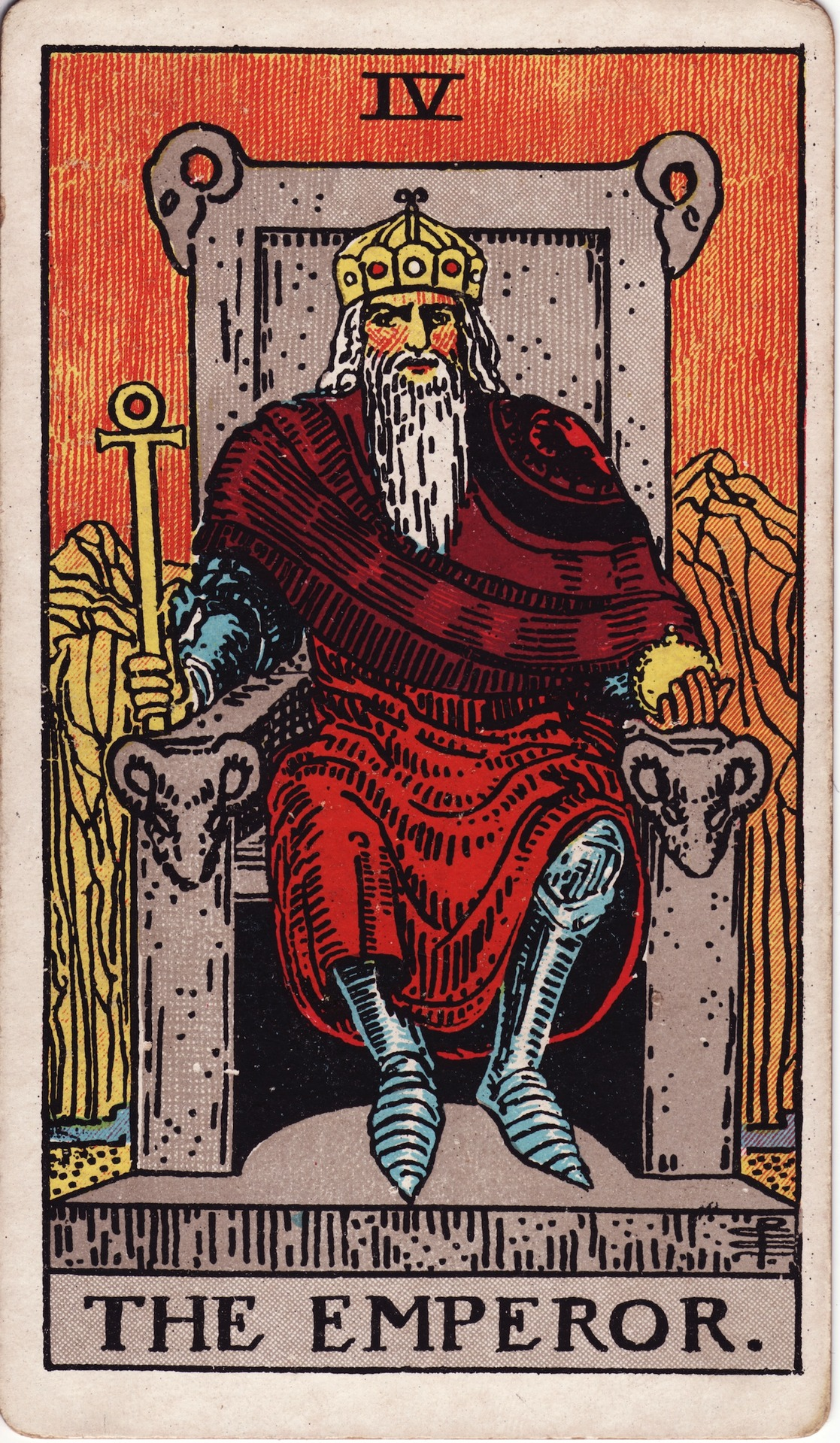
IV – 皇帝
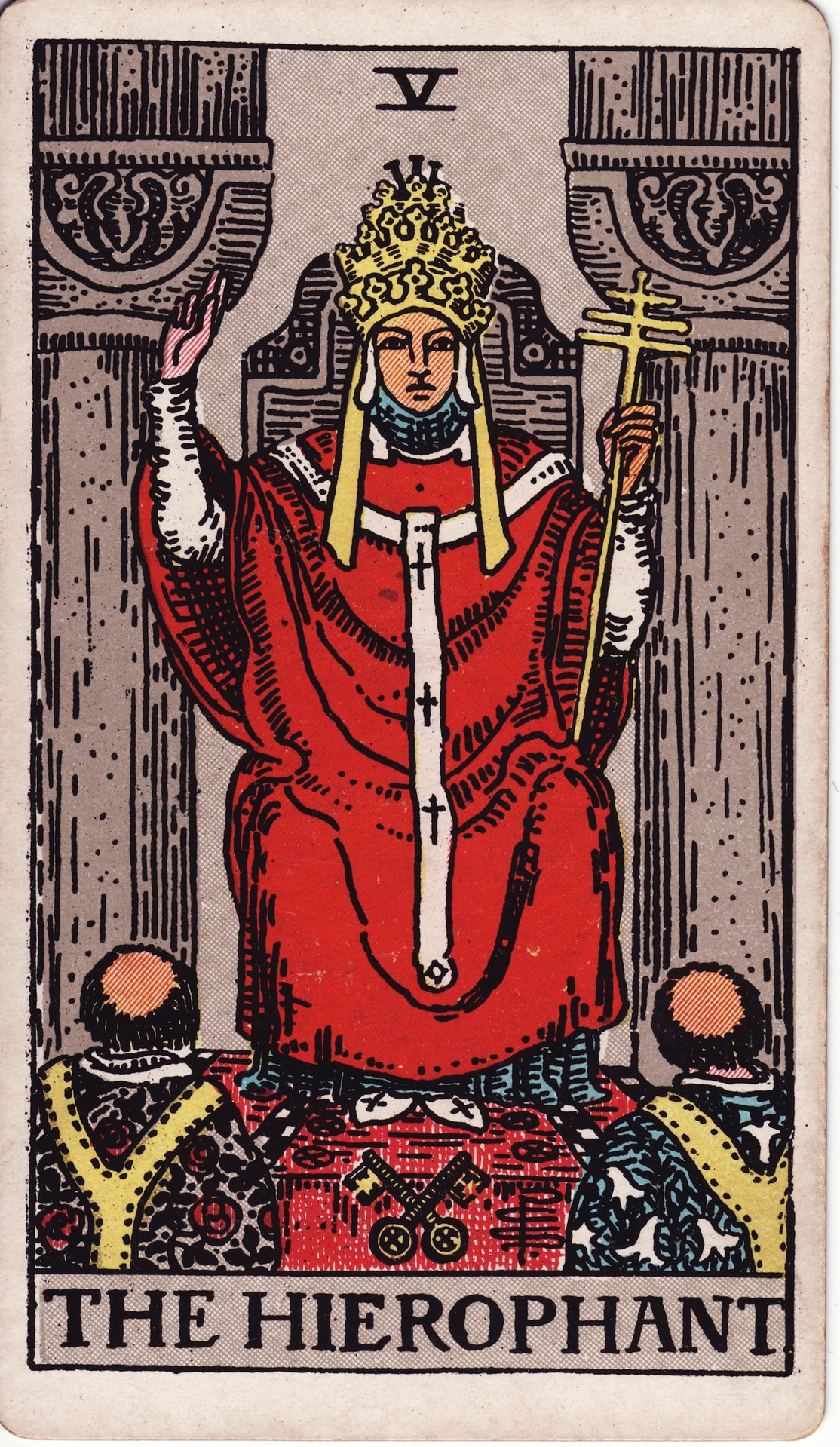
V – 教皇
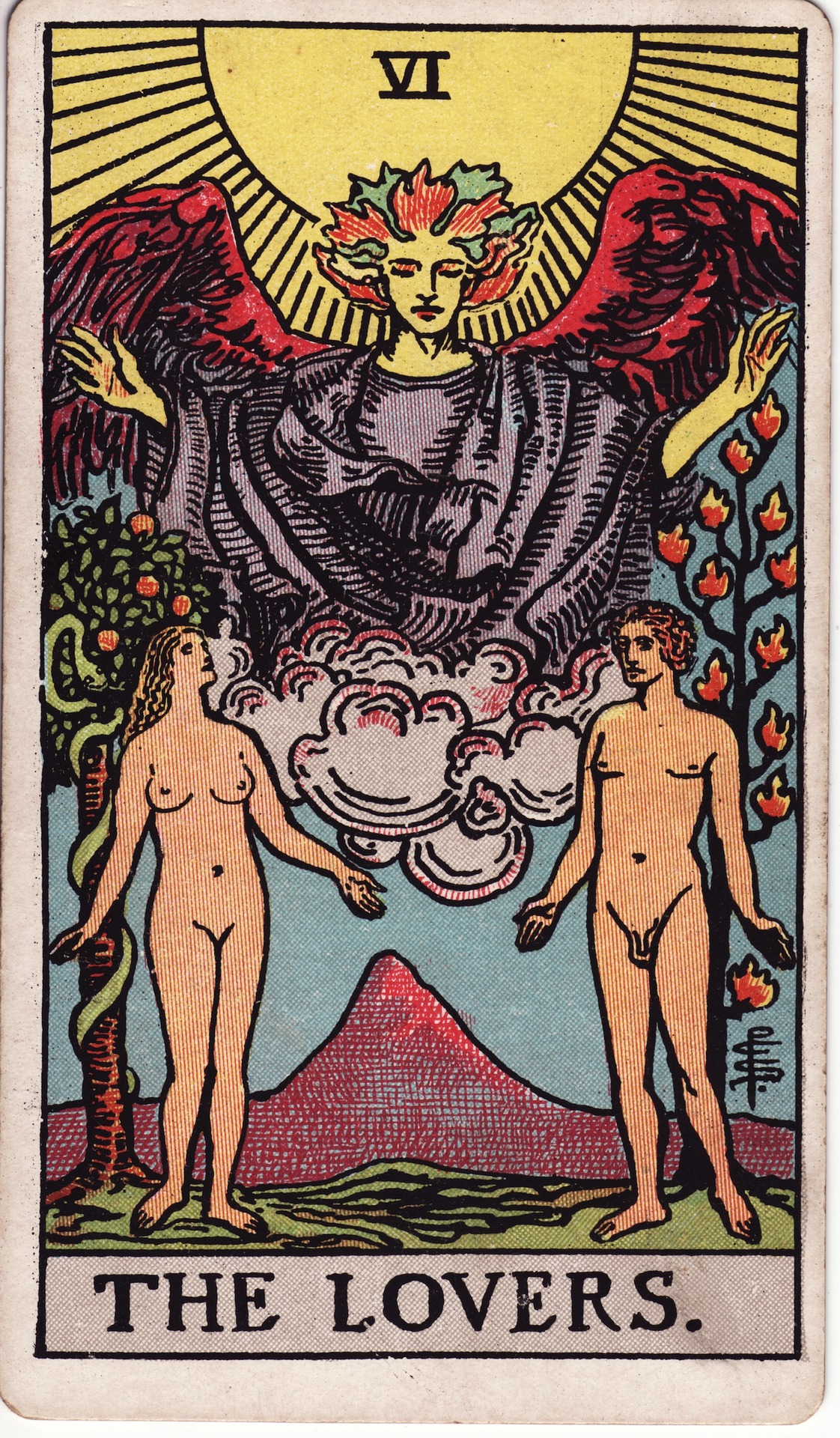
VI – 恋人
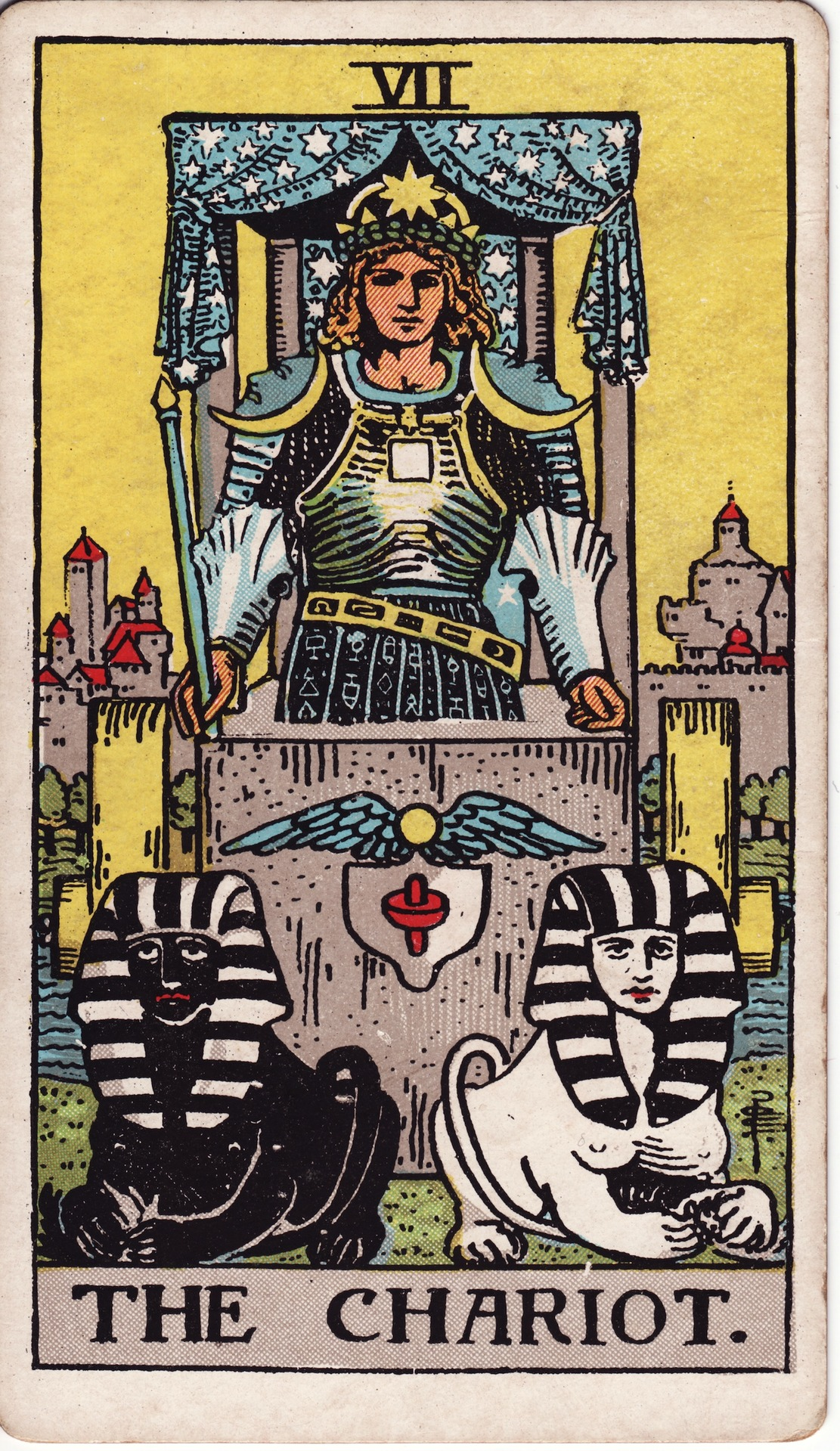
VII – 戦車
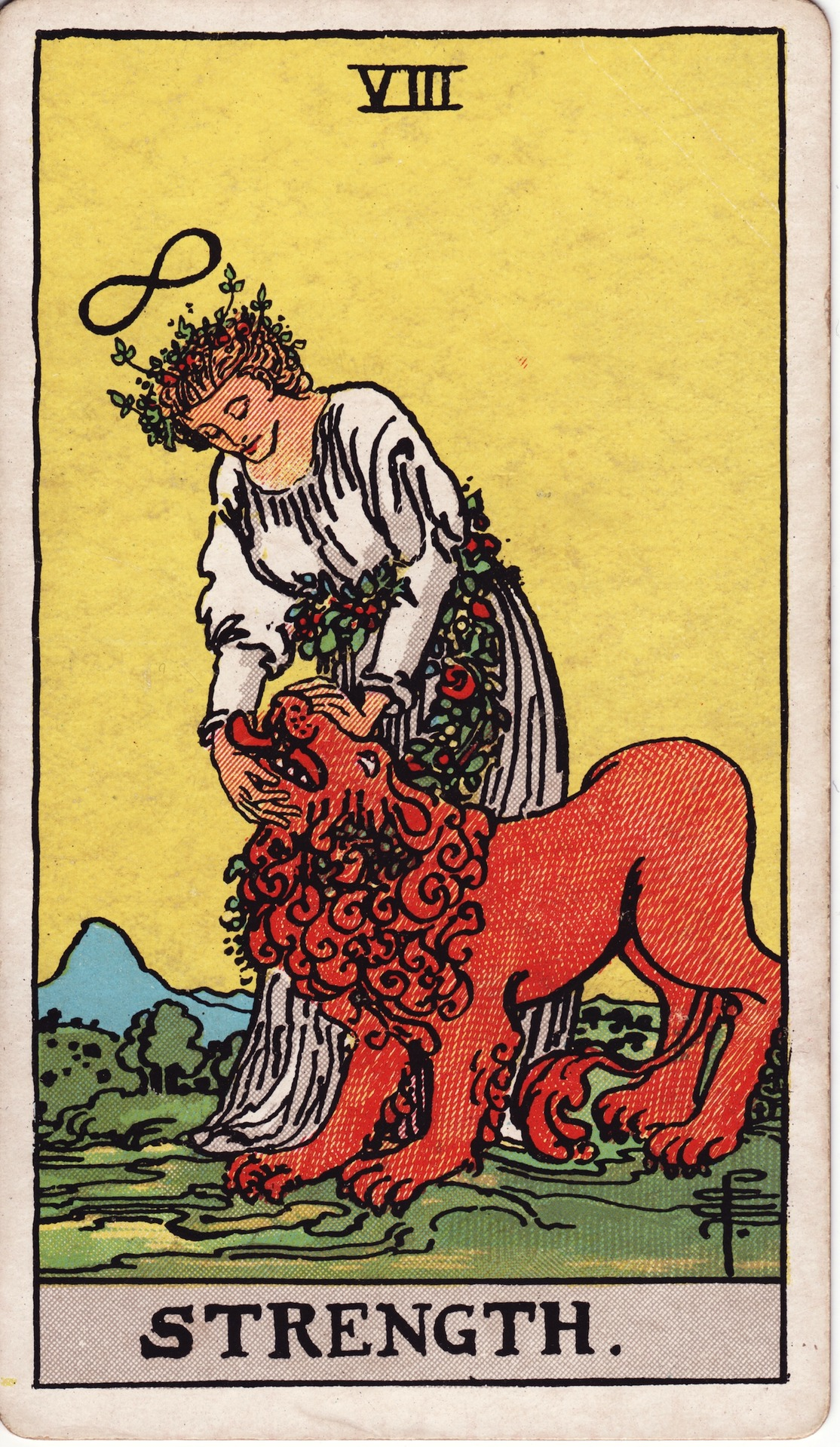
VIII – 力
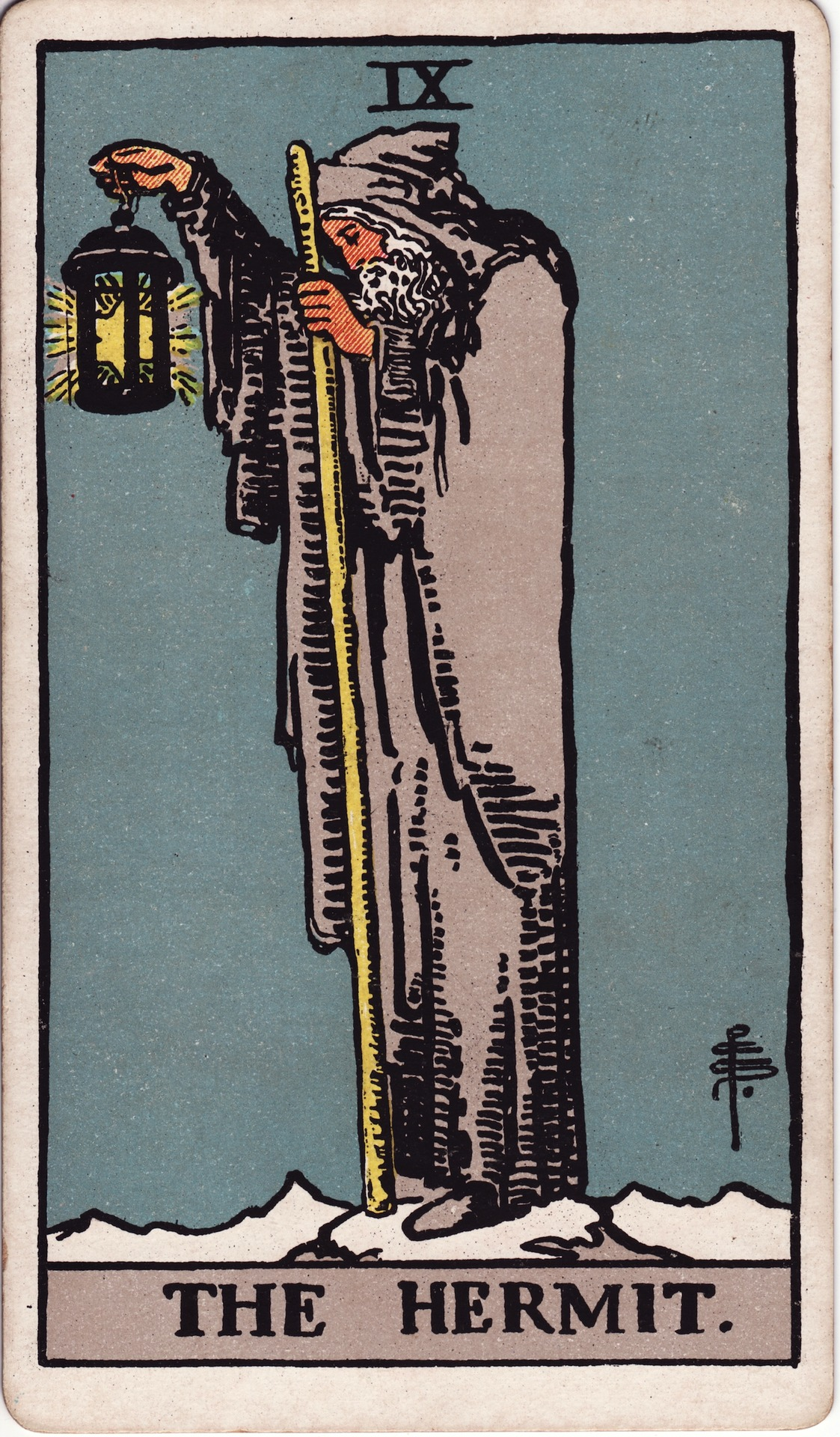
IX – 隠者
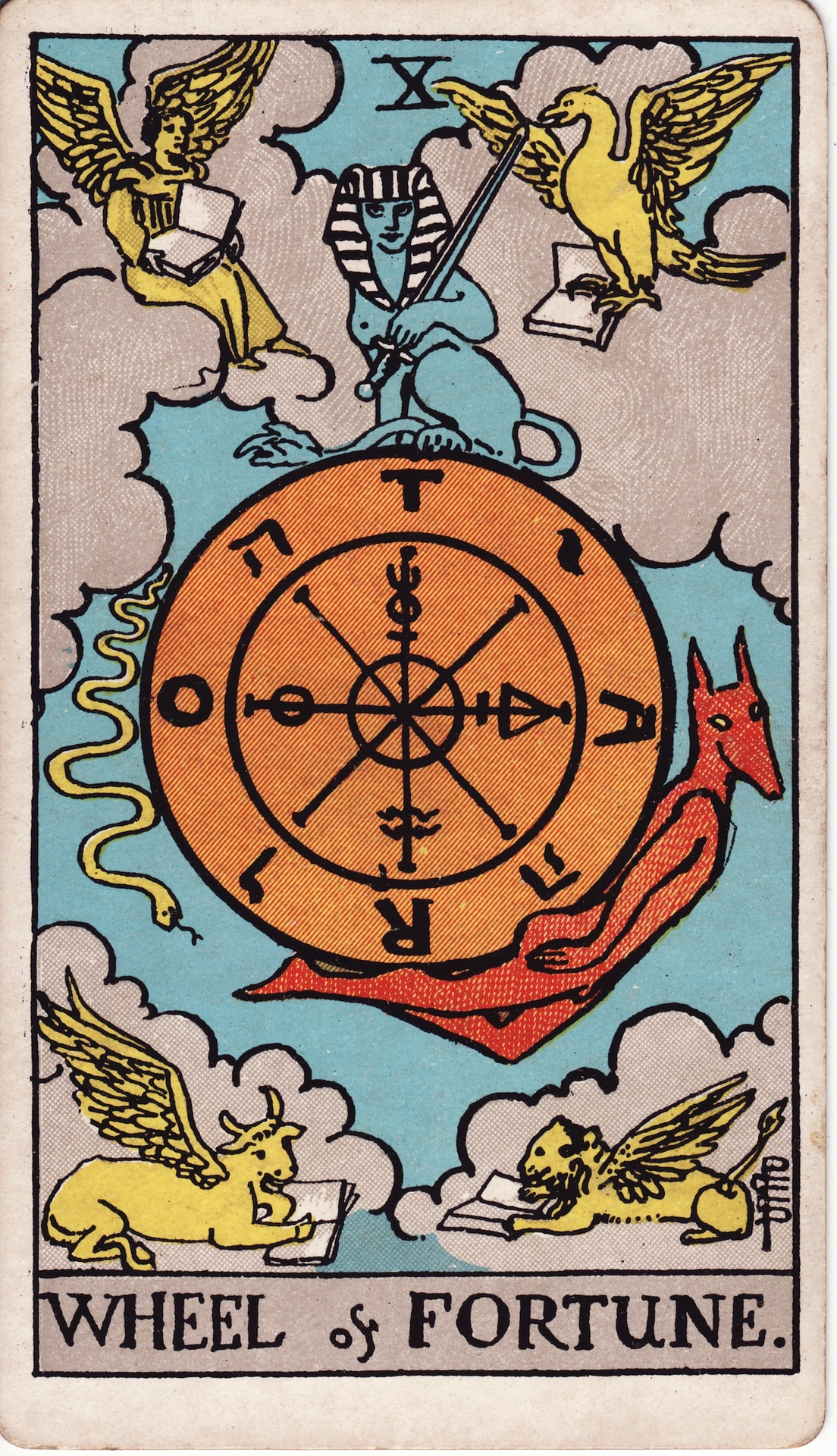
X – 運命の輪
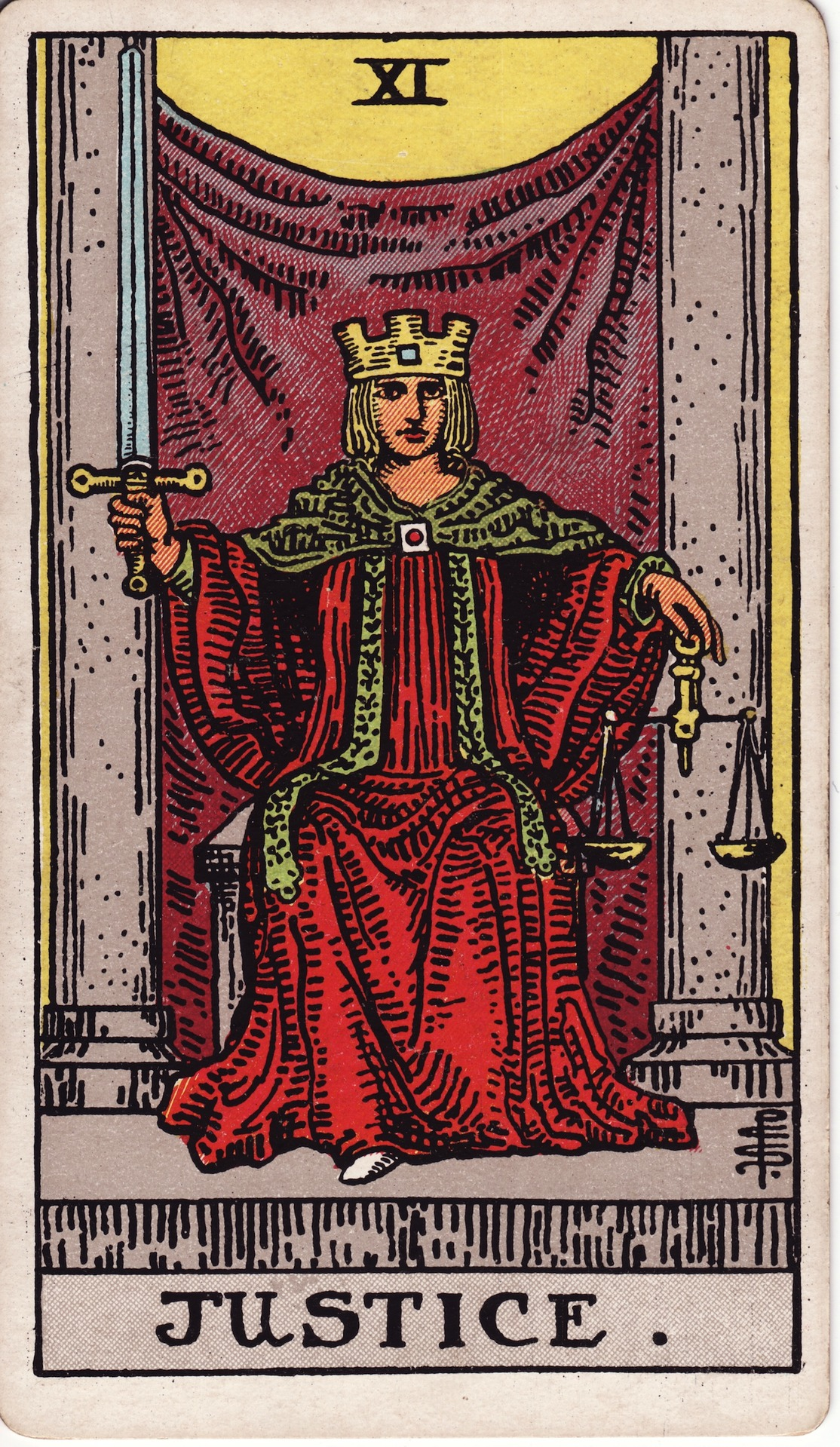
XI – 正義
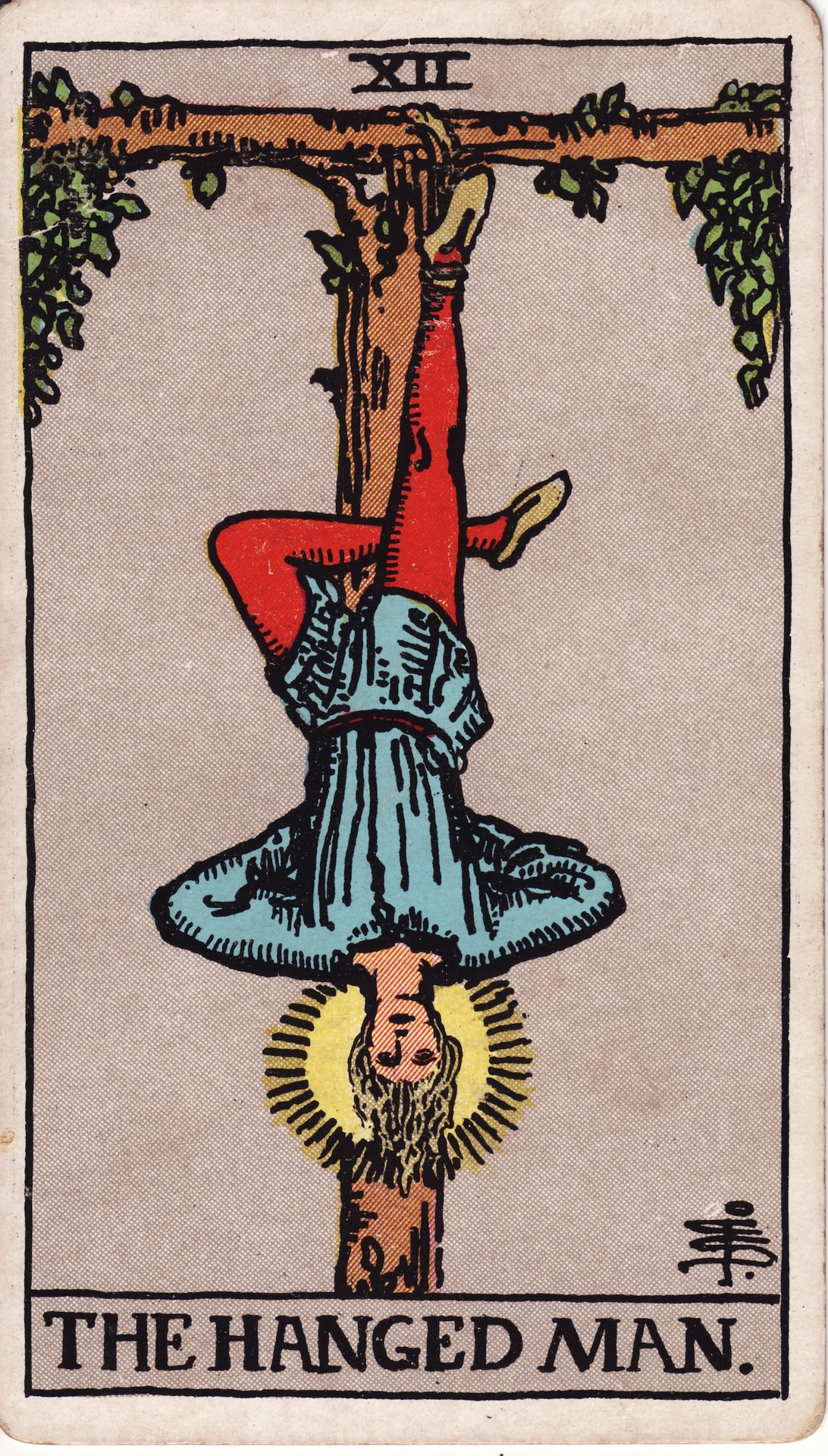
XII – 吊された男
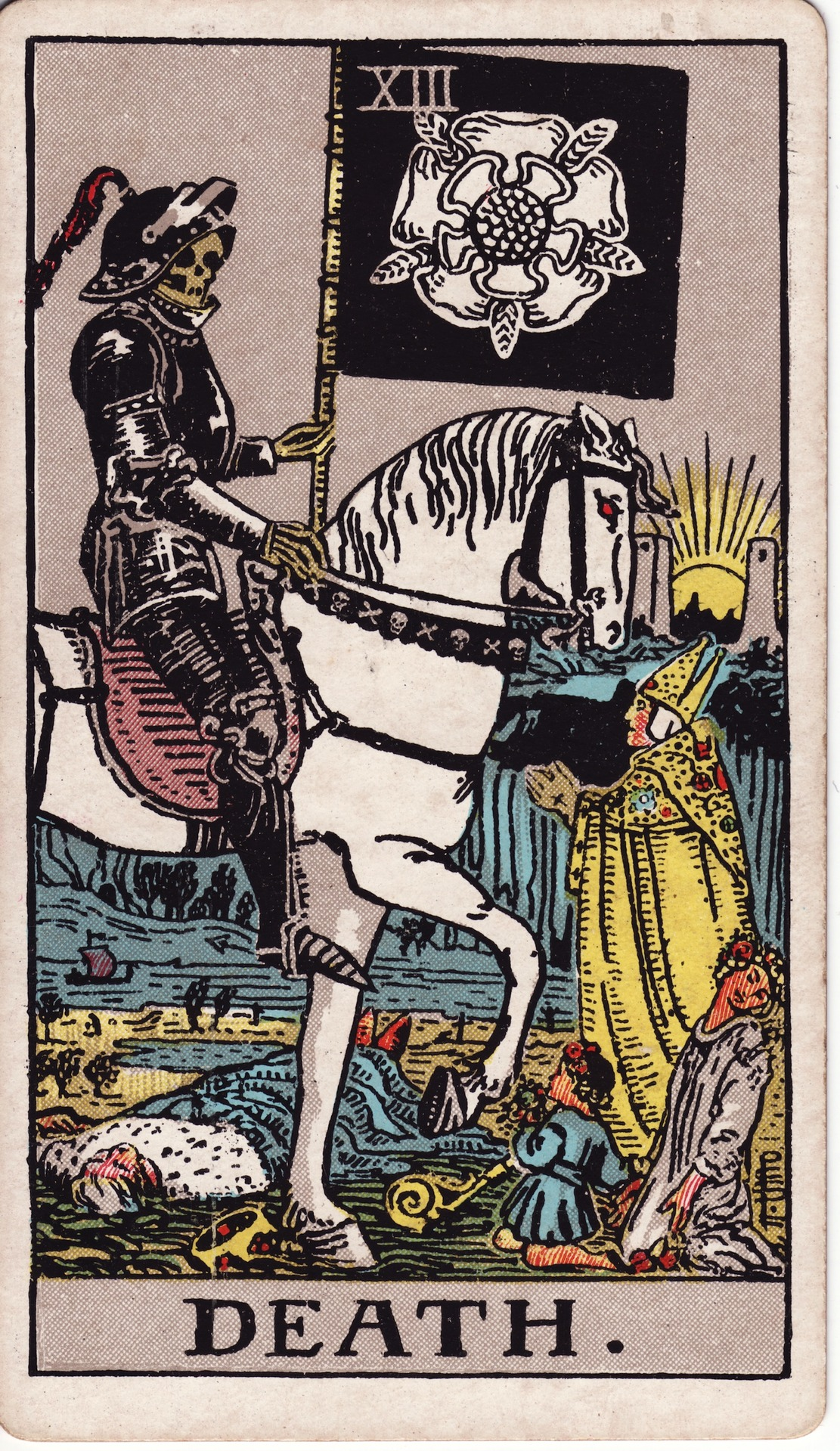
XIII – 死神
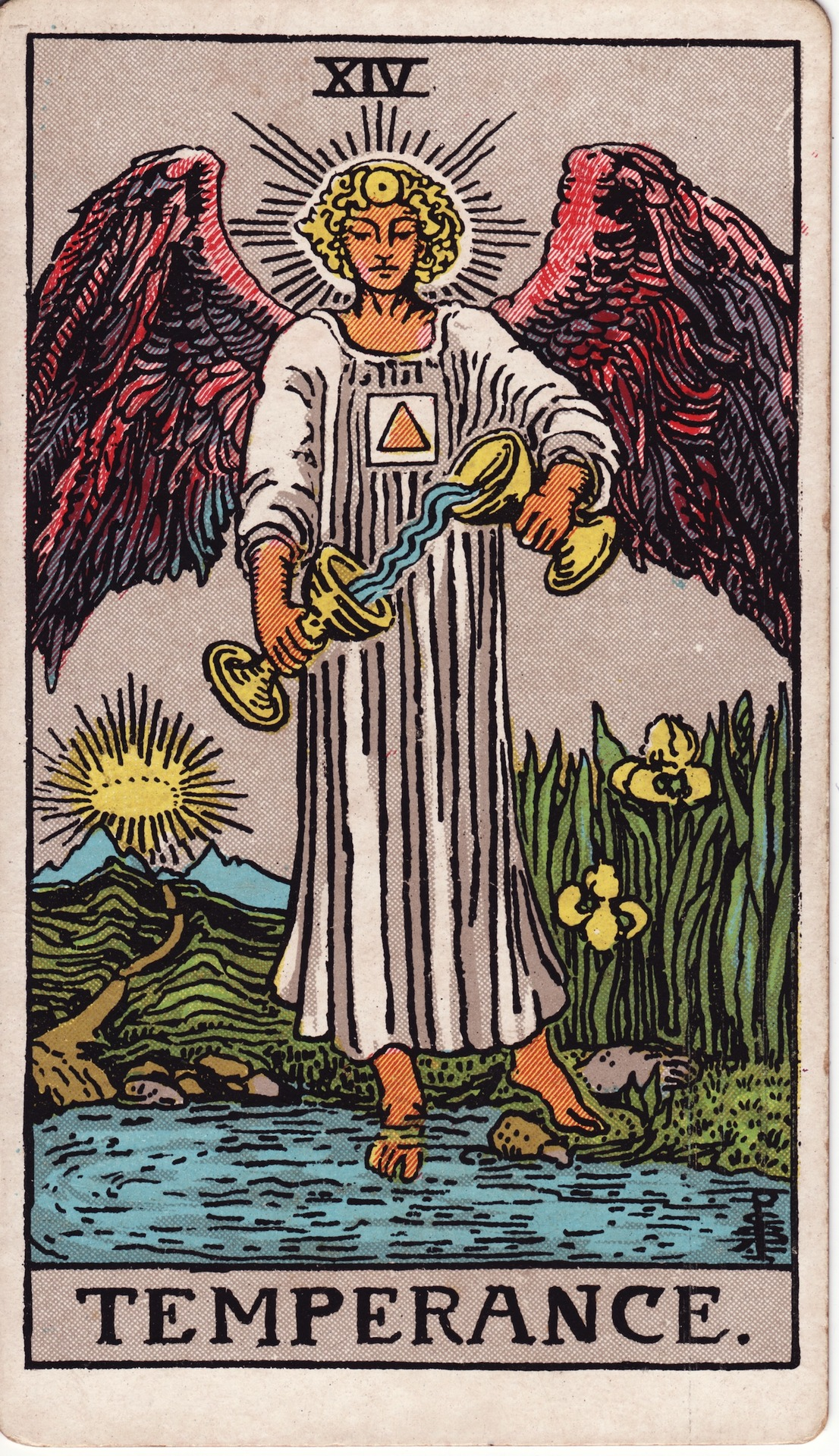
XIV – 節制
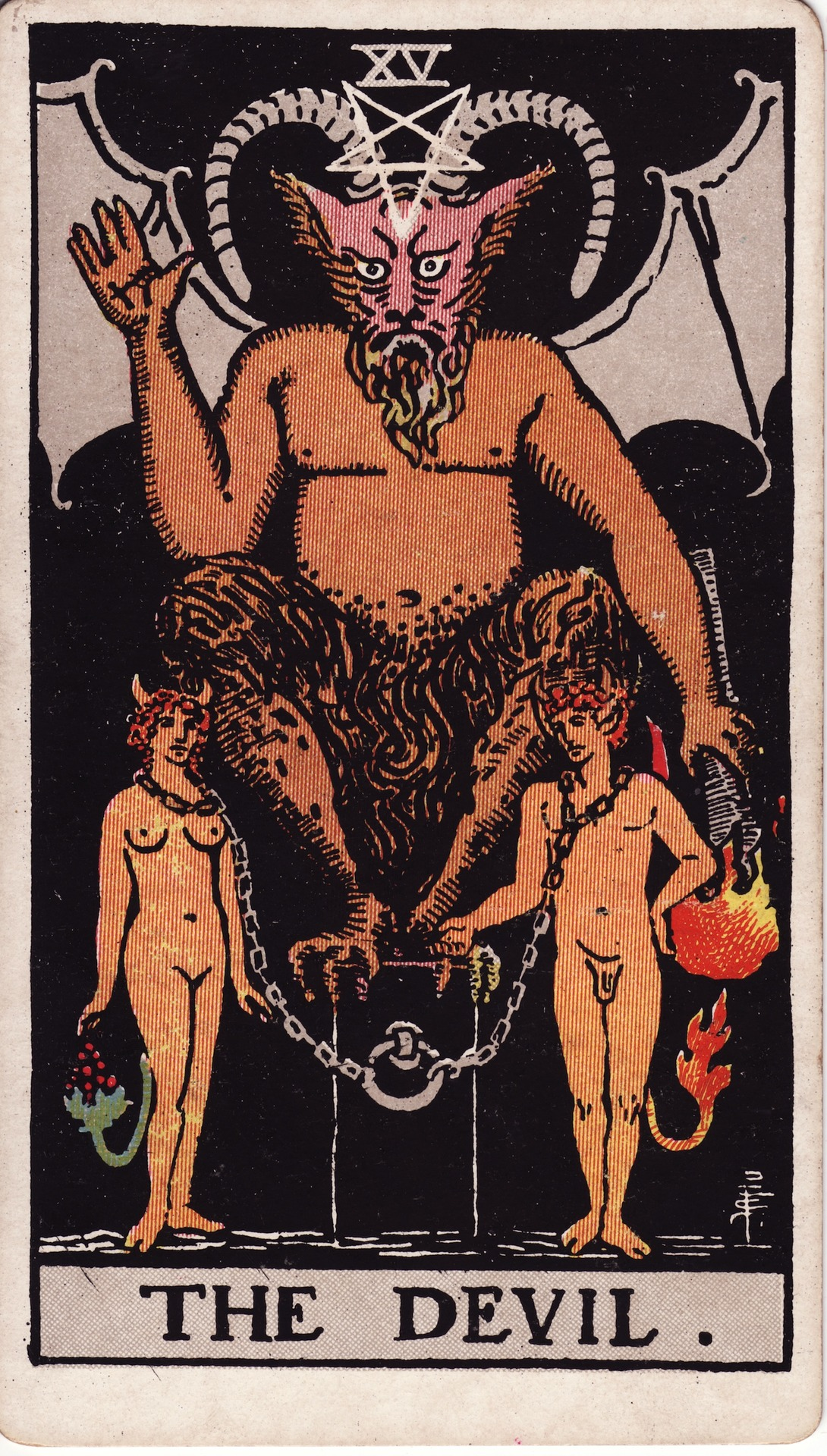
XV – 悪魔
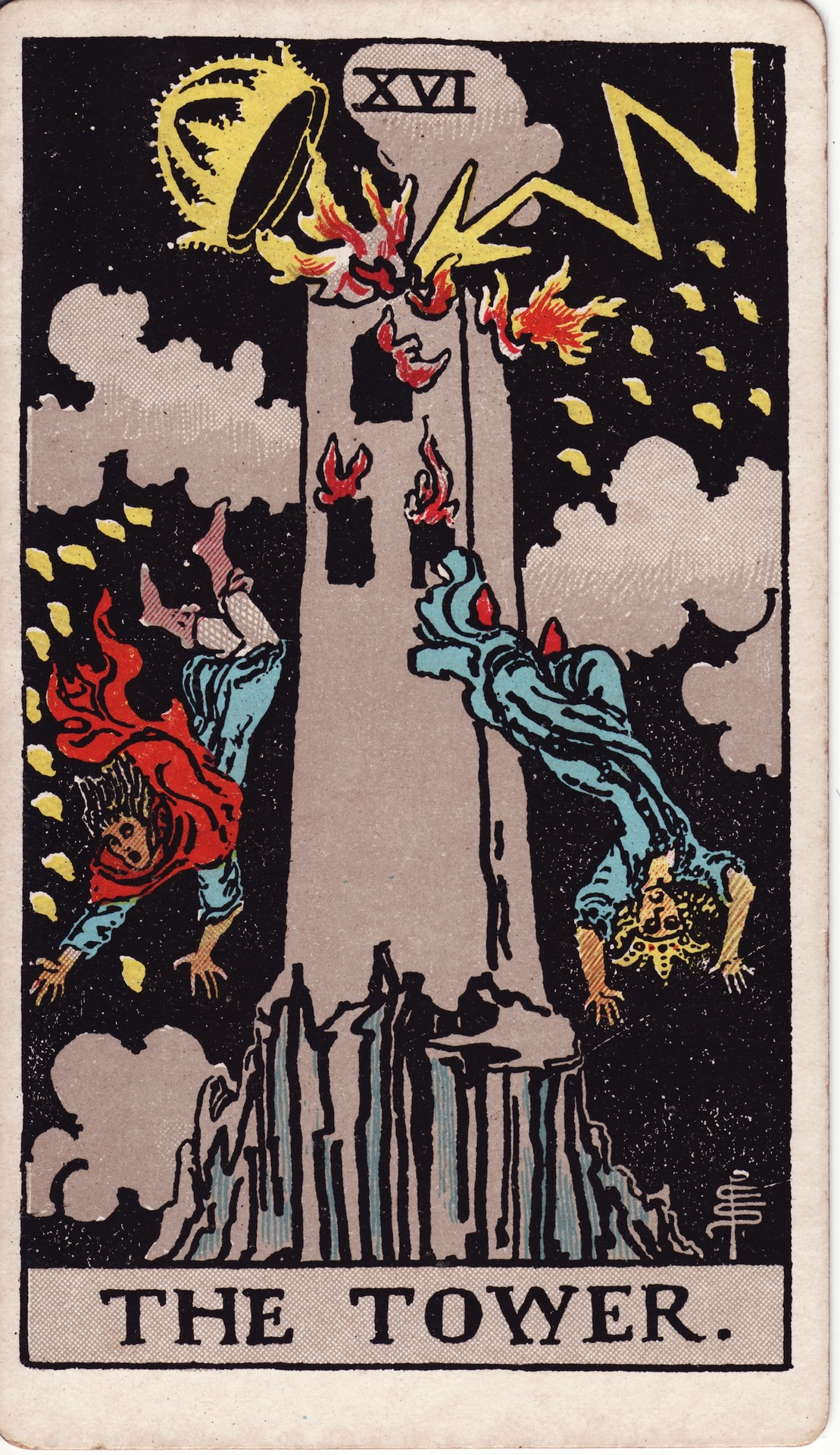
XVI – 塔
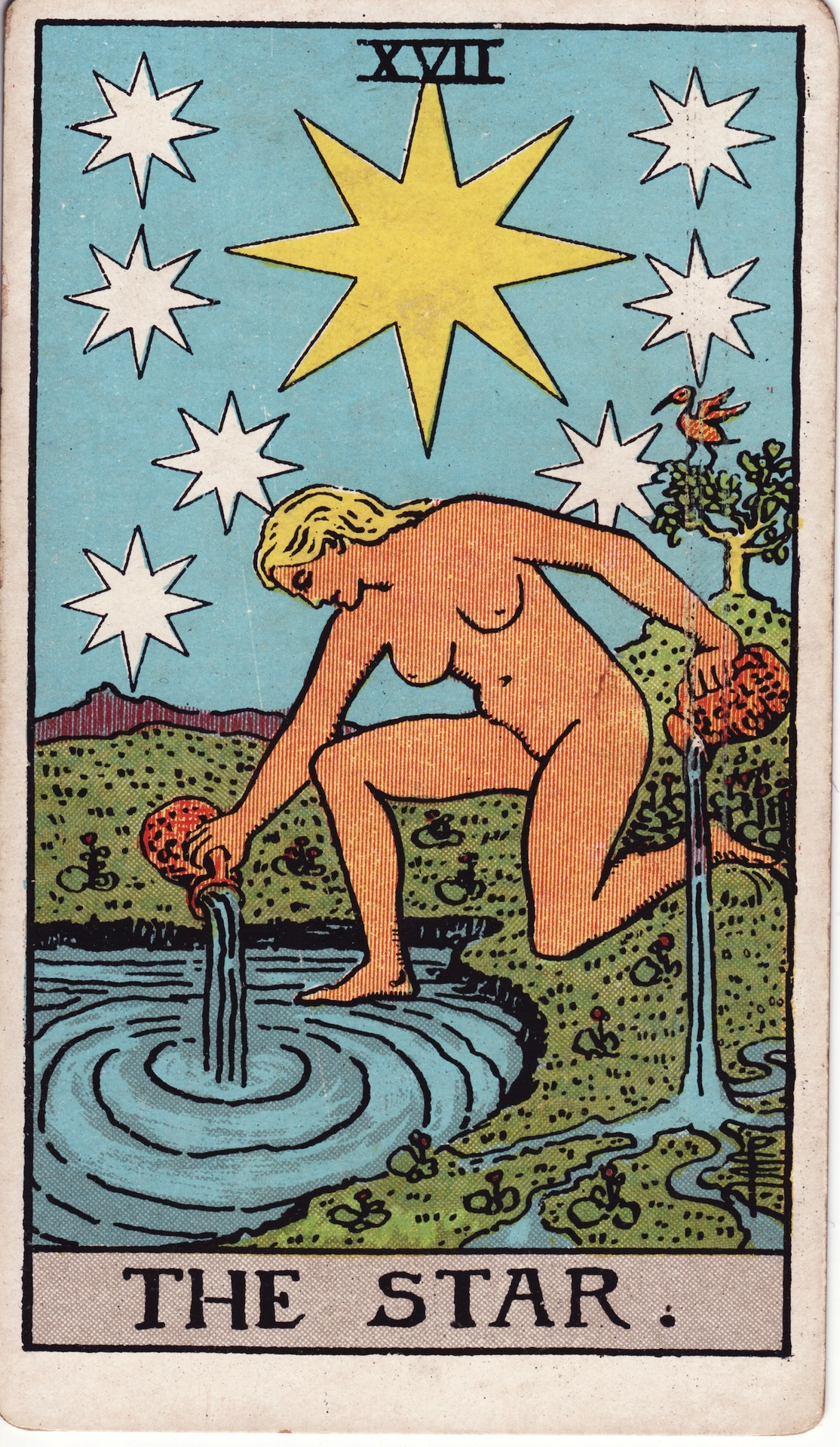
XVII – 星
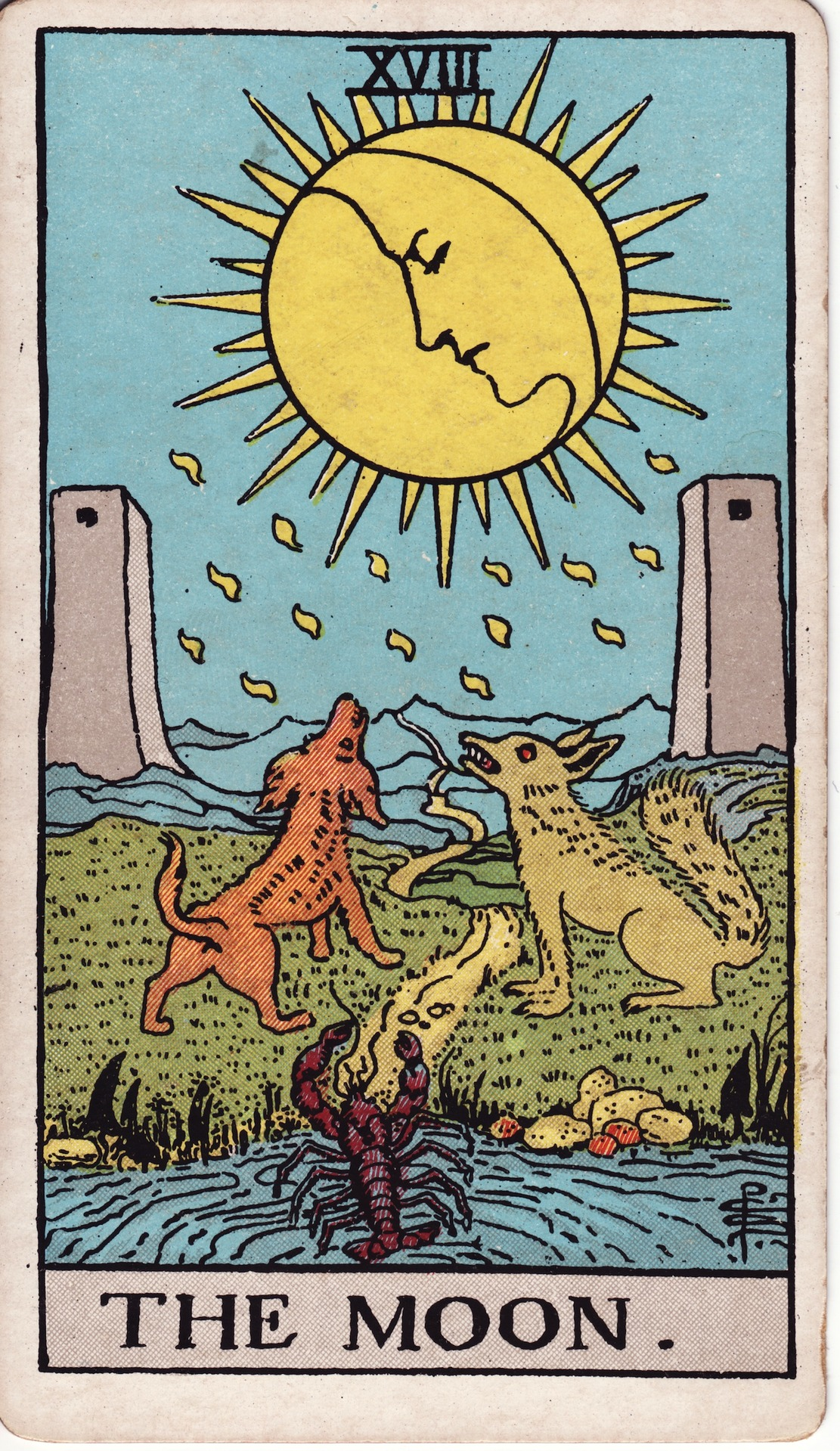
XVIII – 月
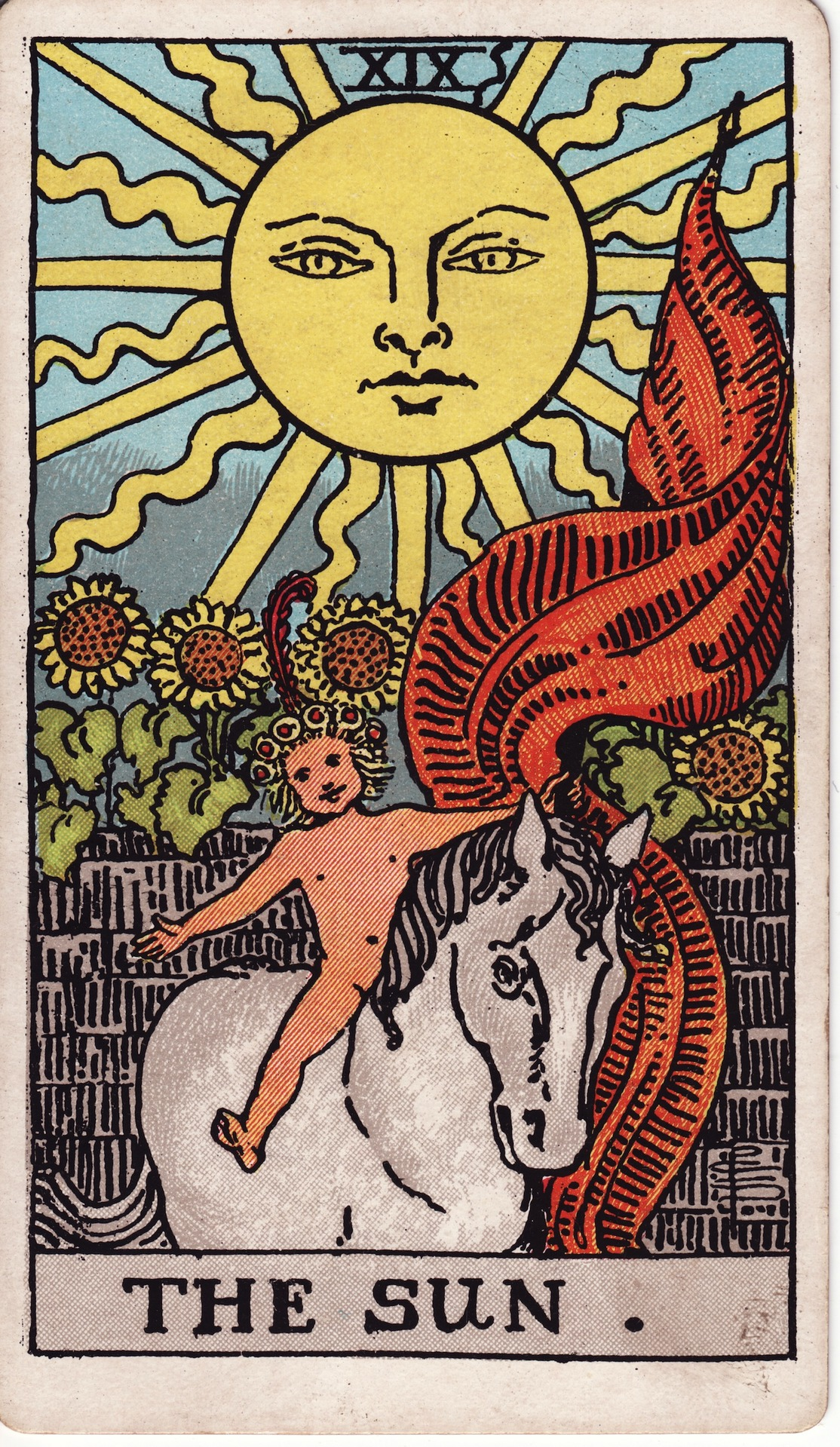
XIX – 太陽
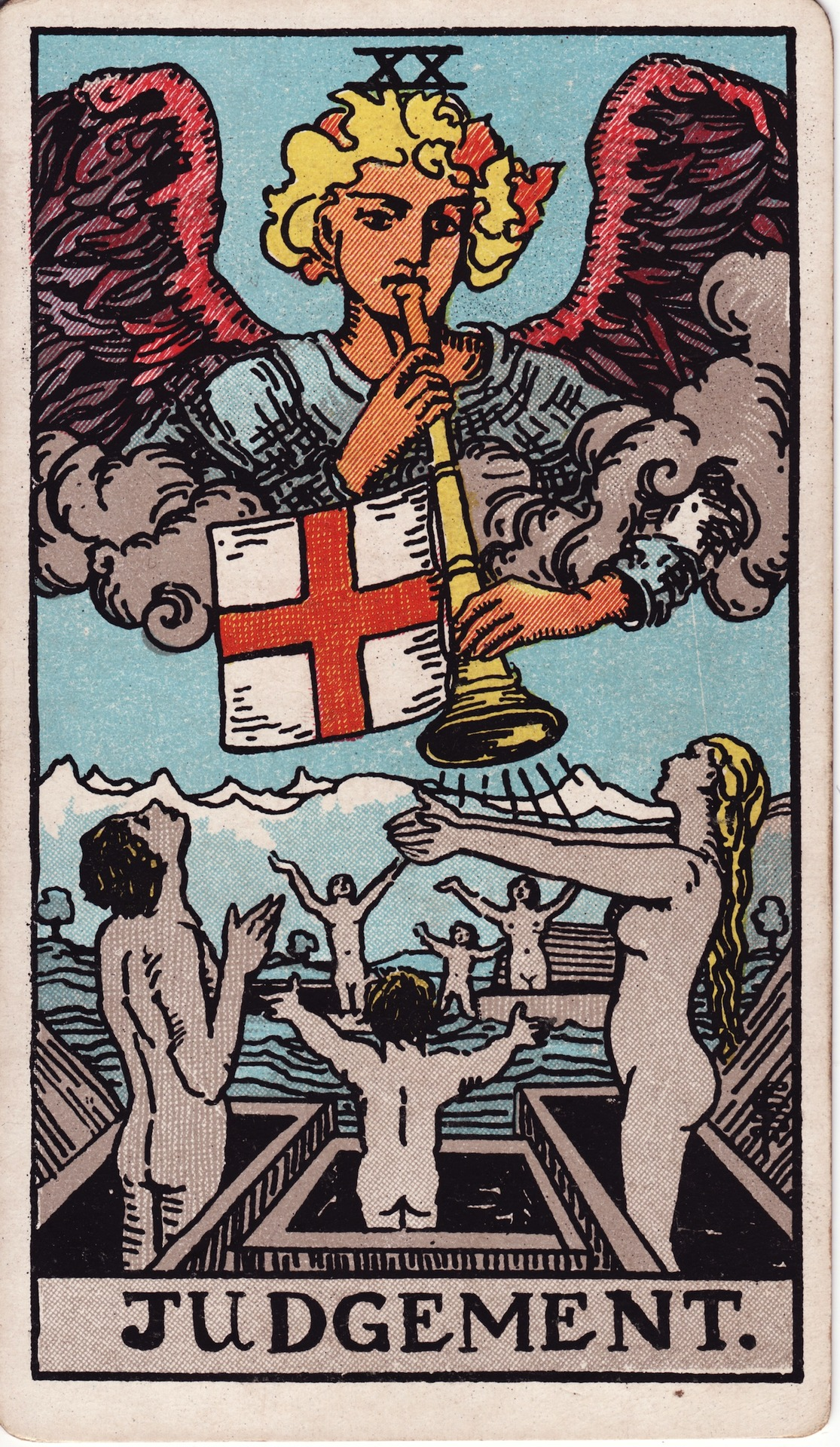
XX – 審判
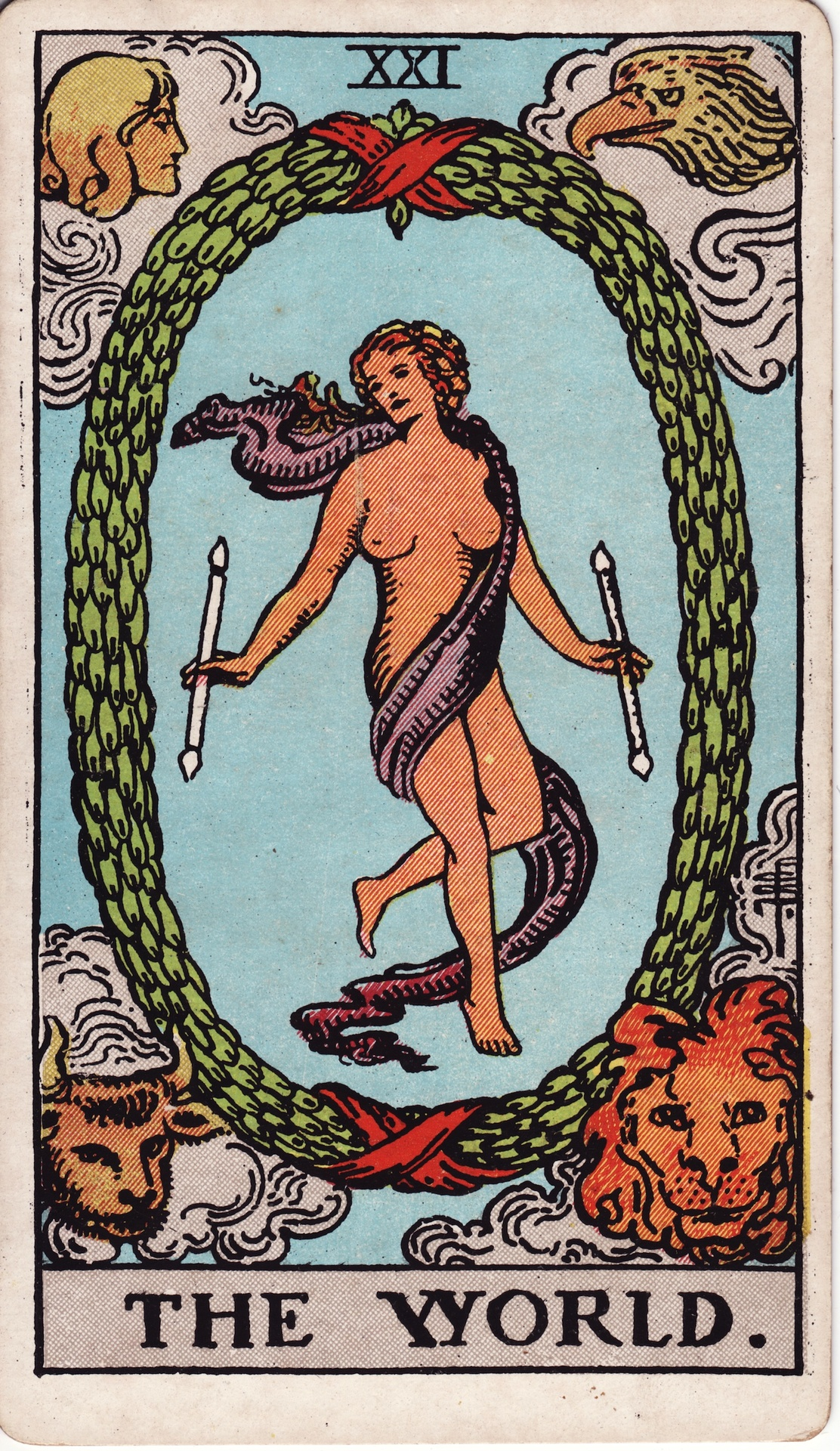
XXI – 世界

## 小アルカナ

### ワンド

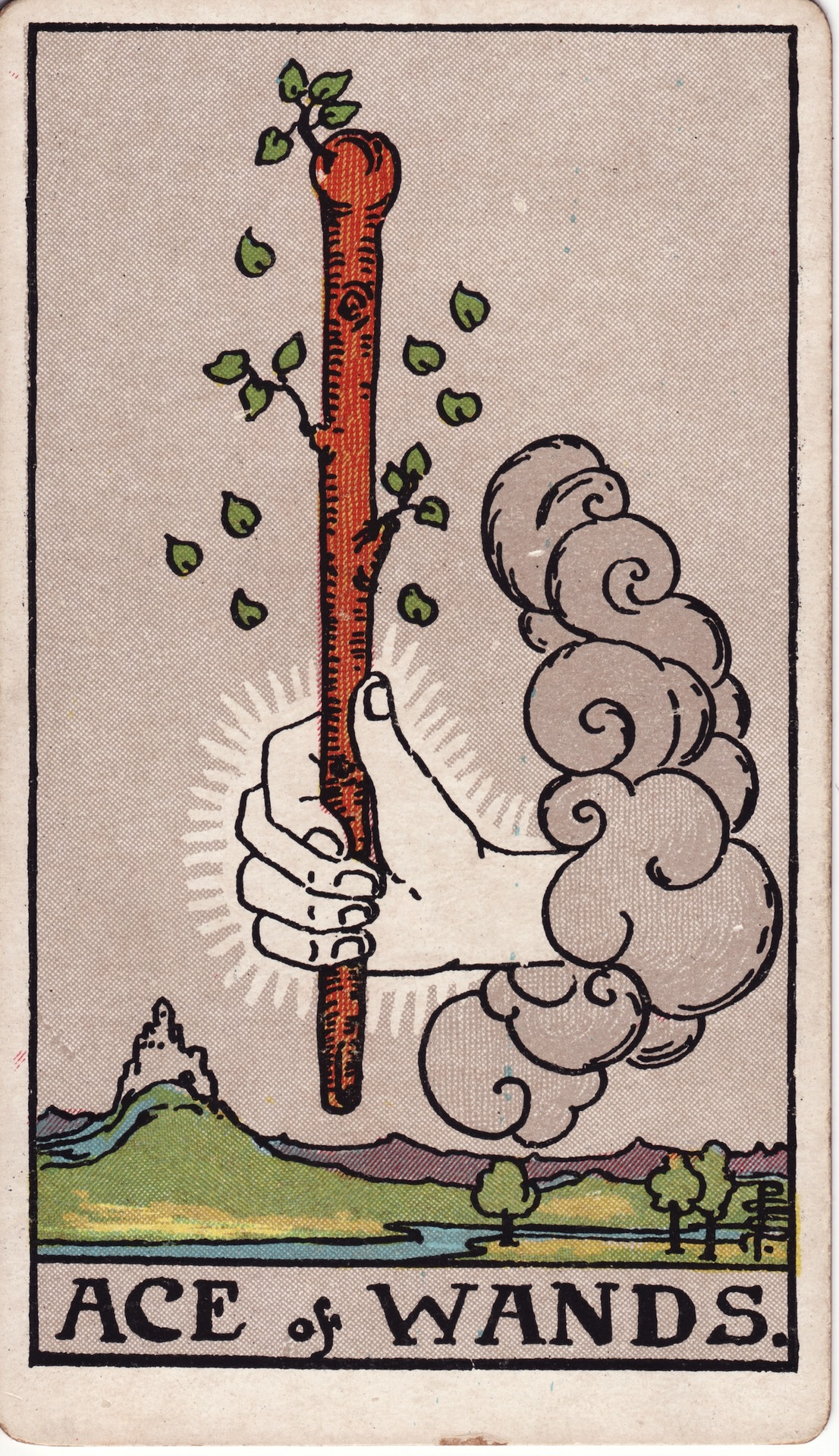
エース
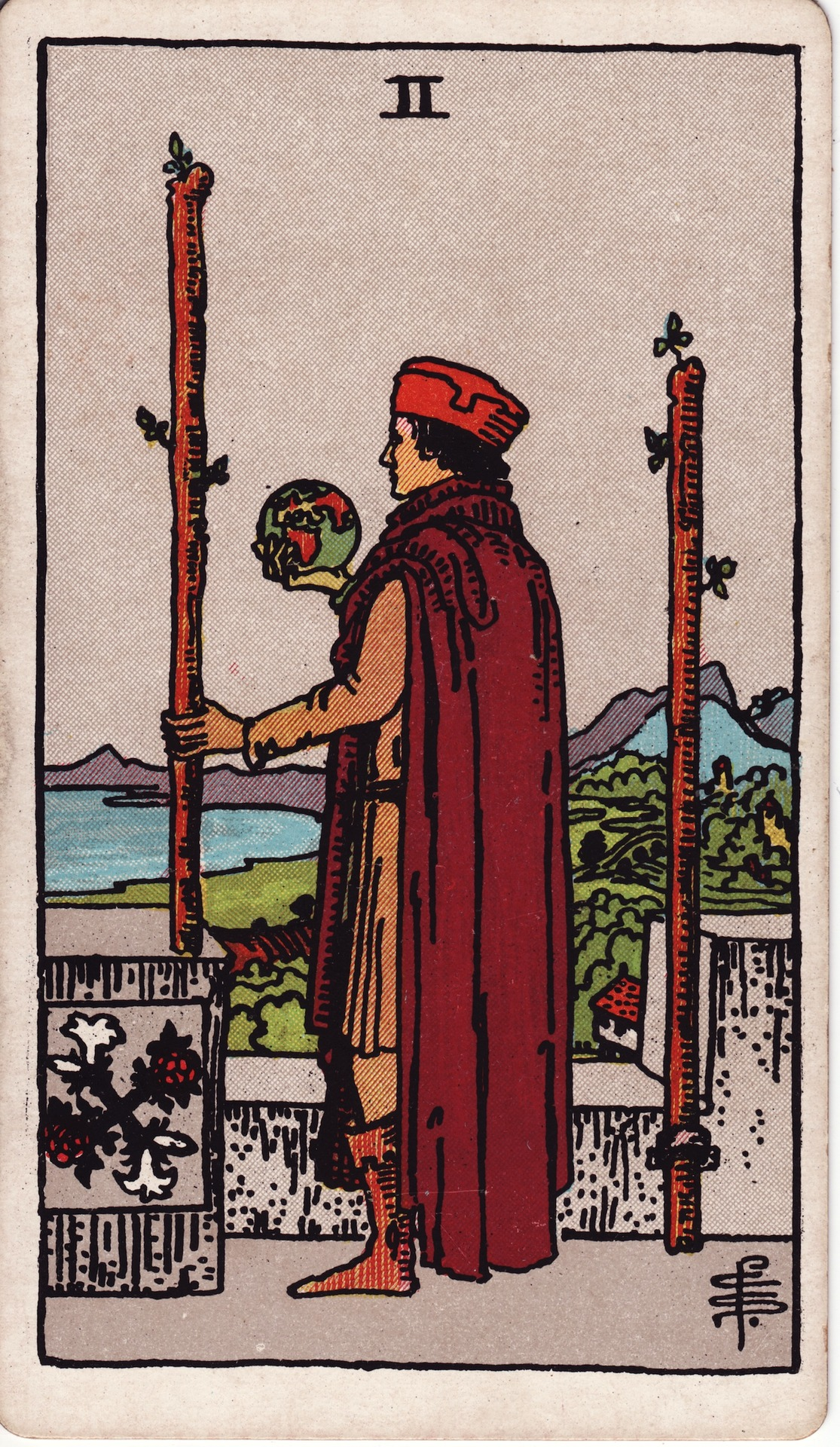
2
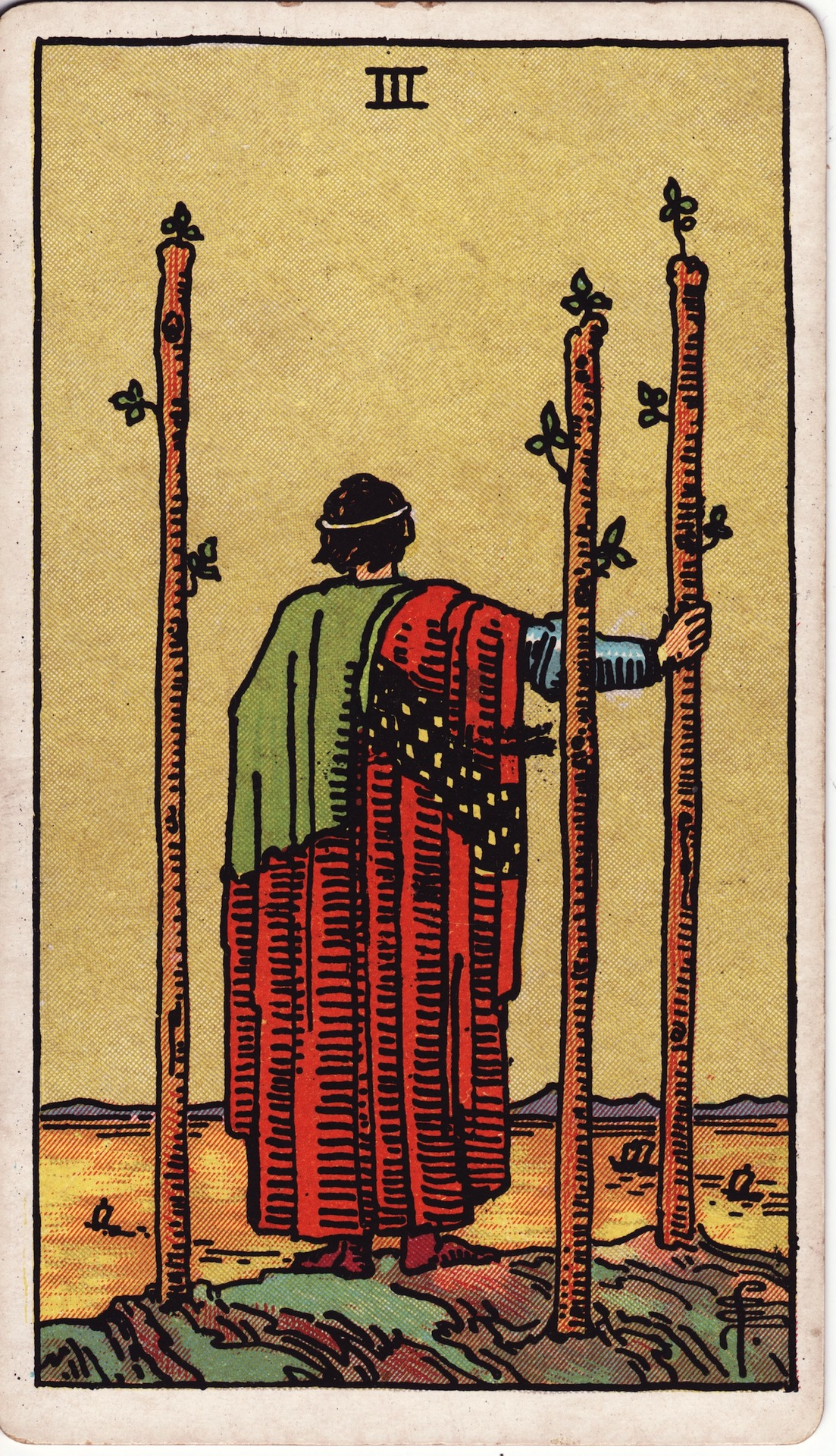
3
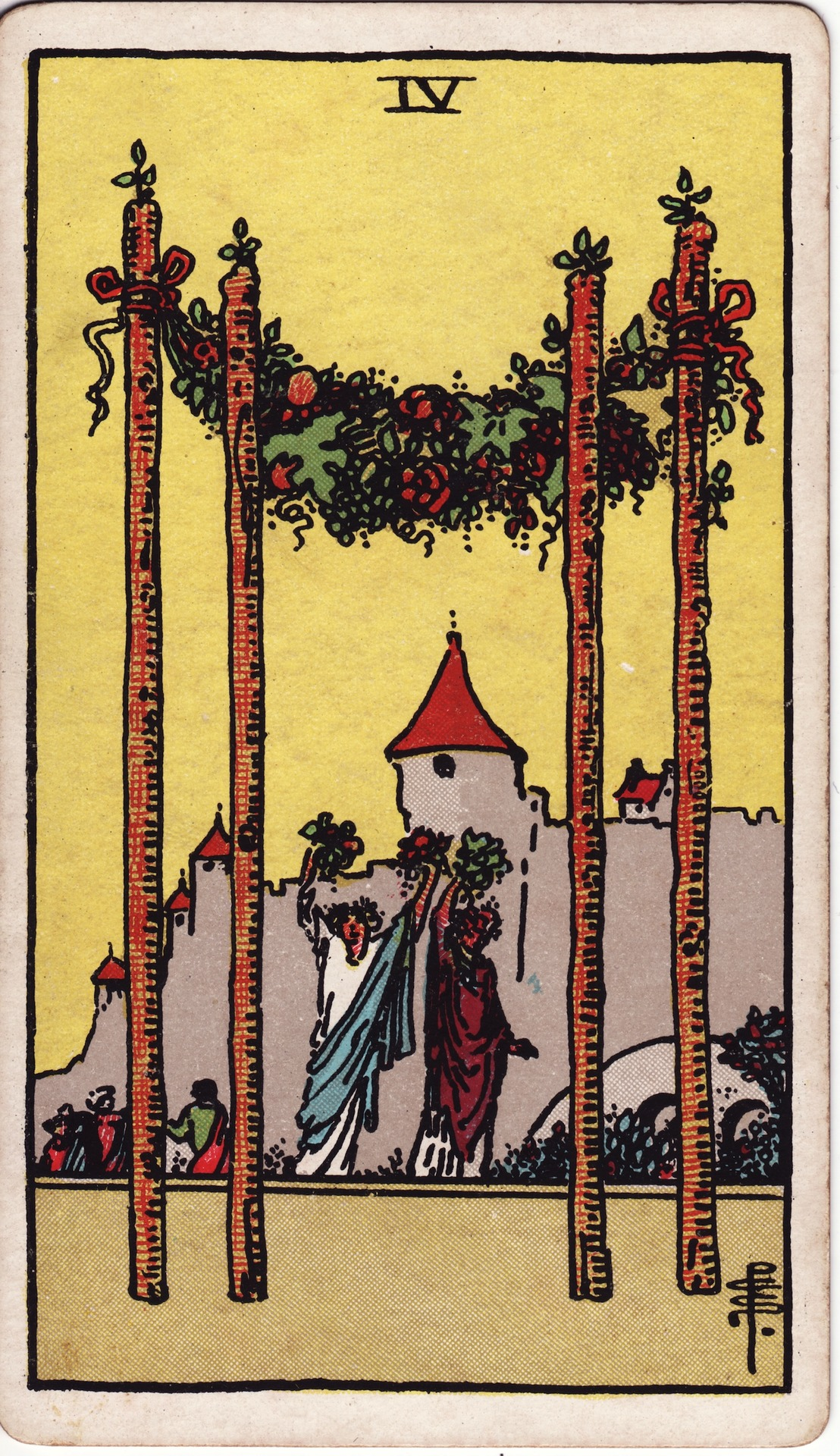
4
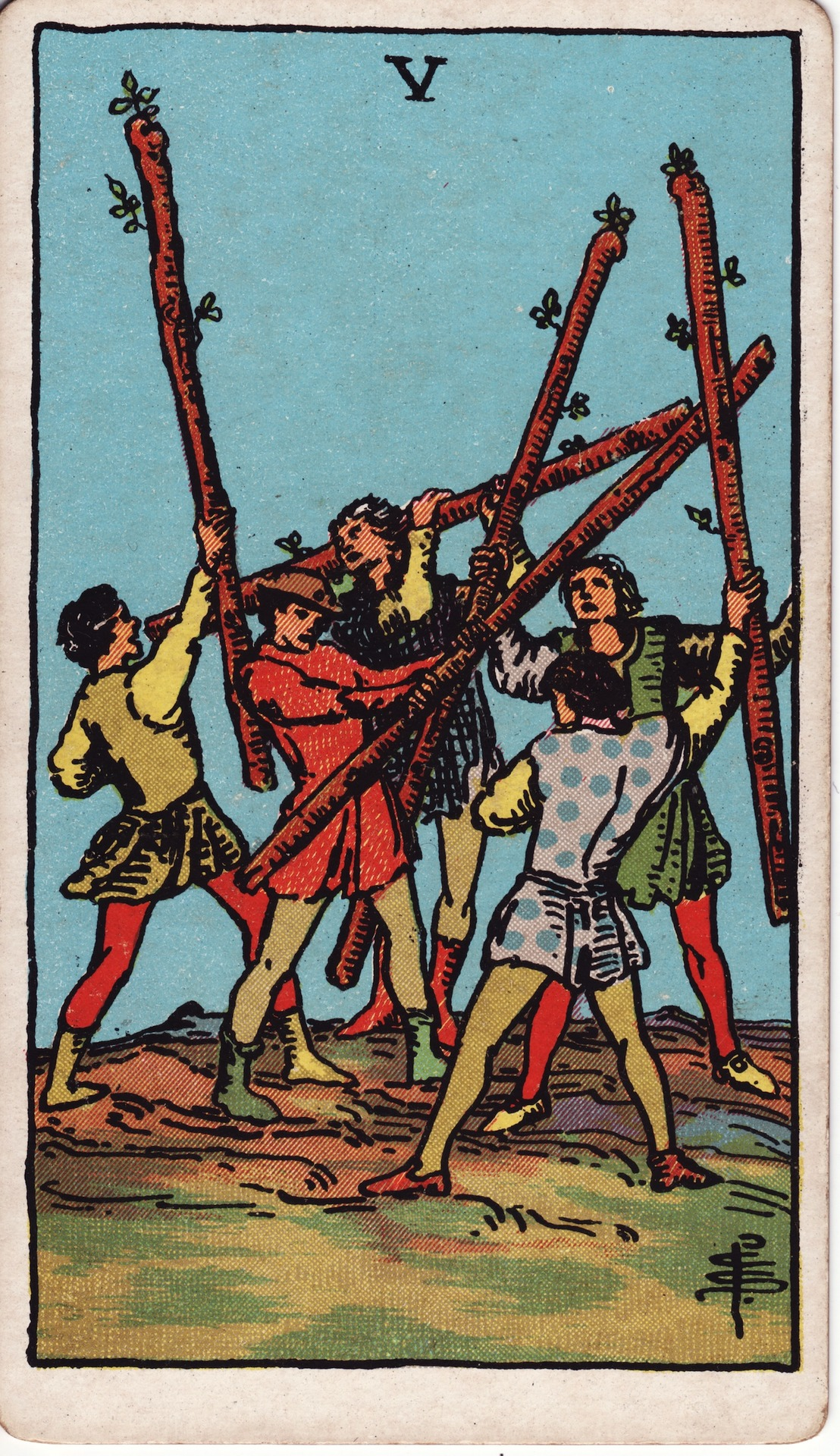
5
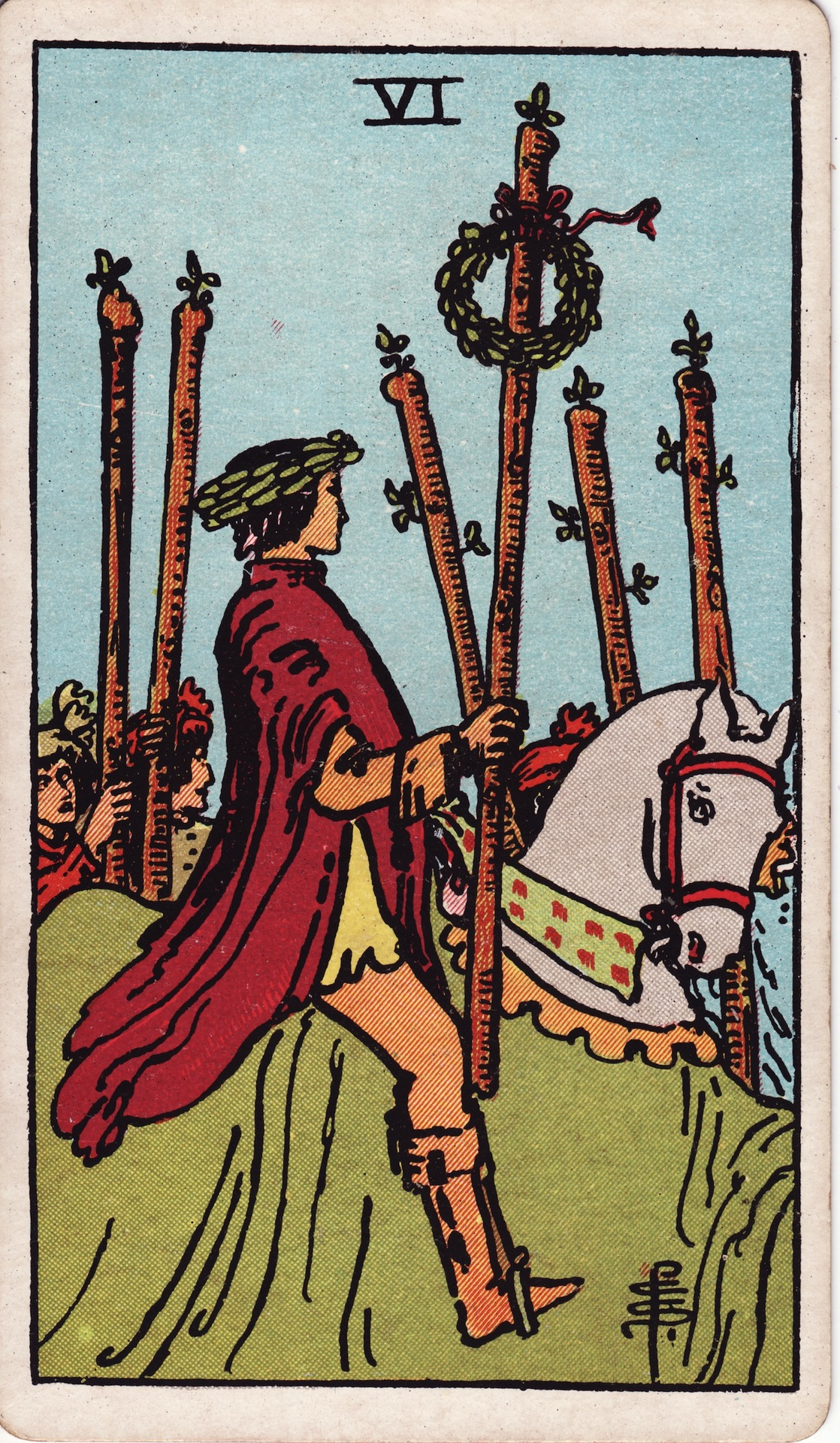
6
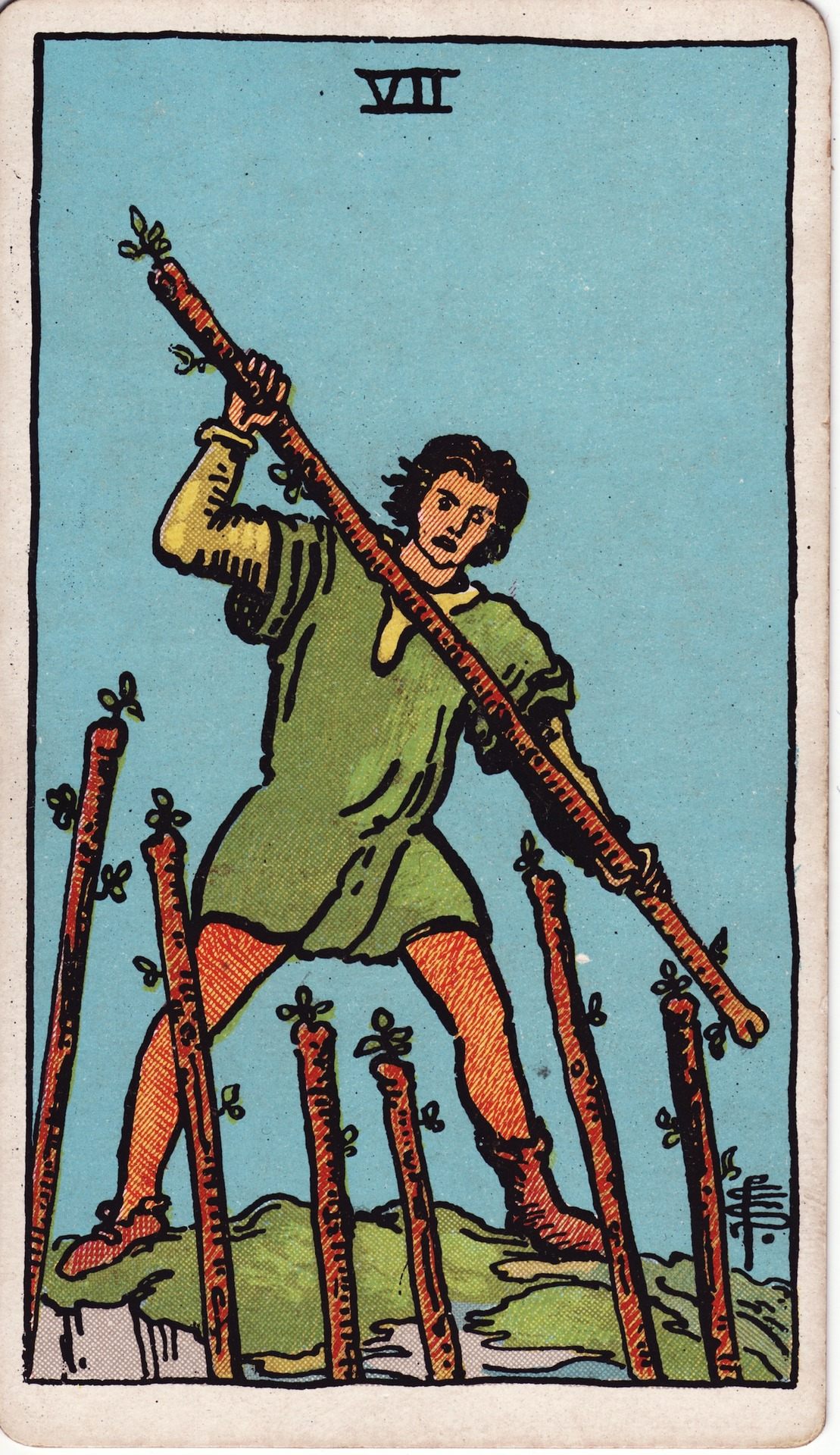
7
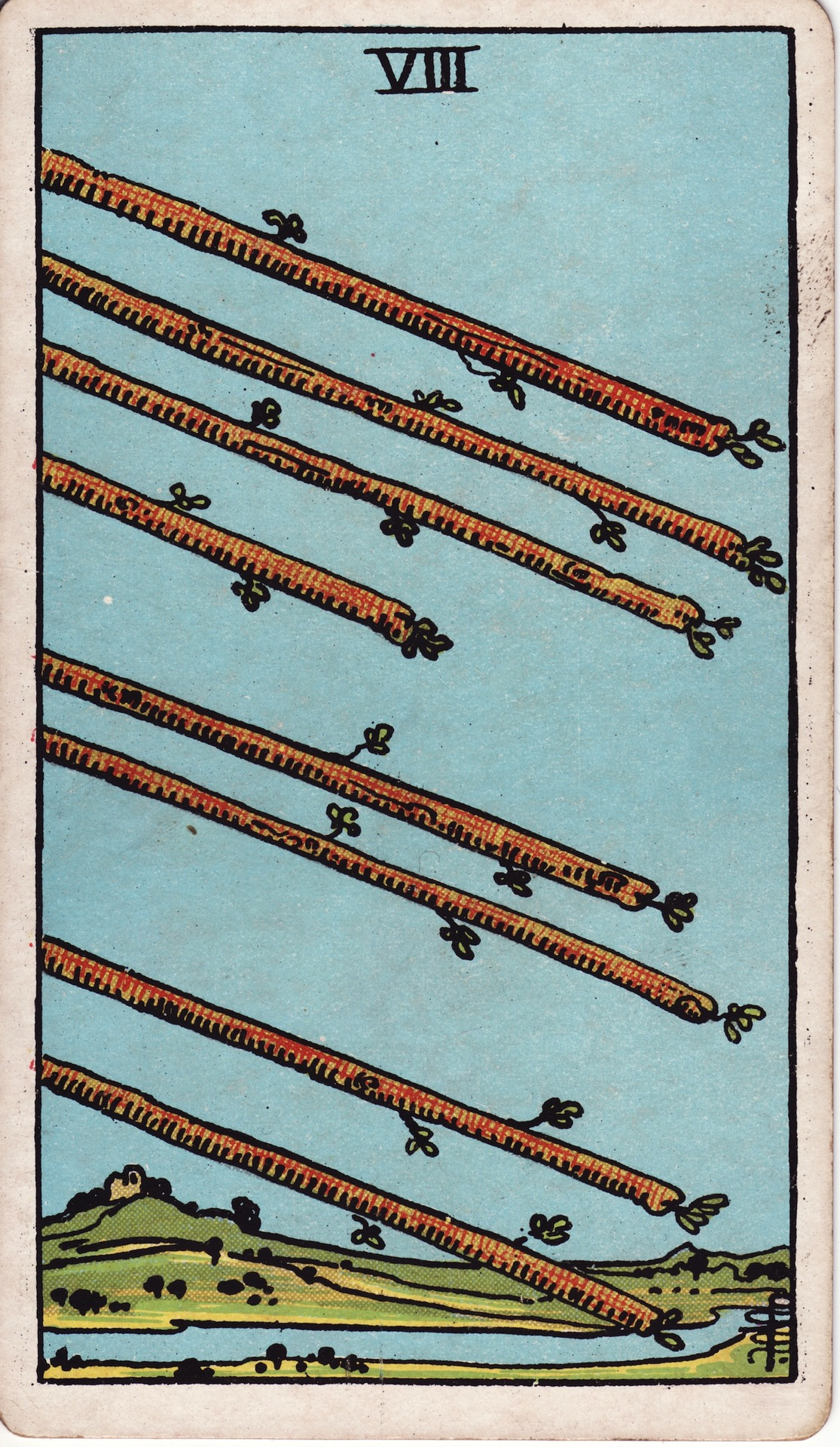
8
9
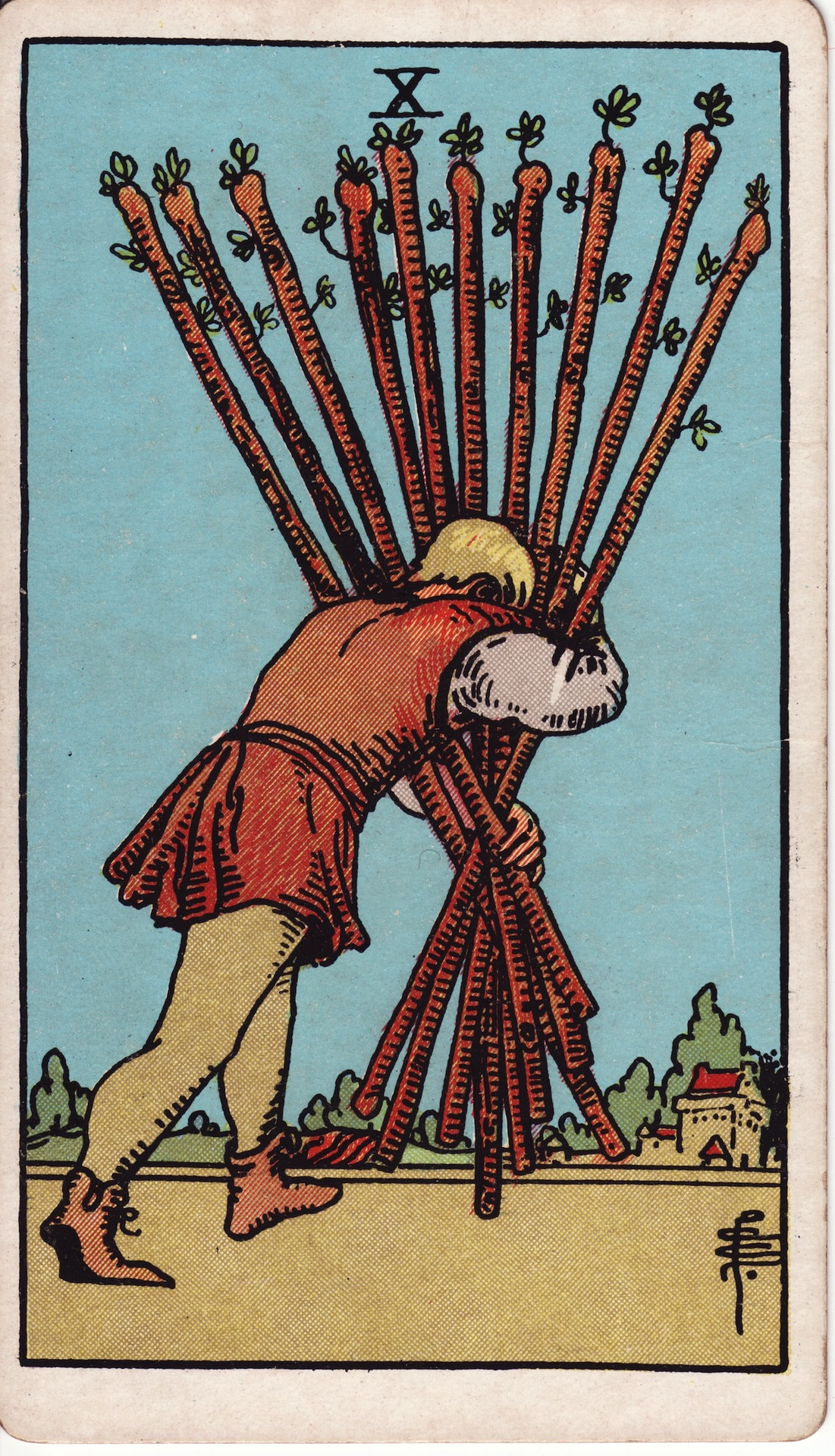
10
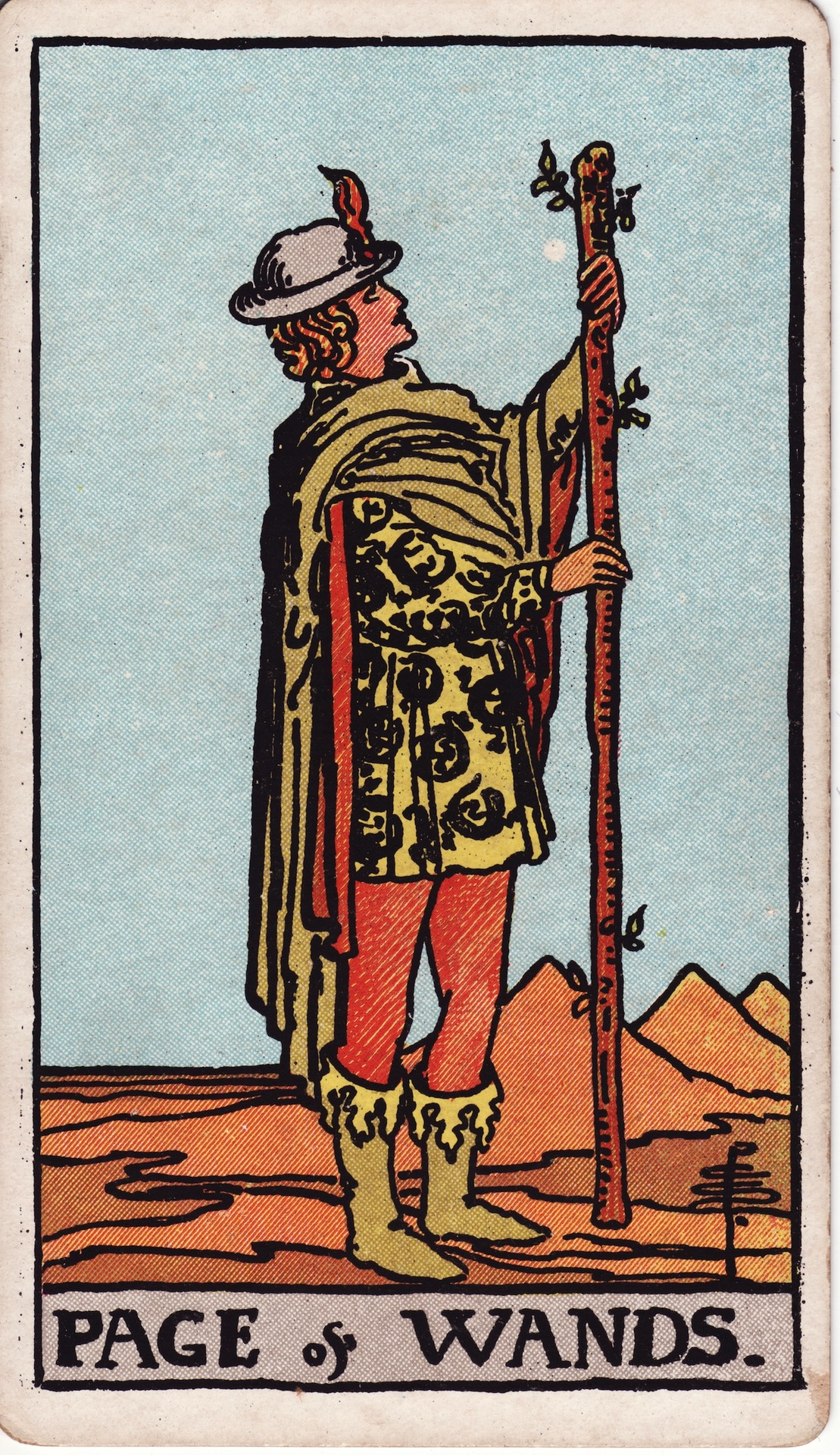
ペイジ
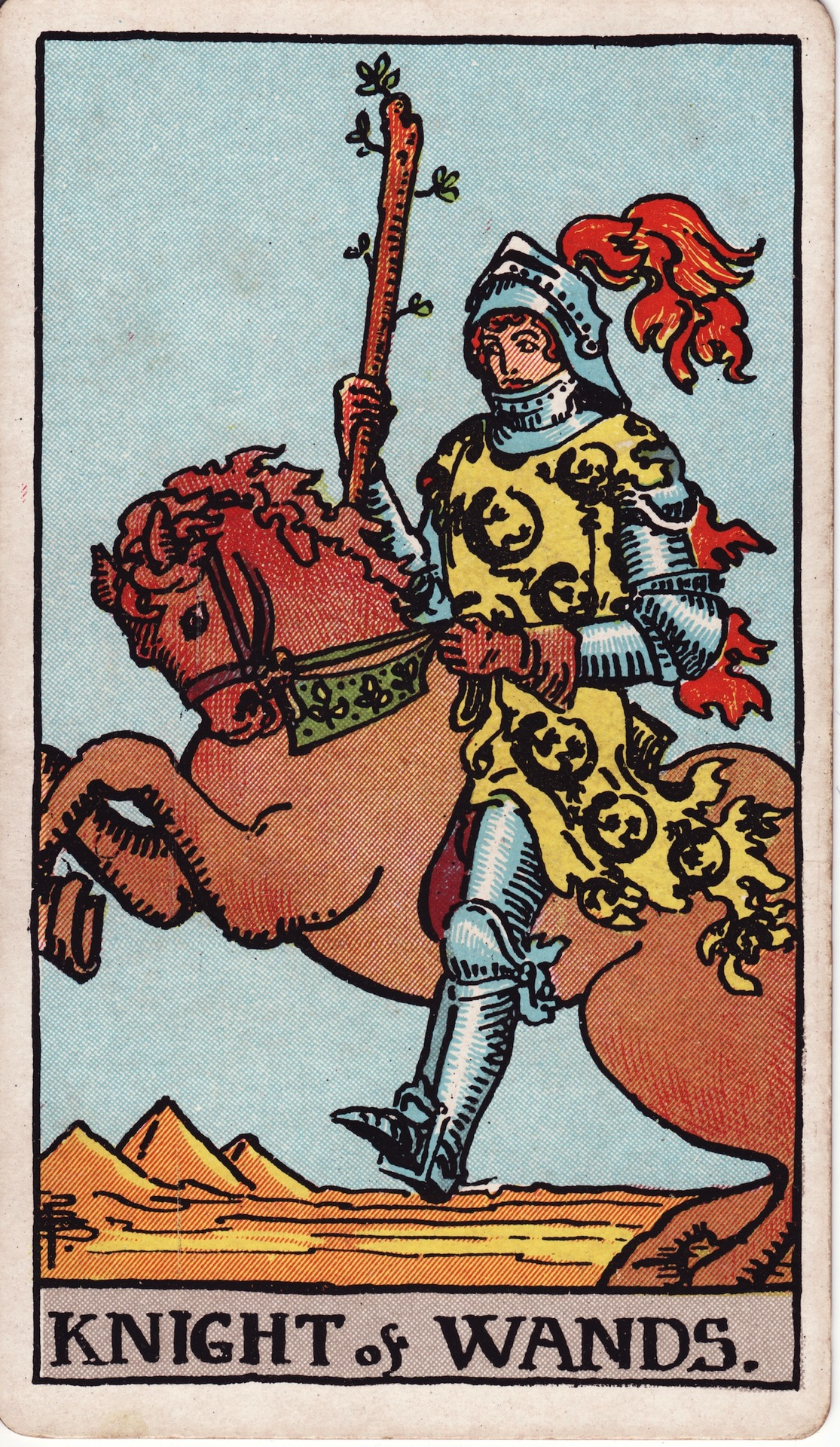
ナイト
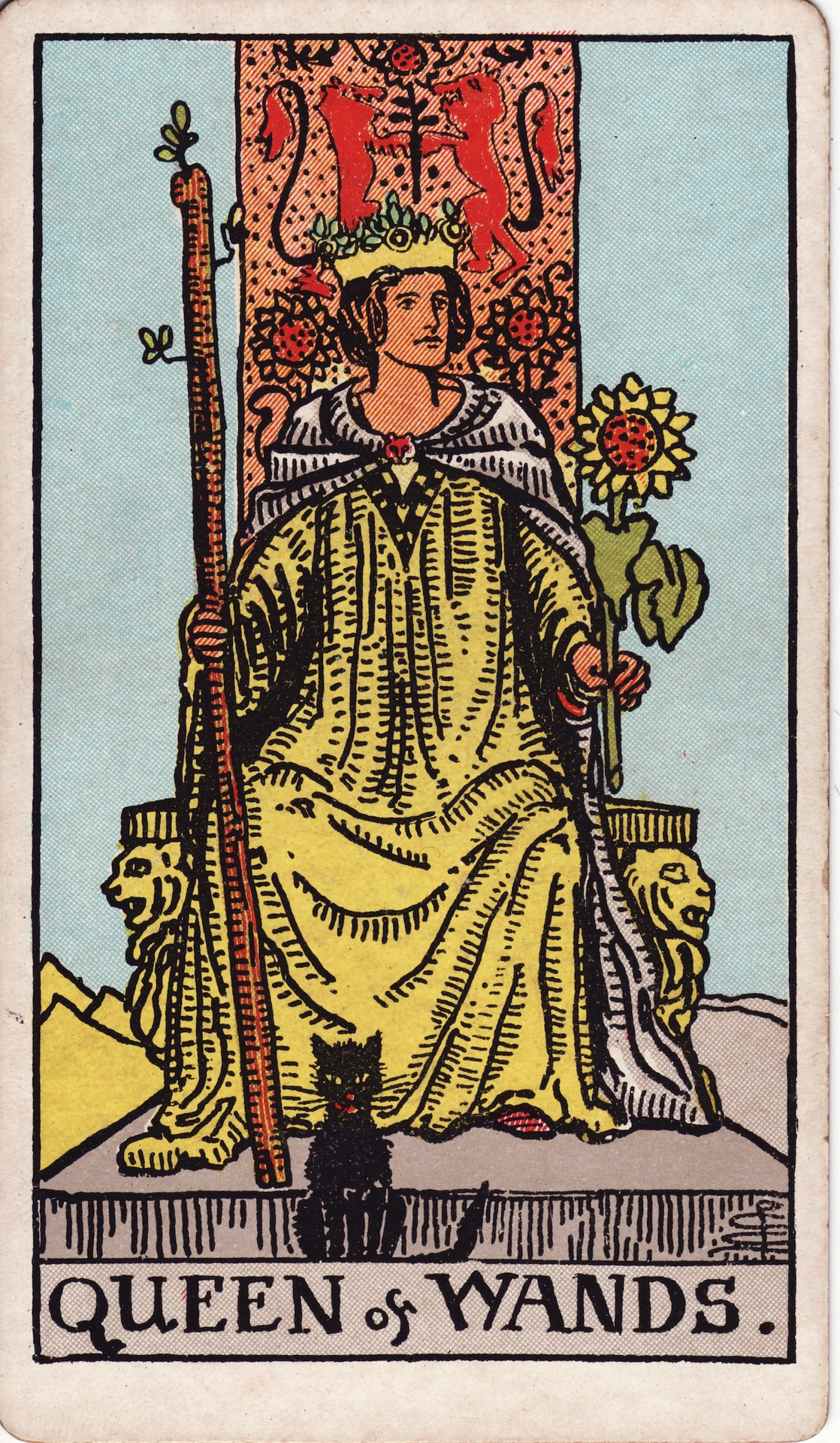
クイーン
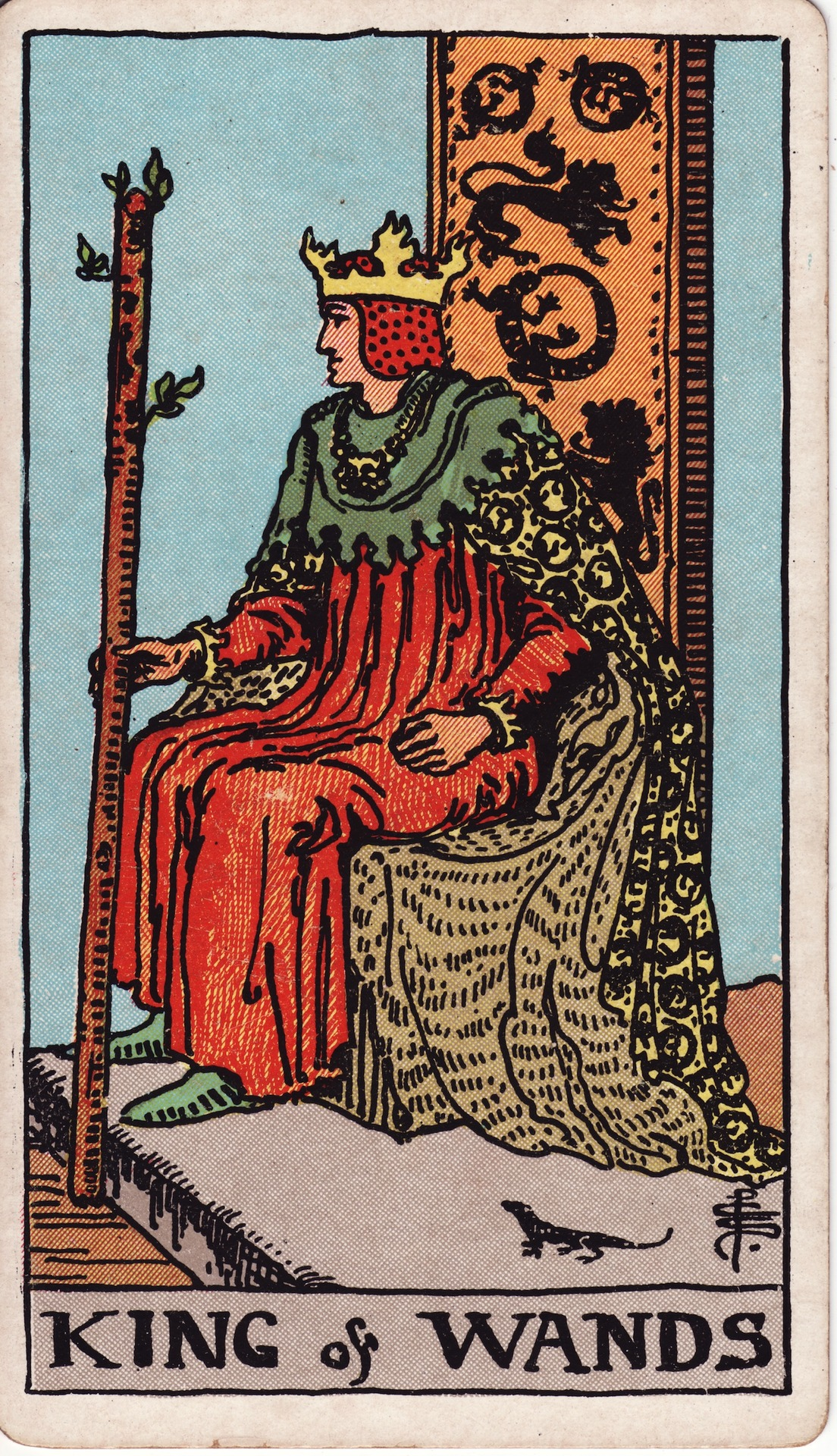
キング

### カップ

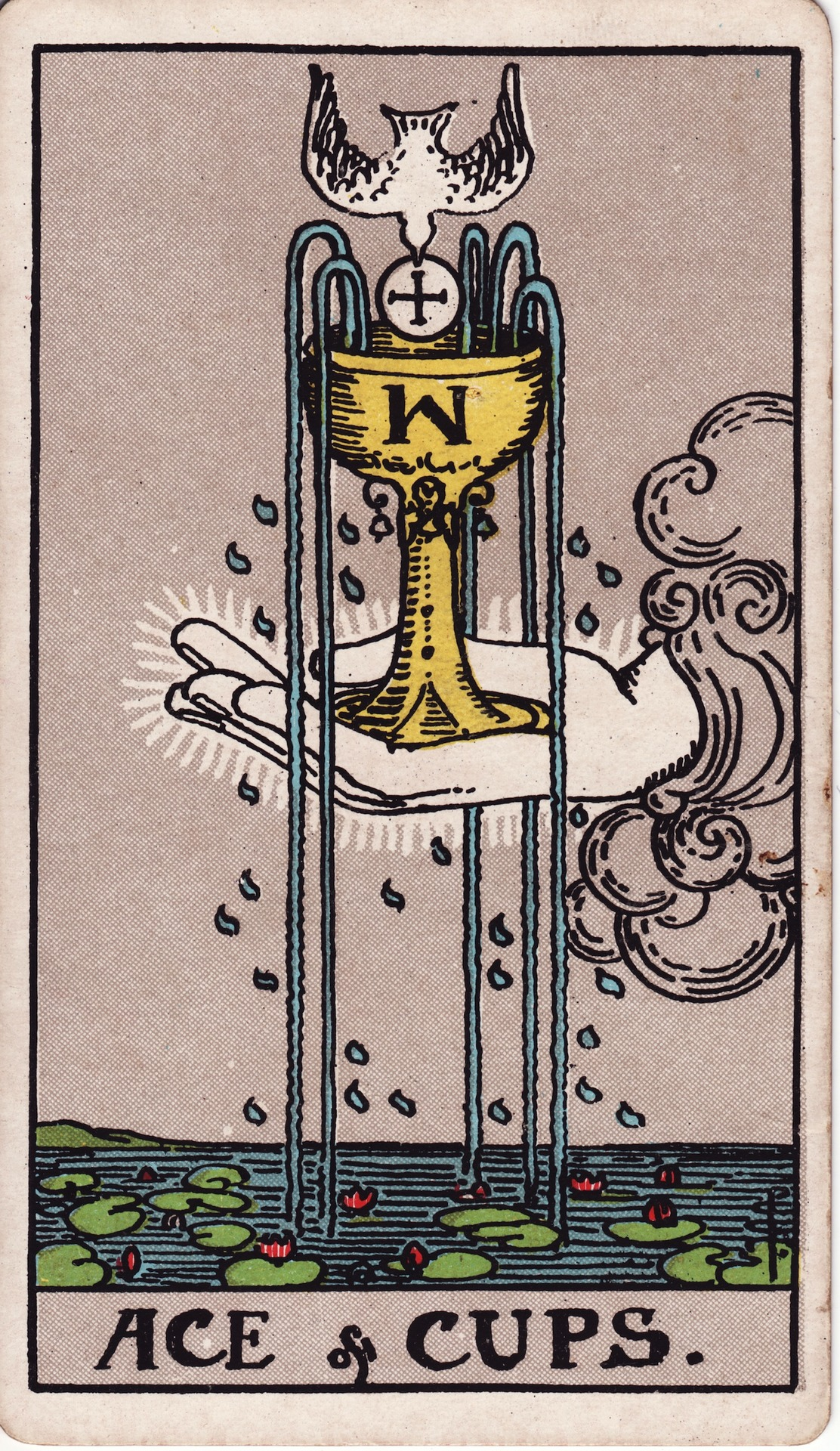
エース
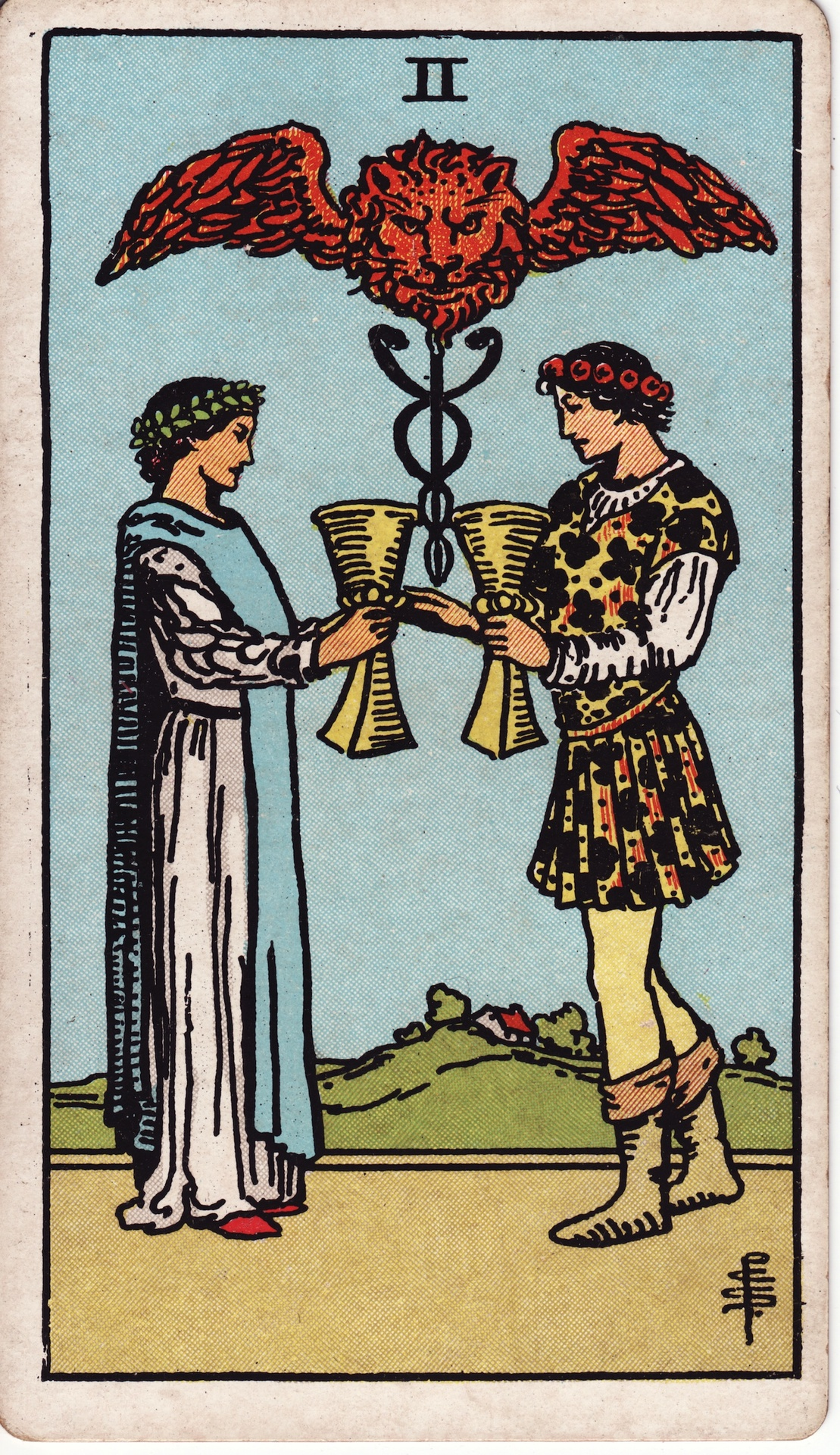
2
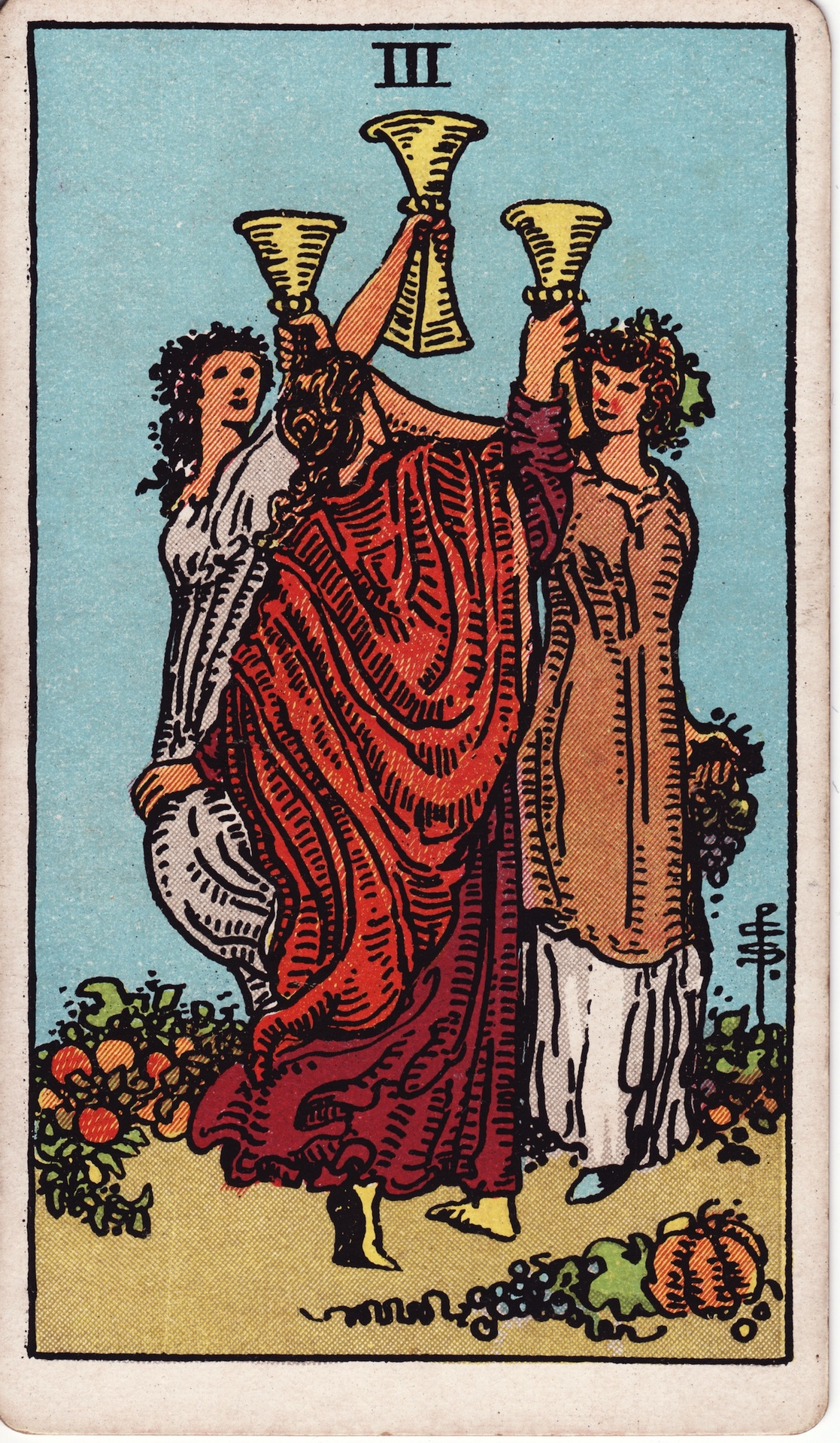
3
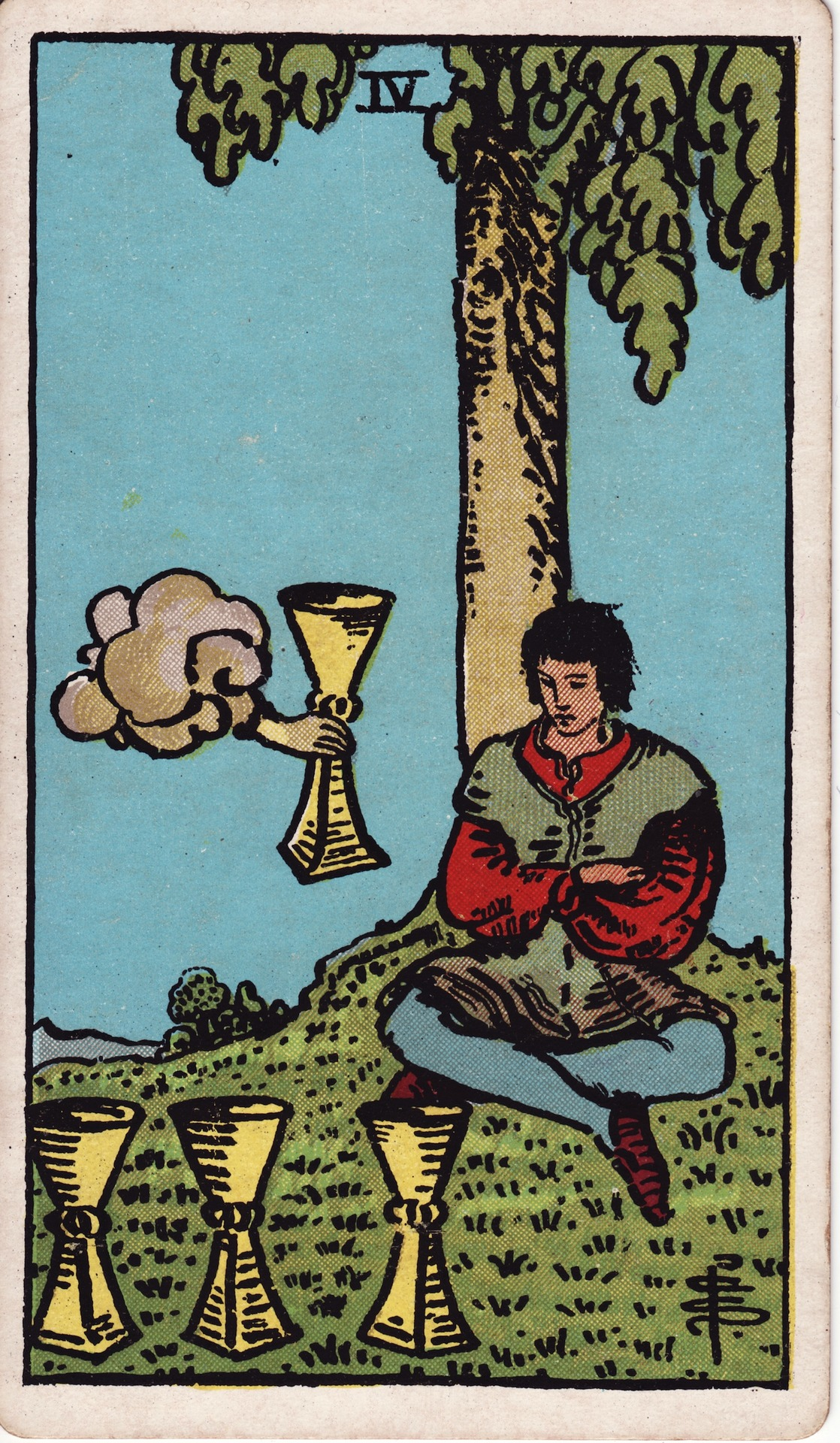
4
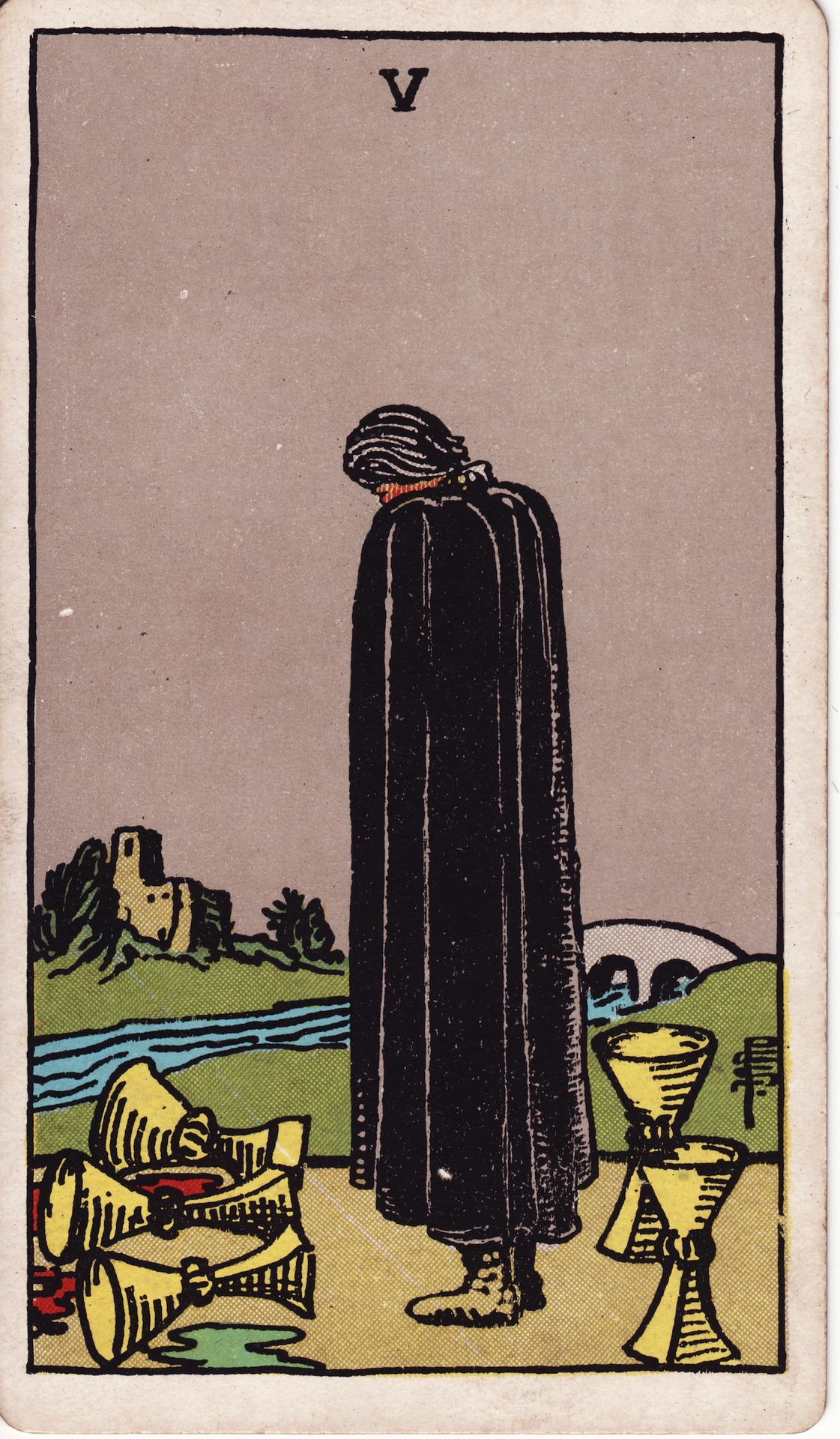
5
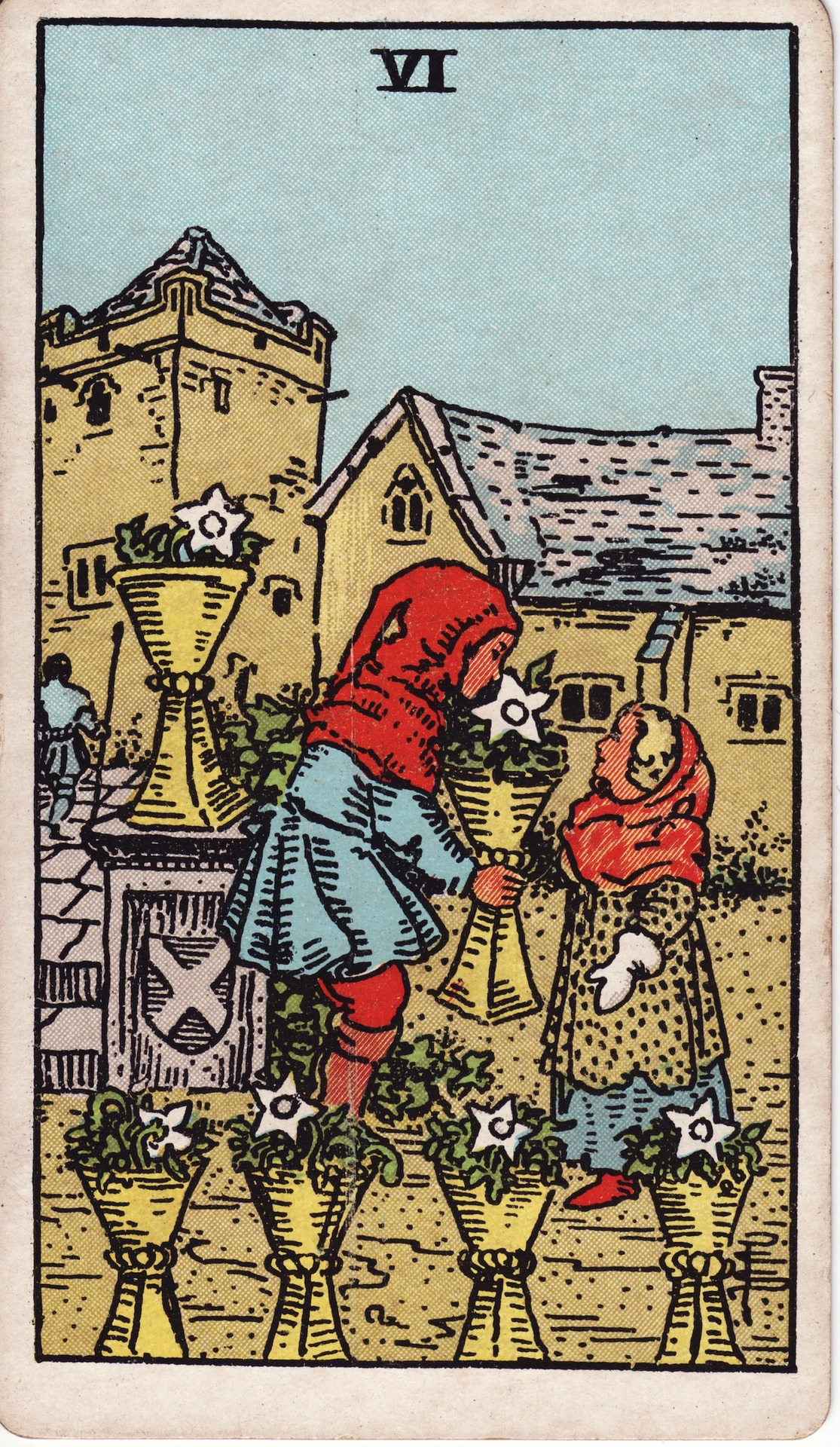
6
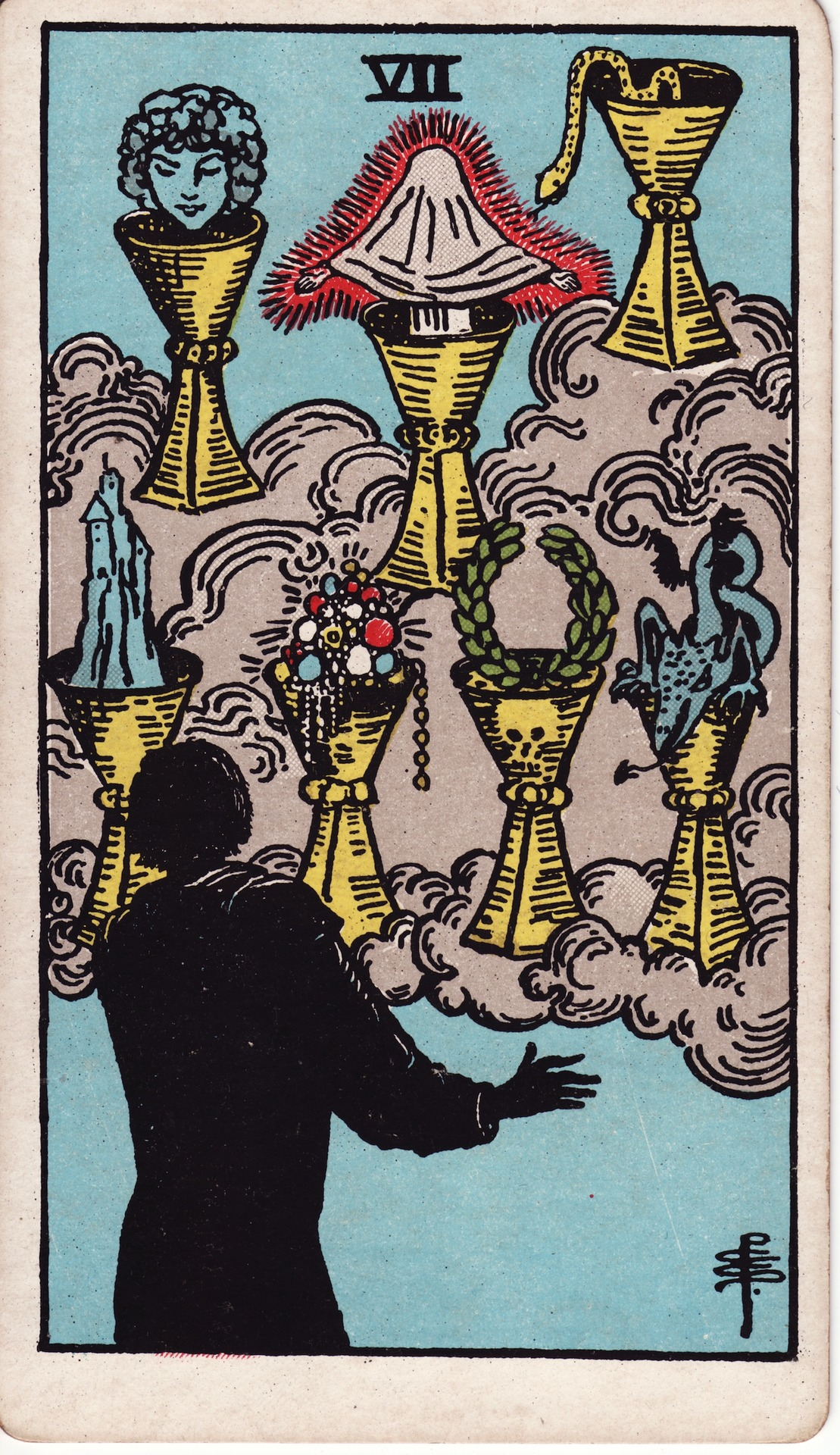
7
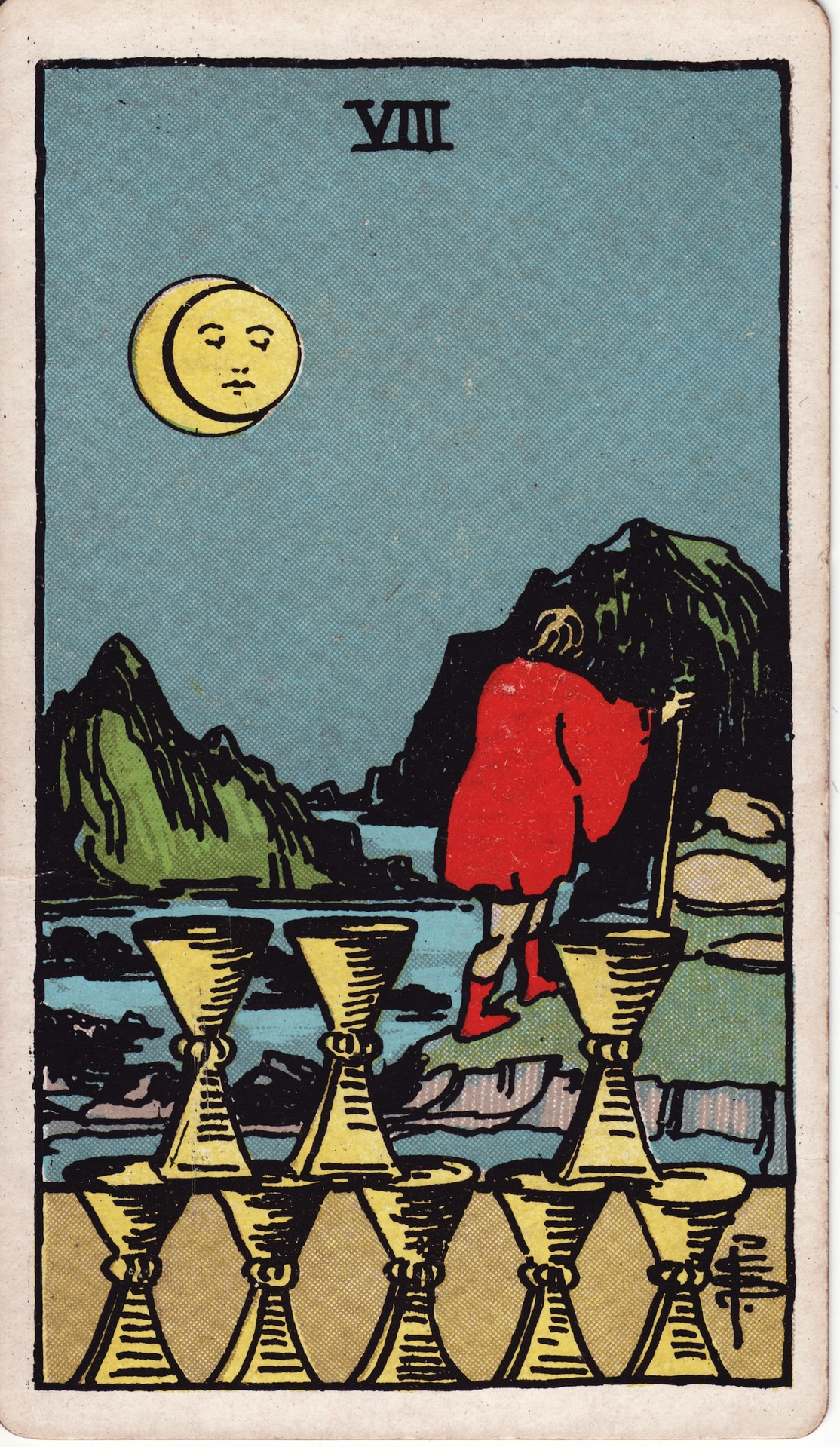
8
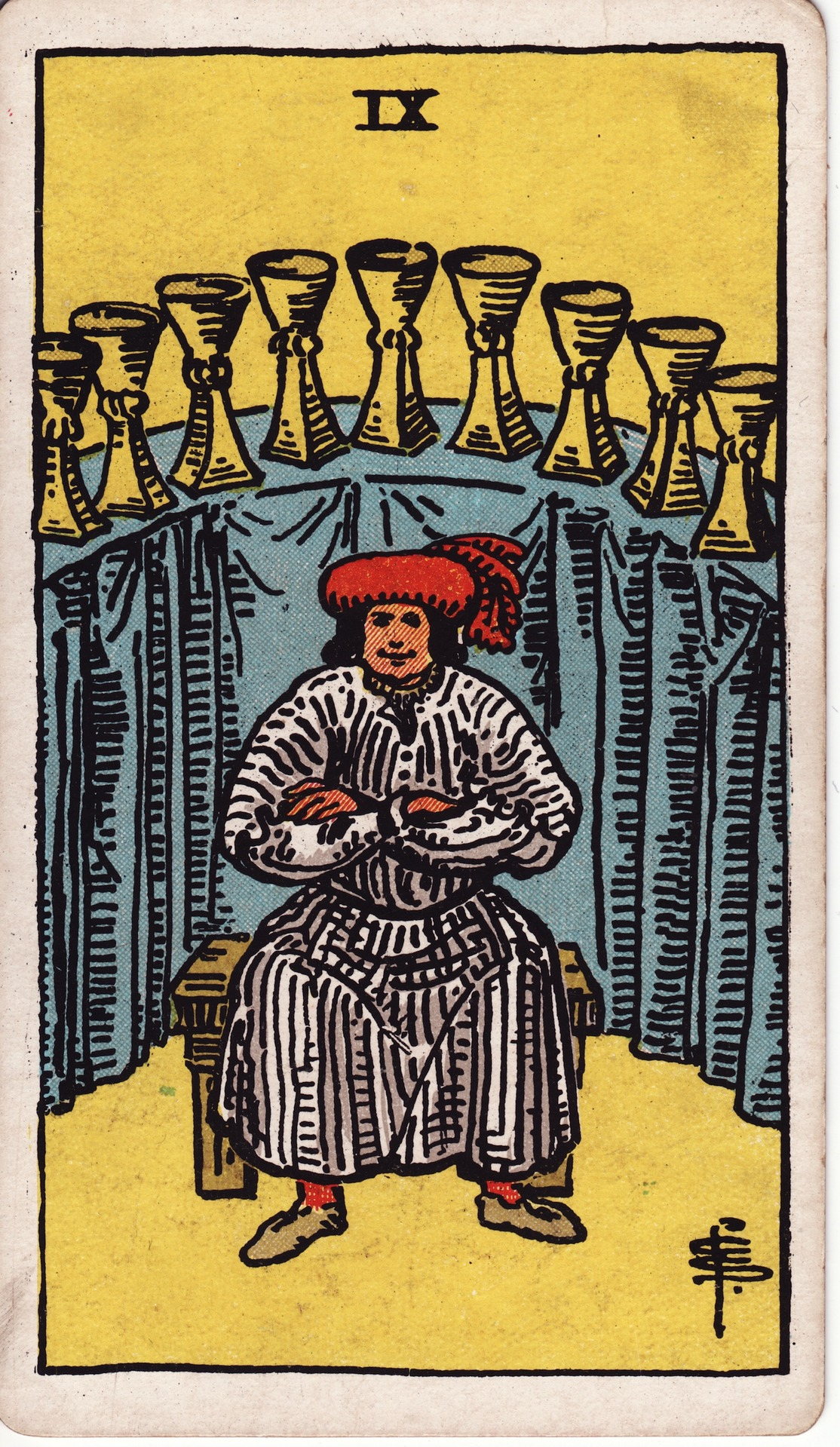
9
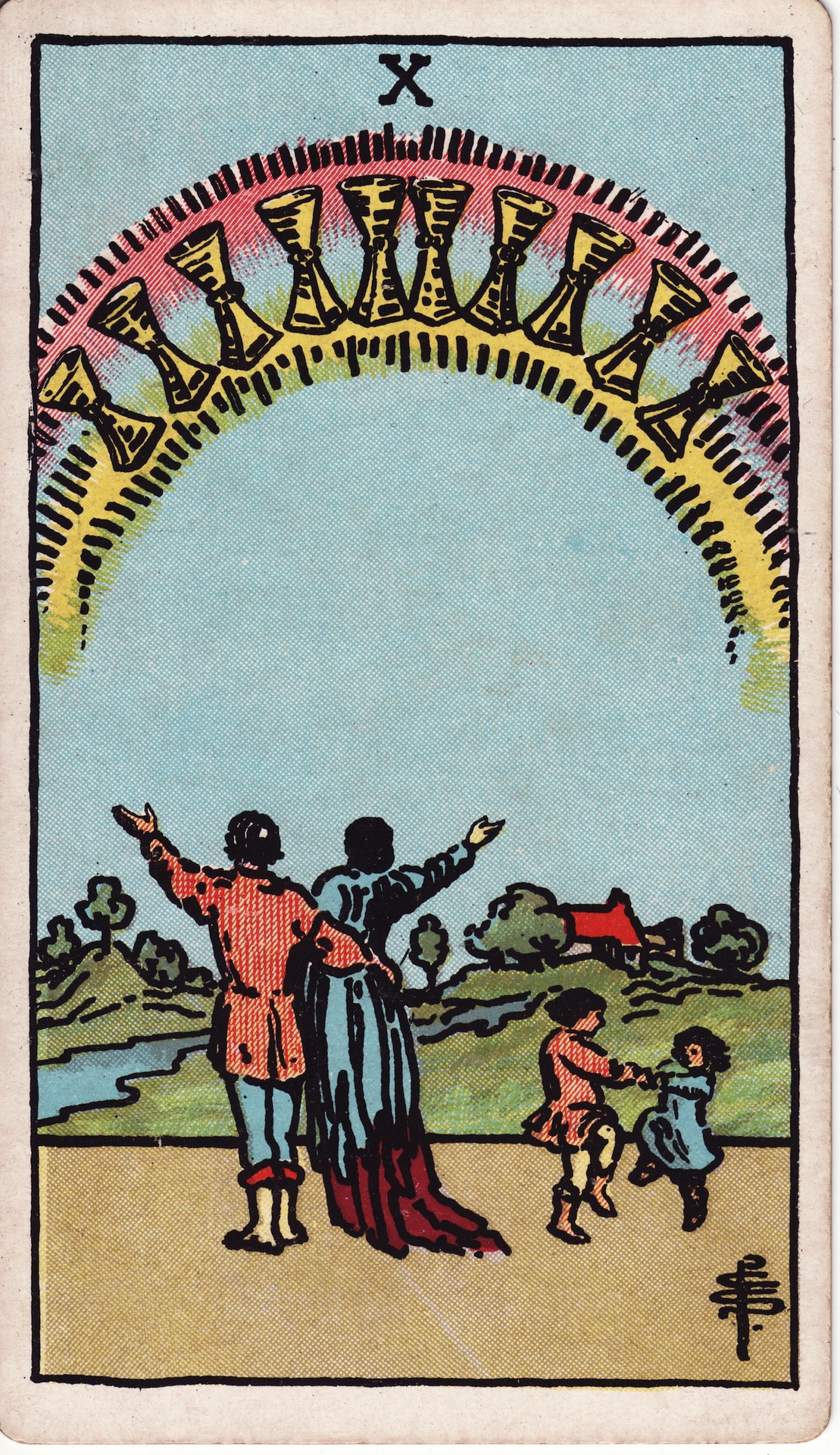
10
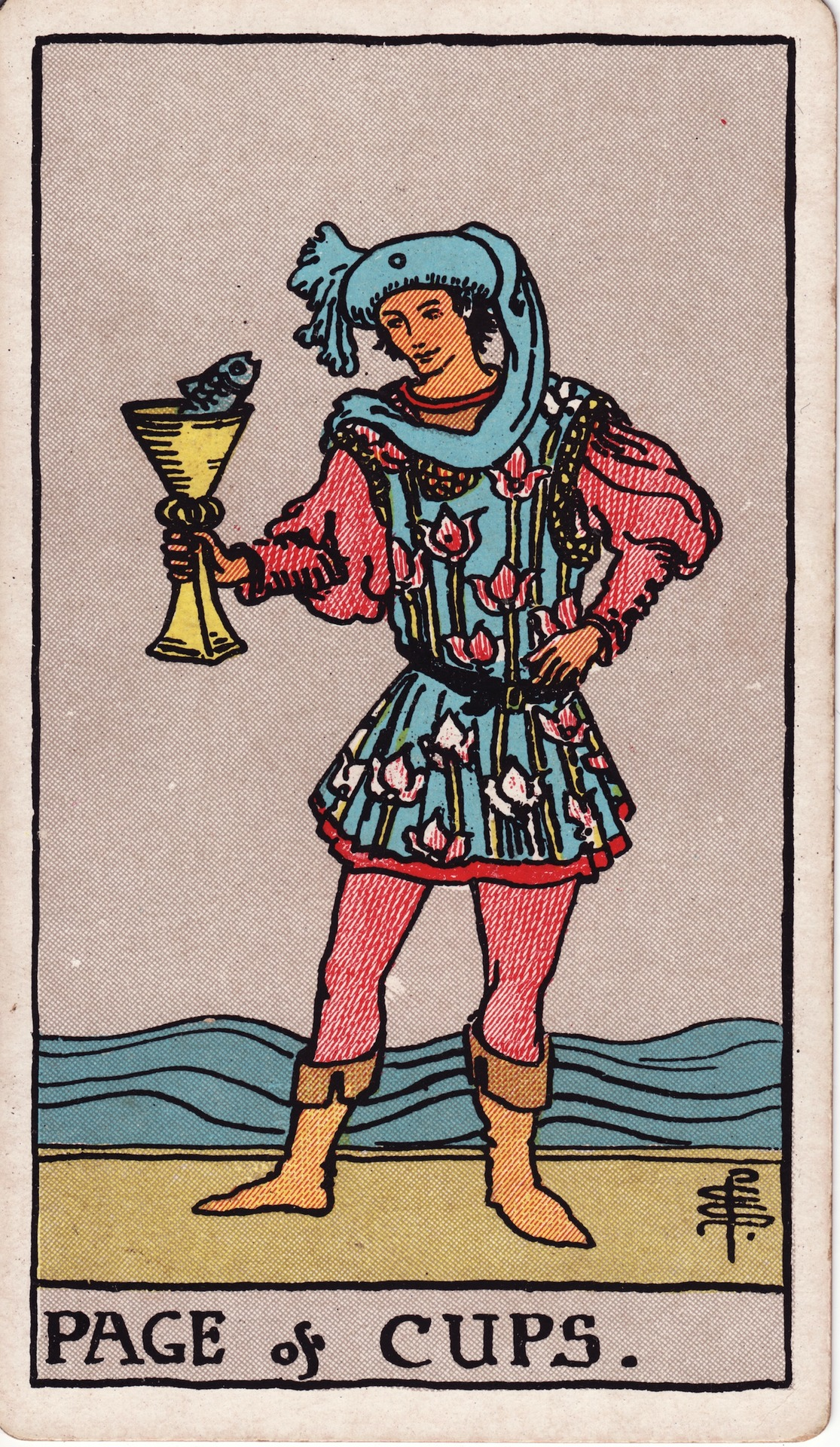
ペイジ
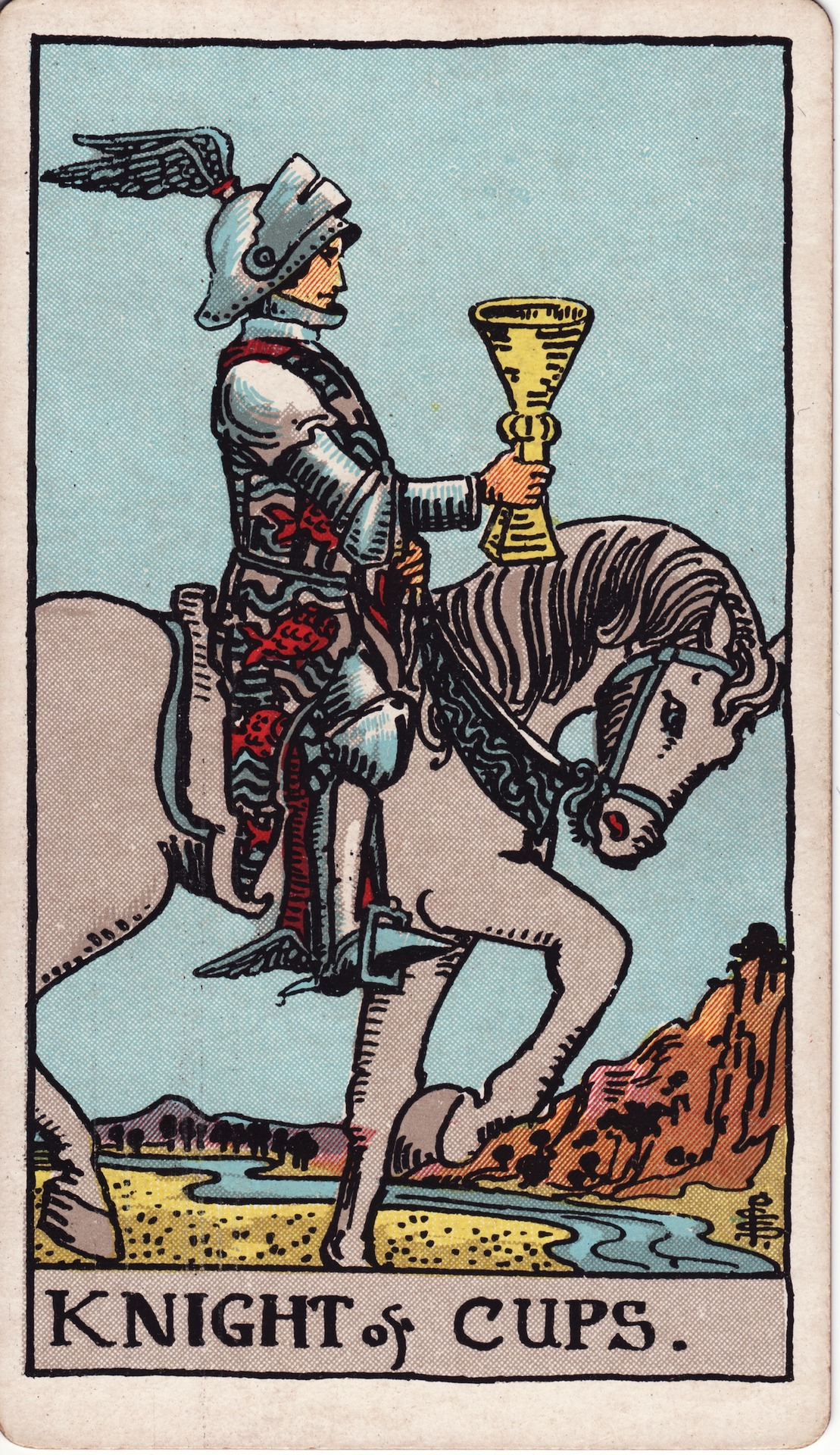
ナイト
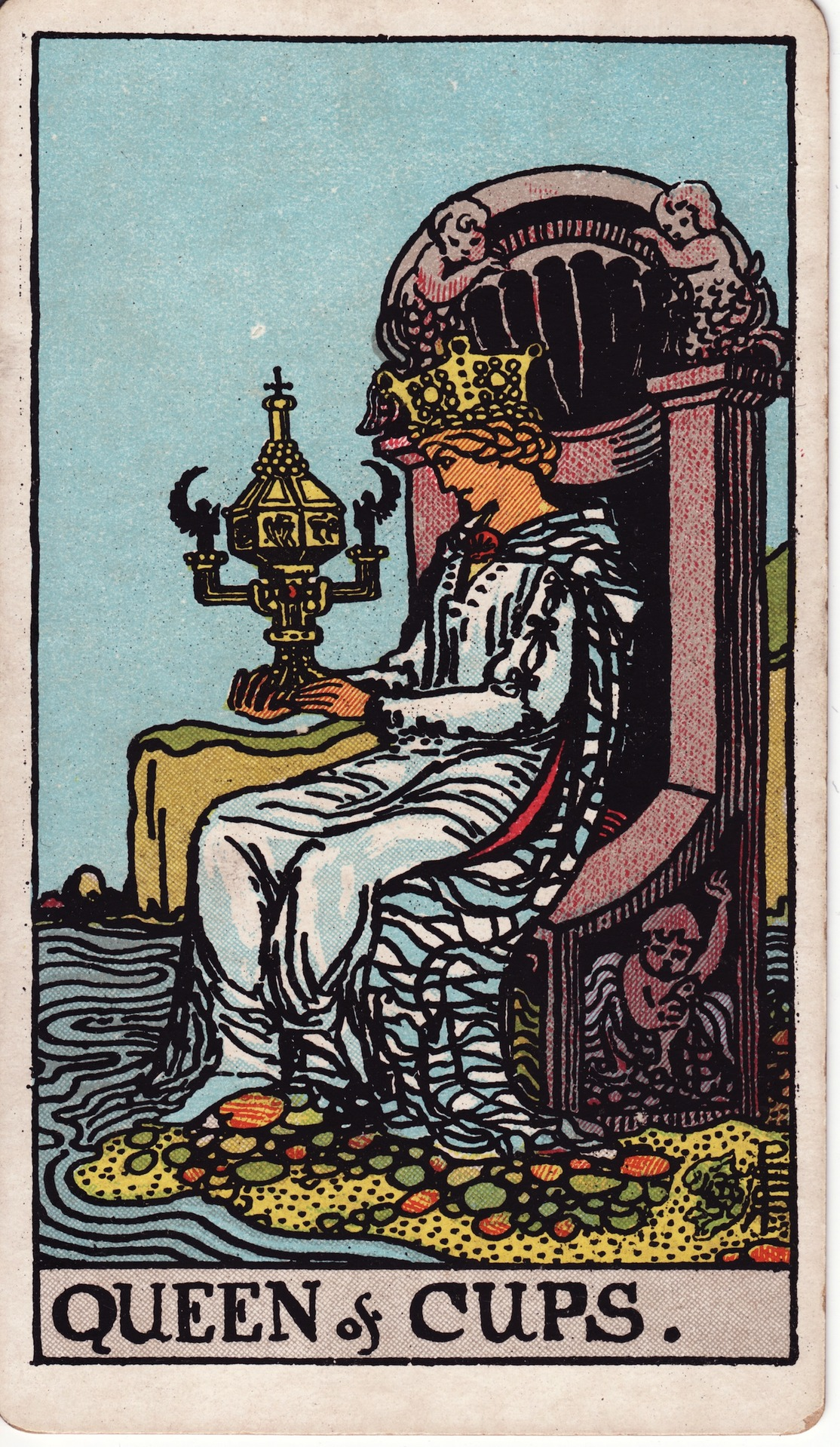
クイーン
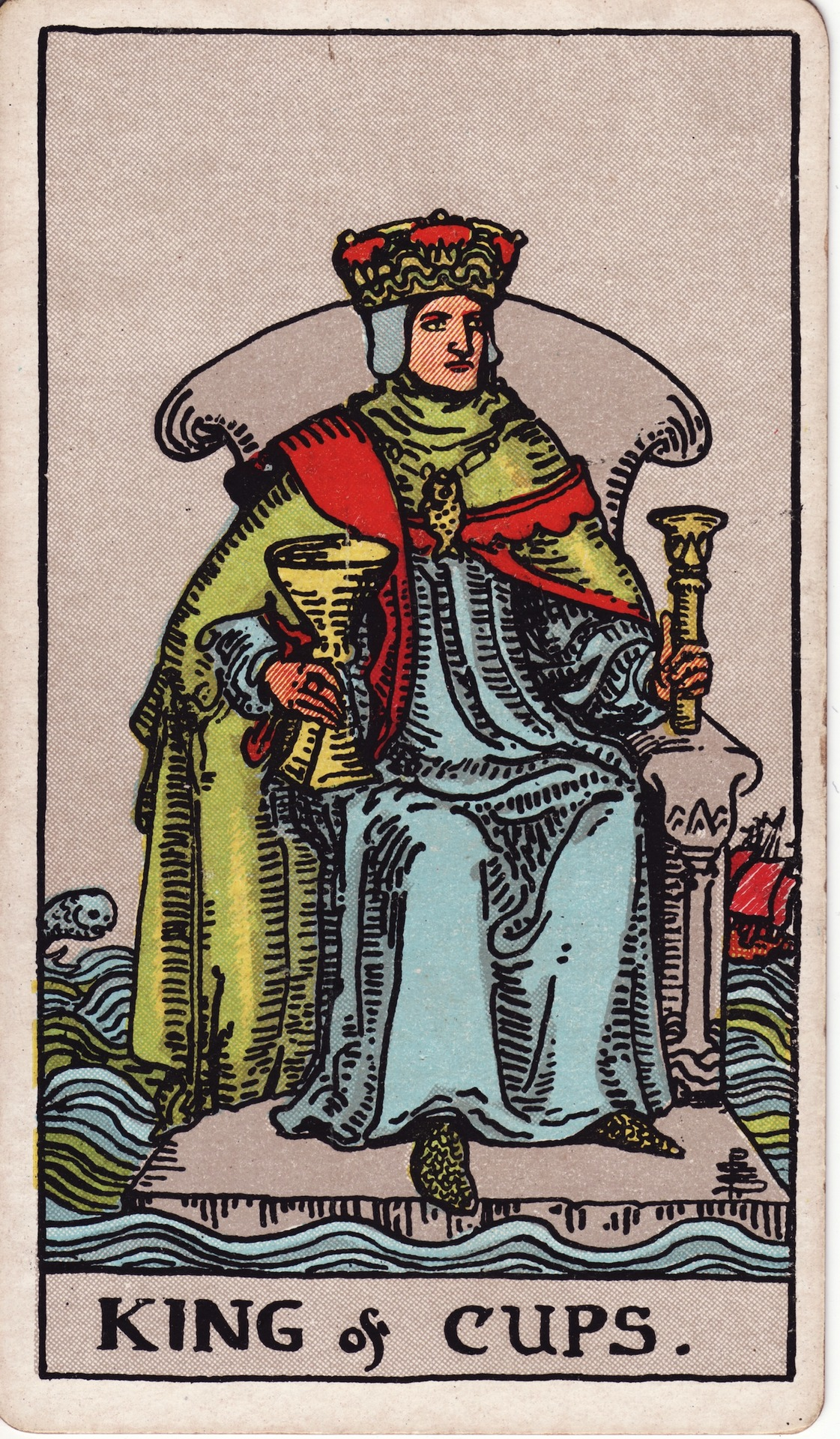
キング

### コイン

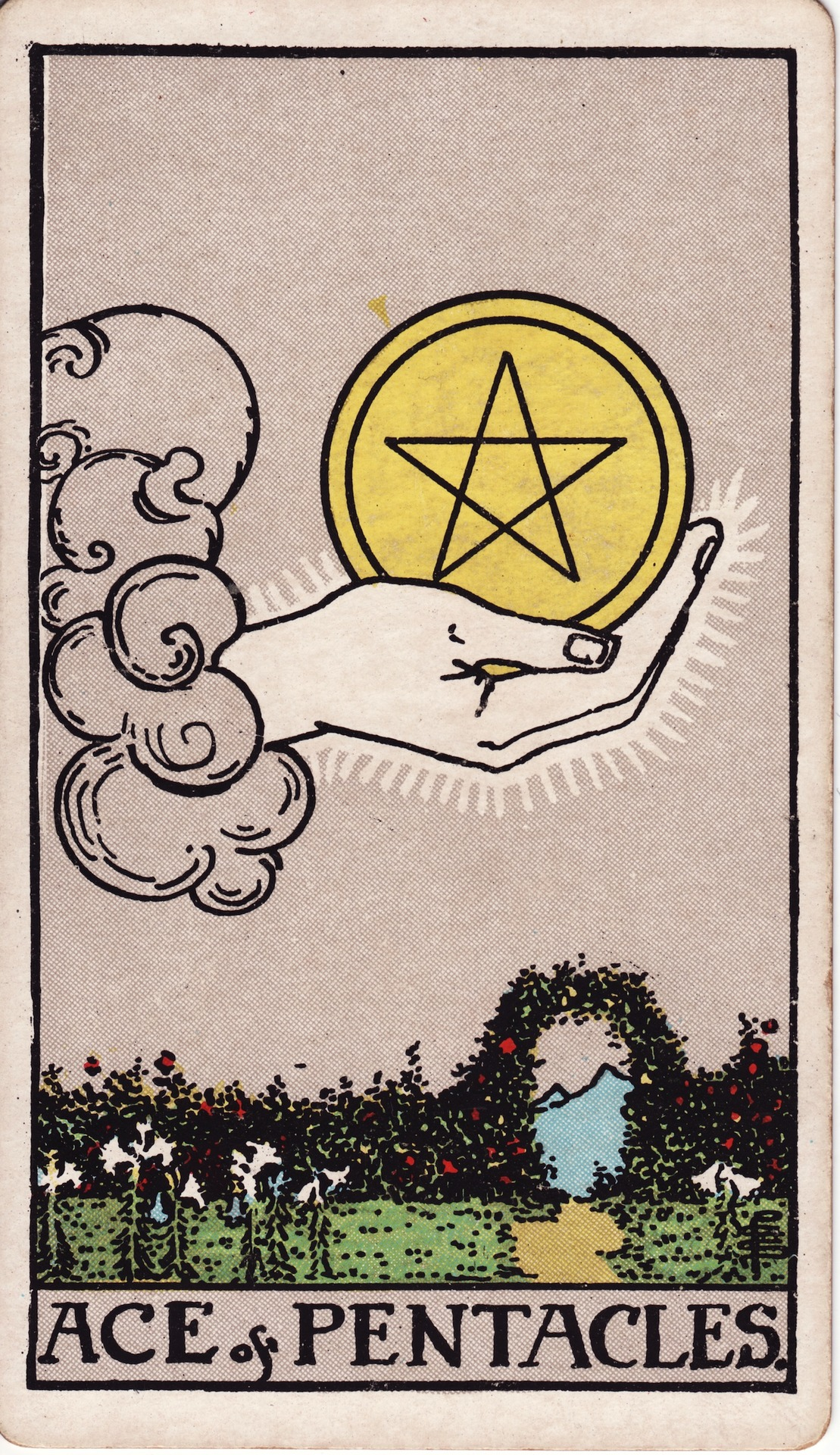
エース
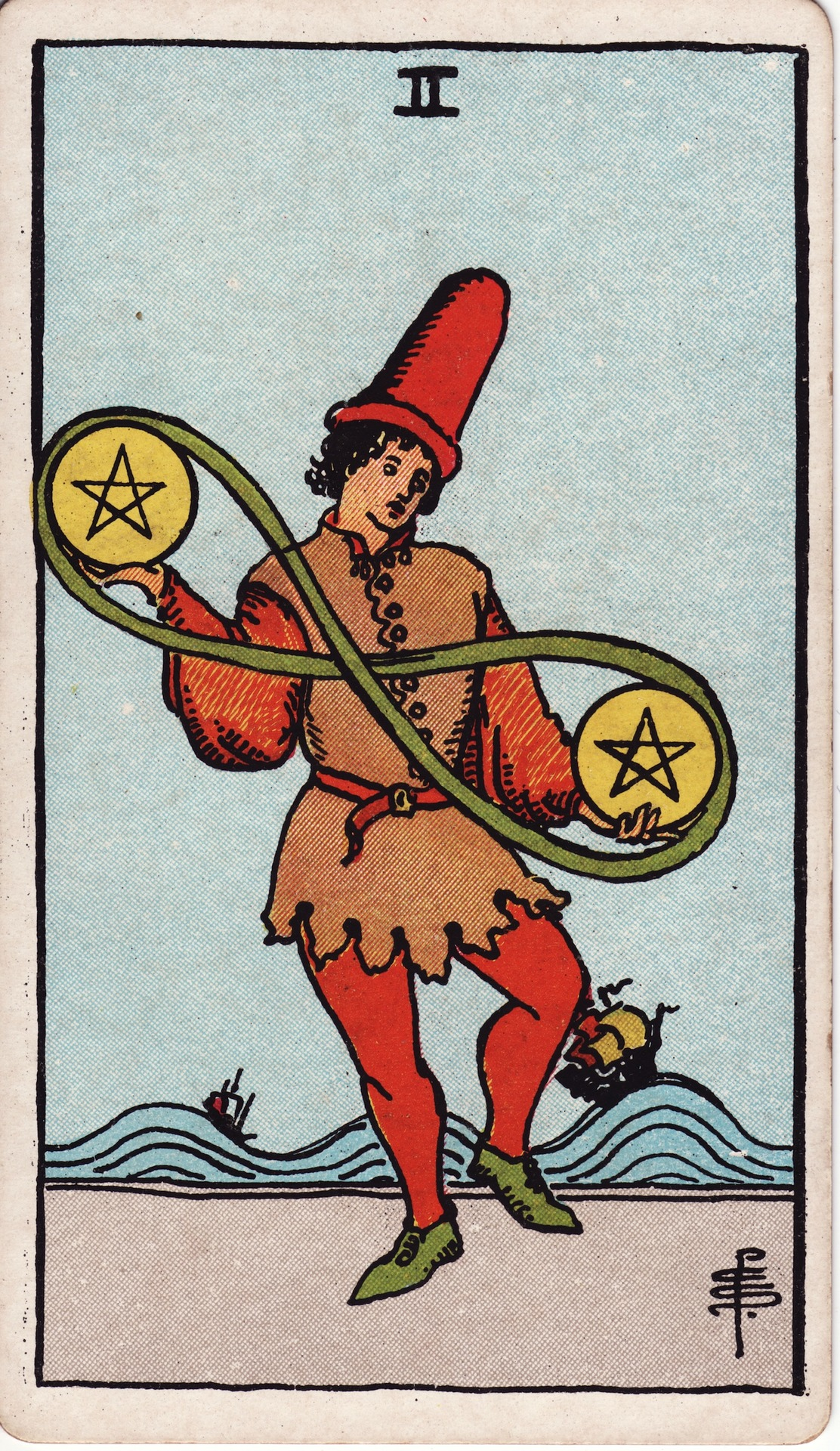
2
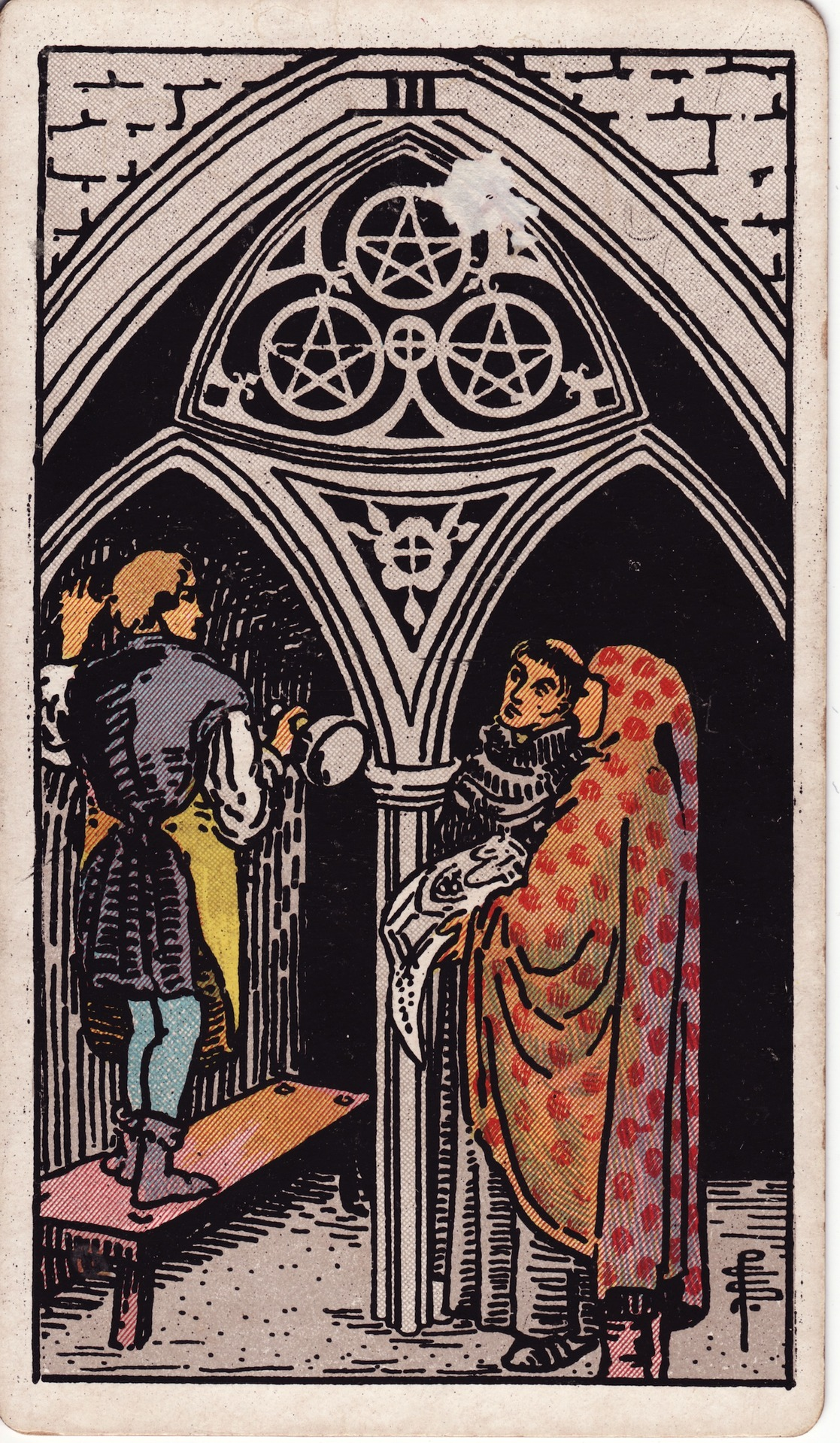
3
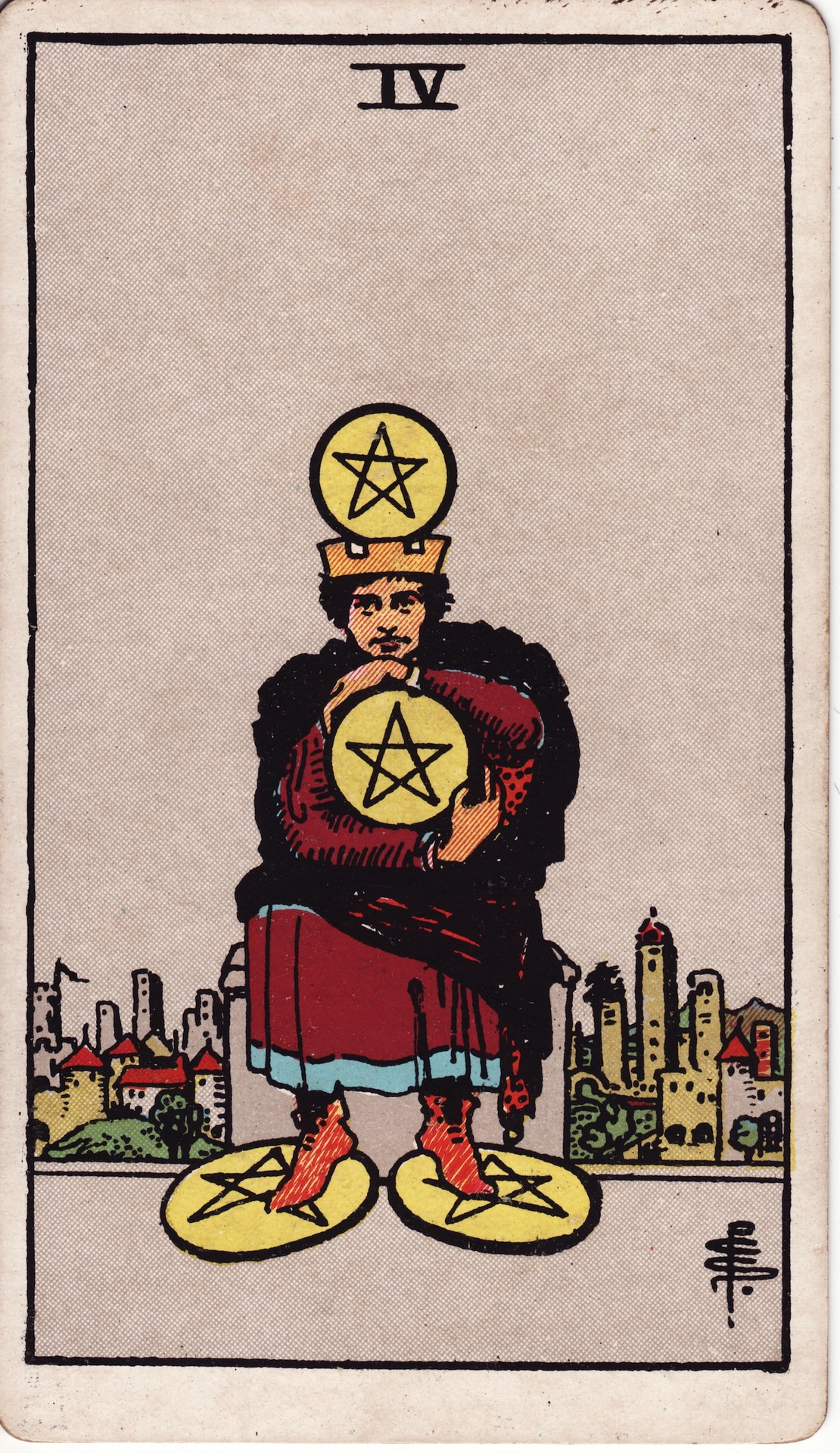
4
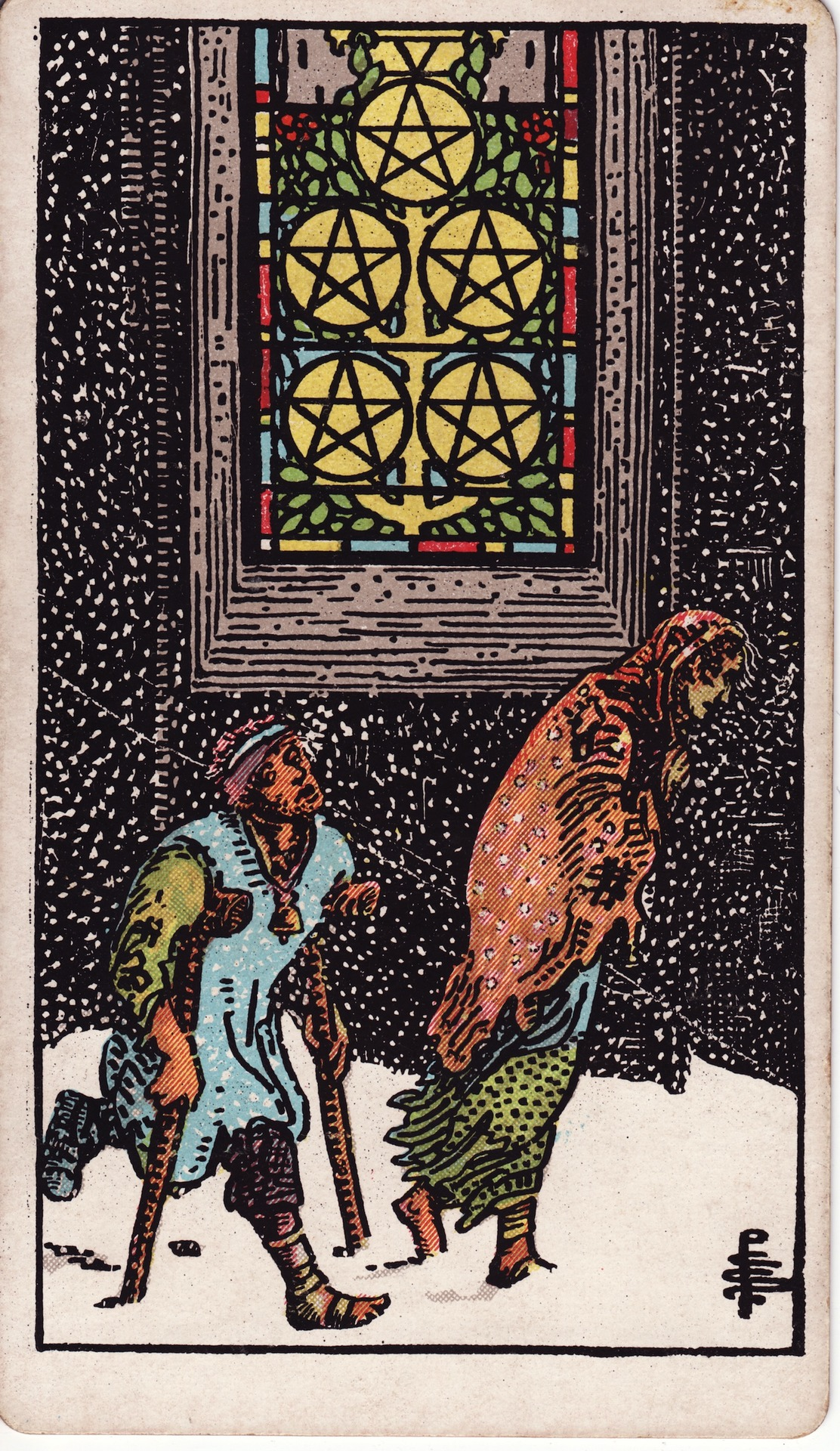
5
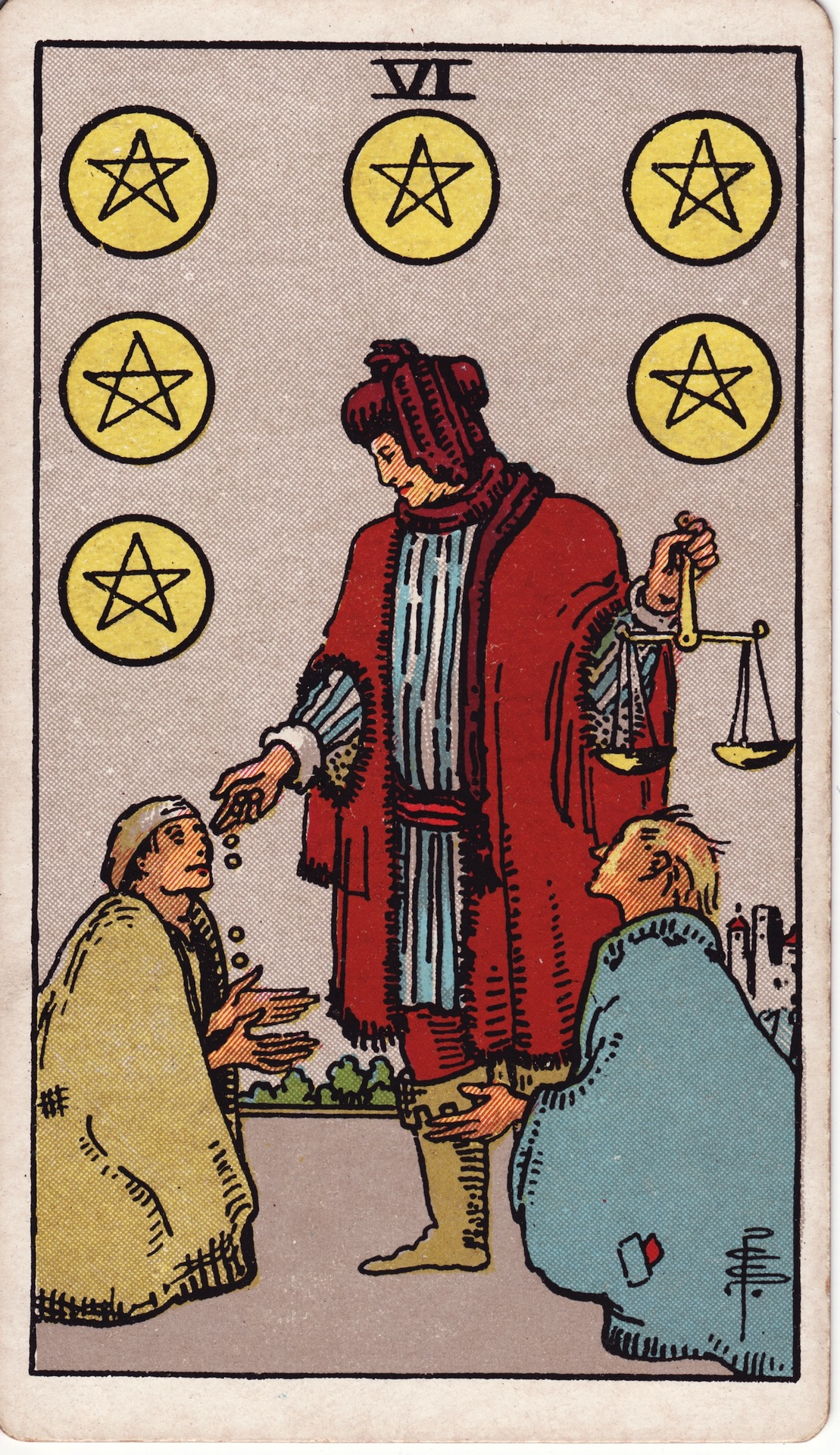
6
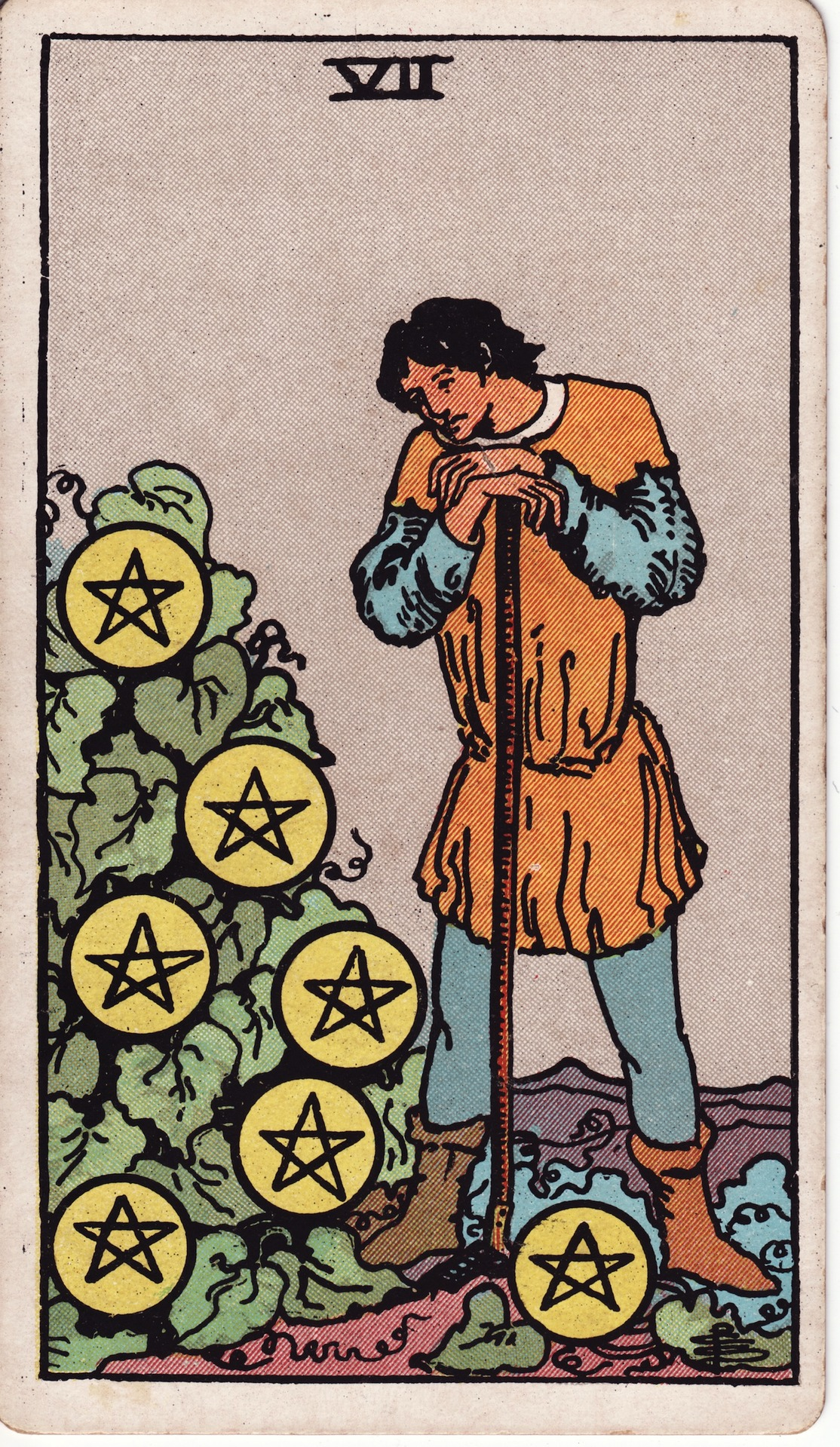
7
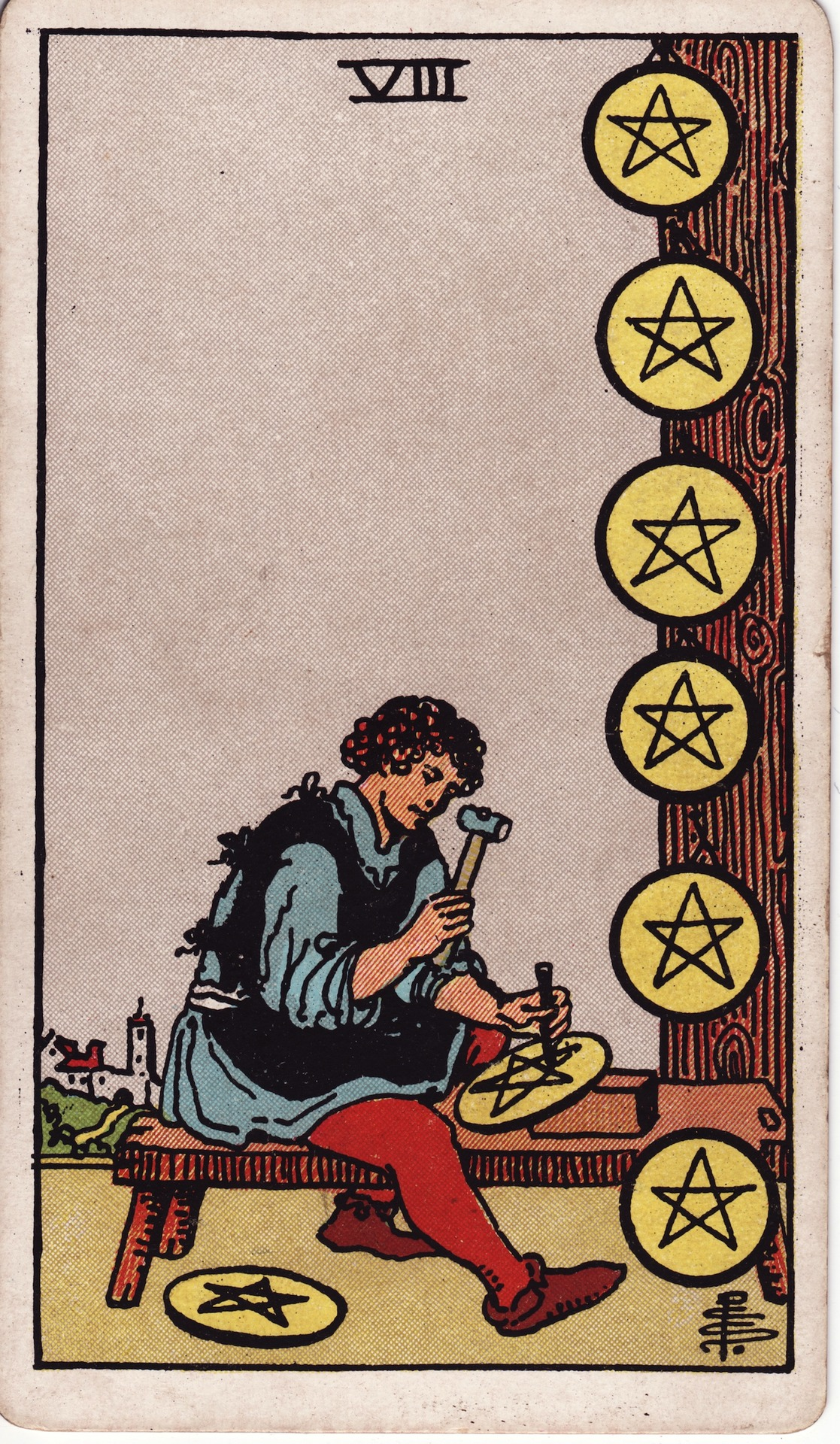
8
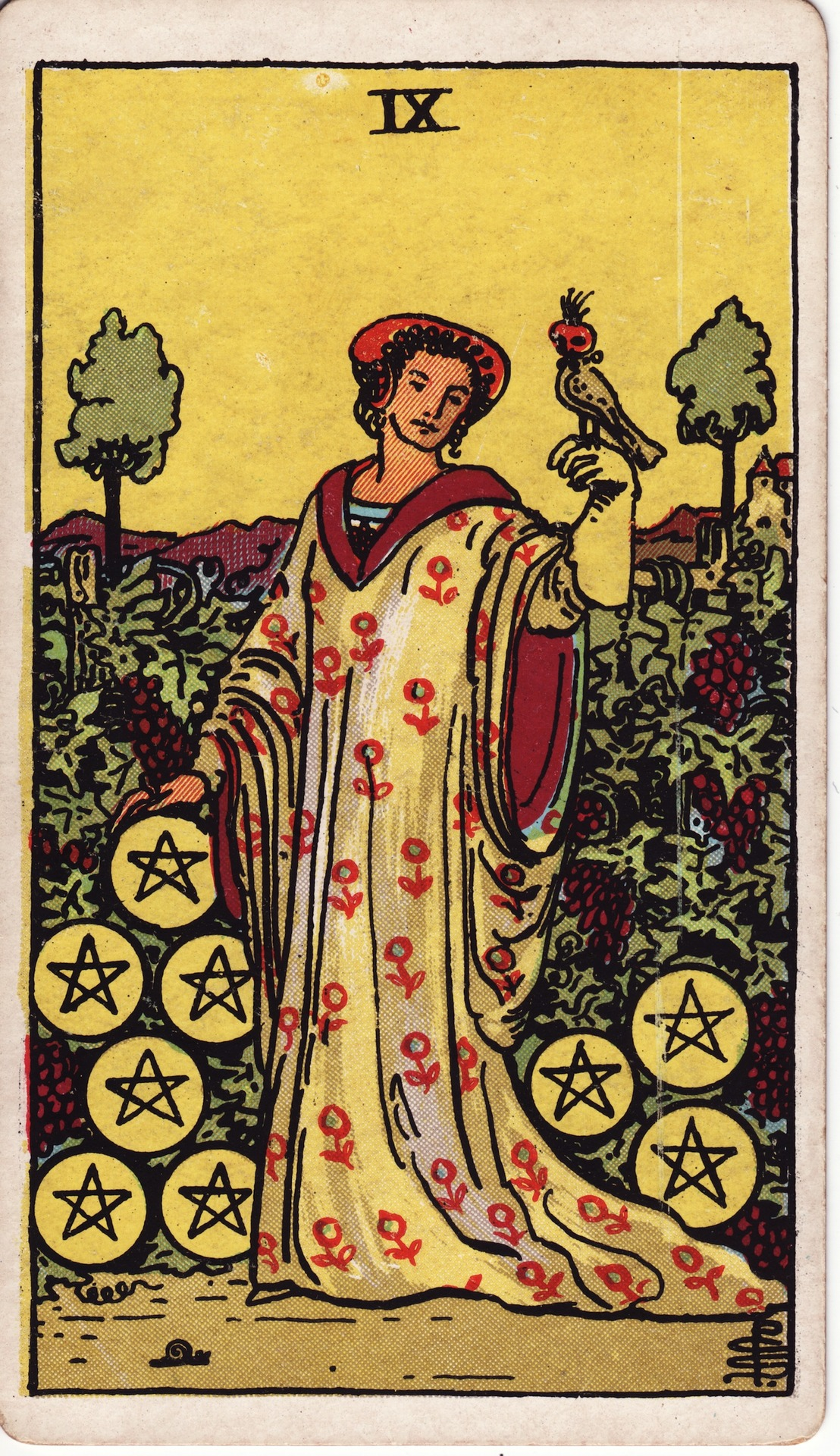
9
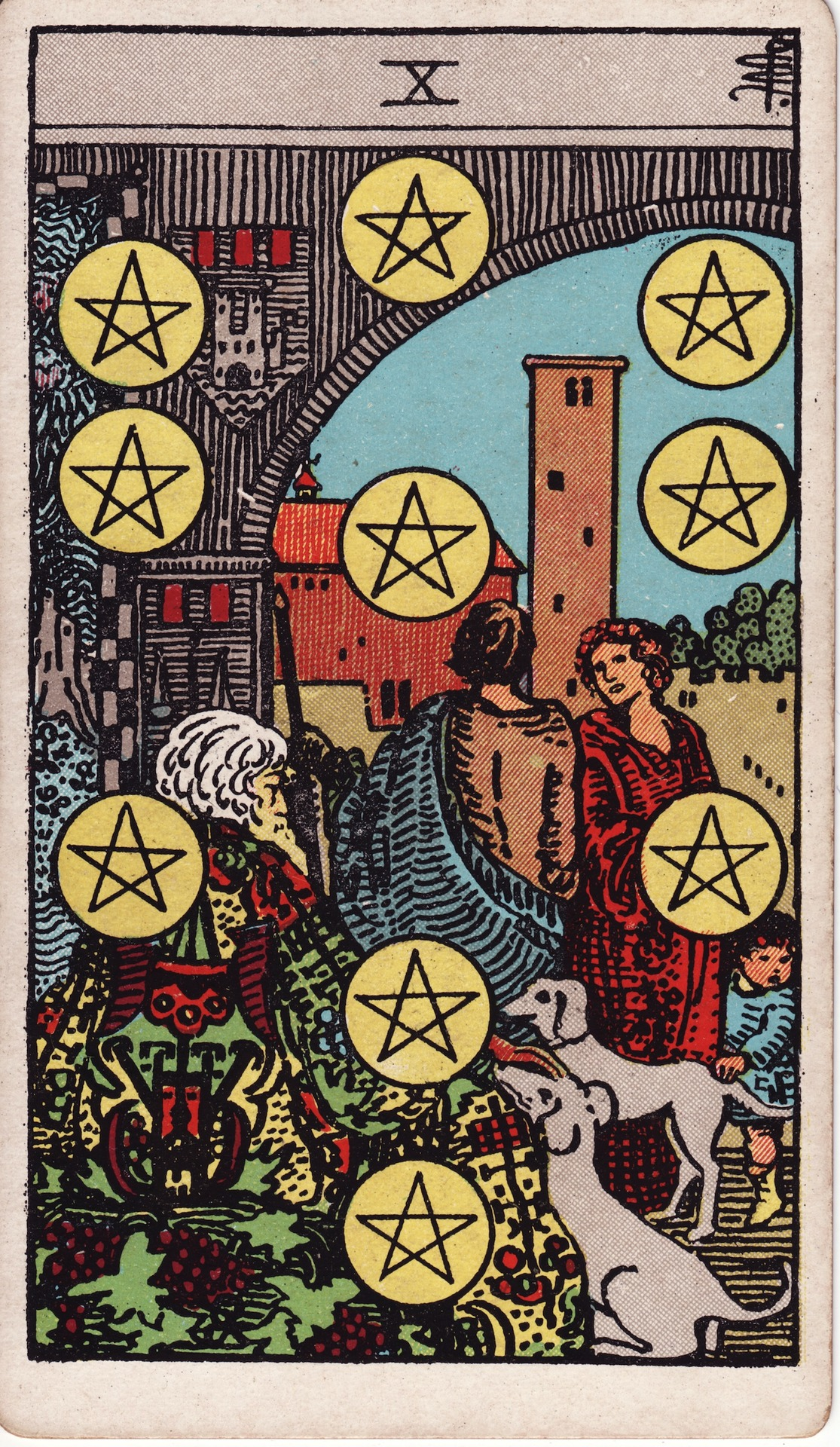
10
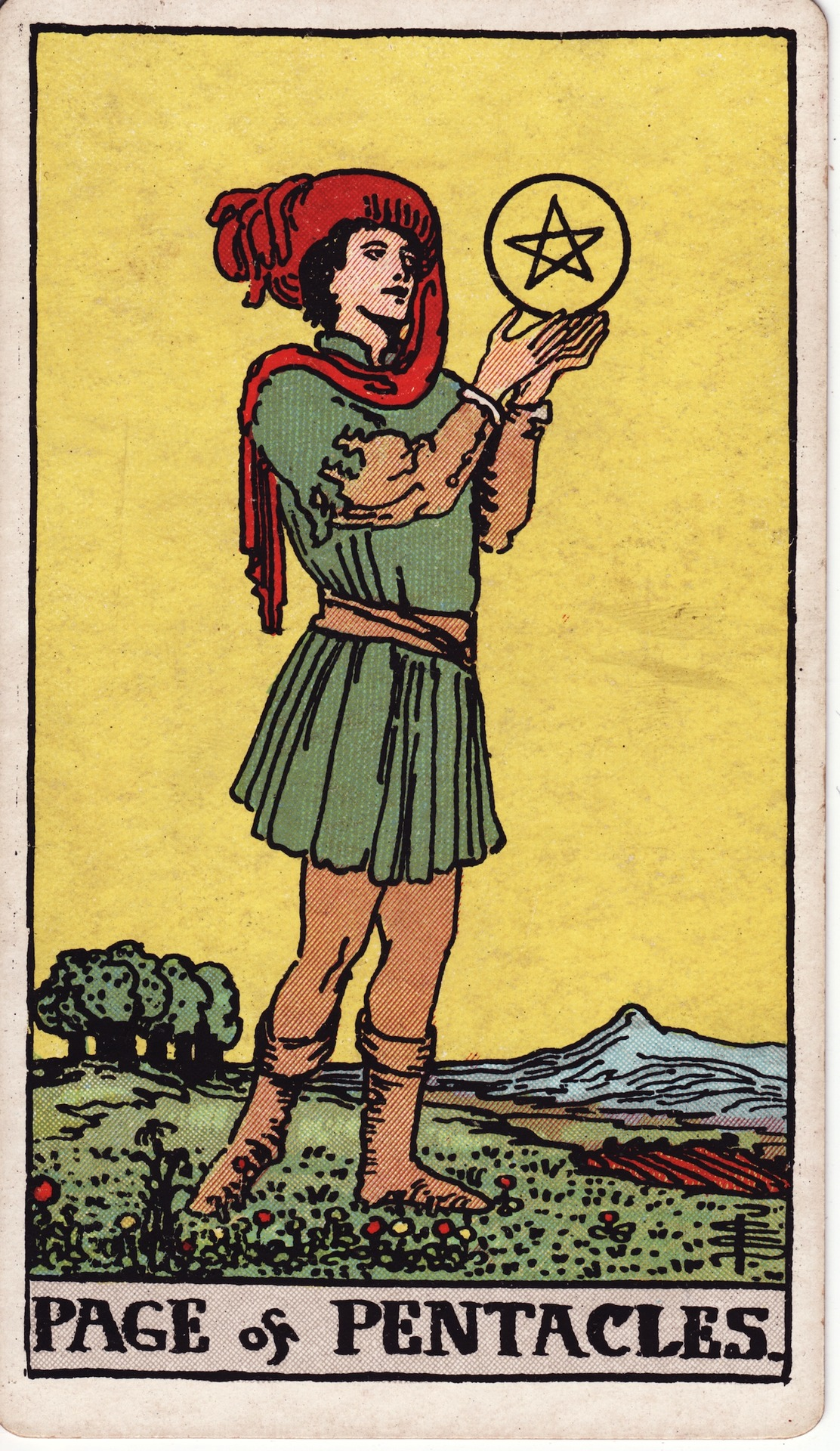
ペイジ
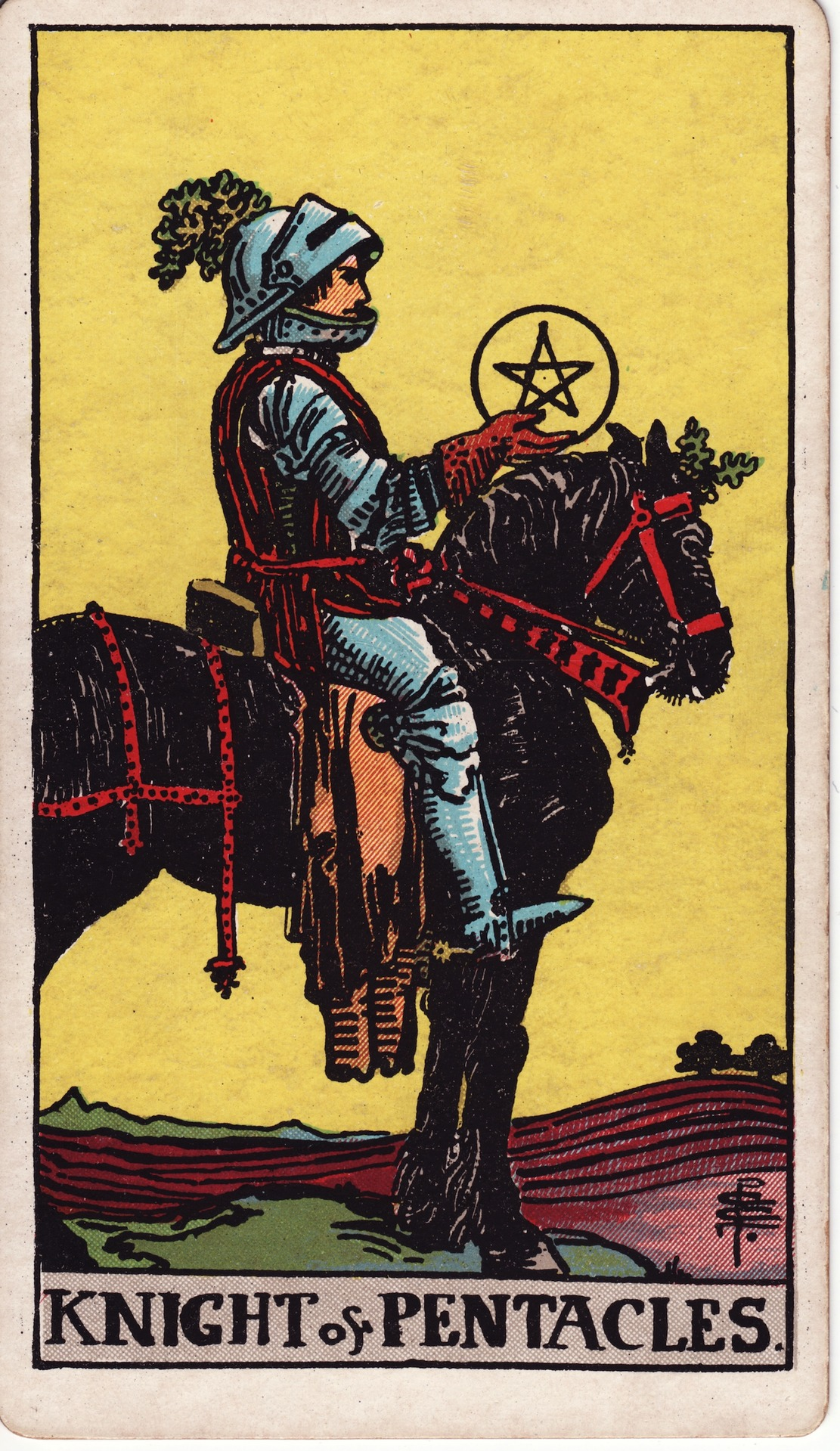
ナイト
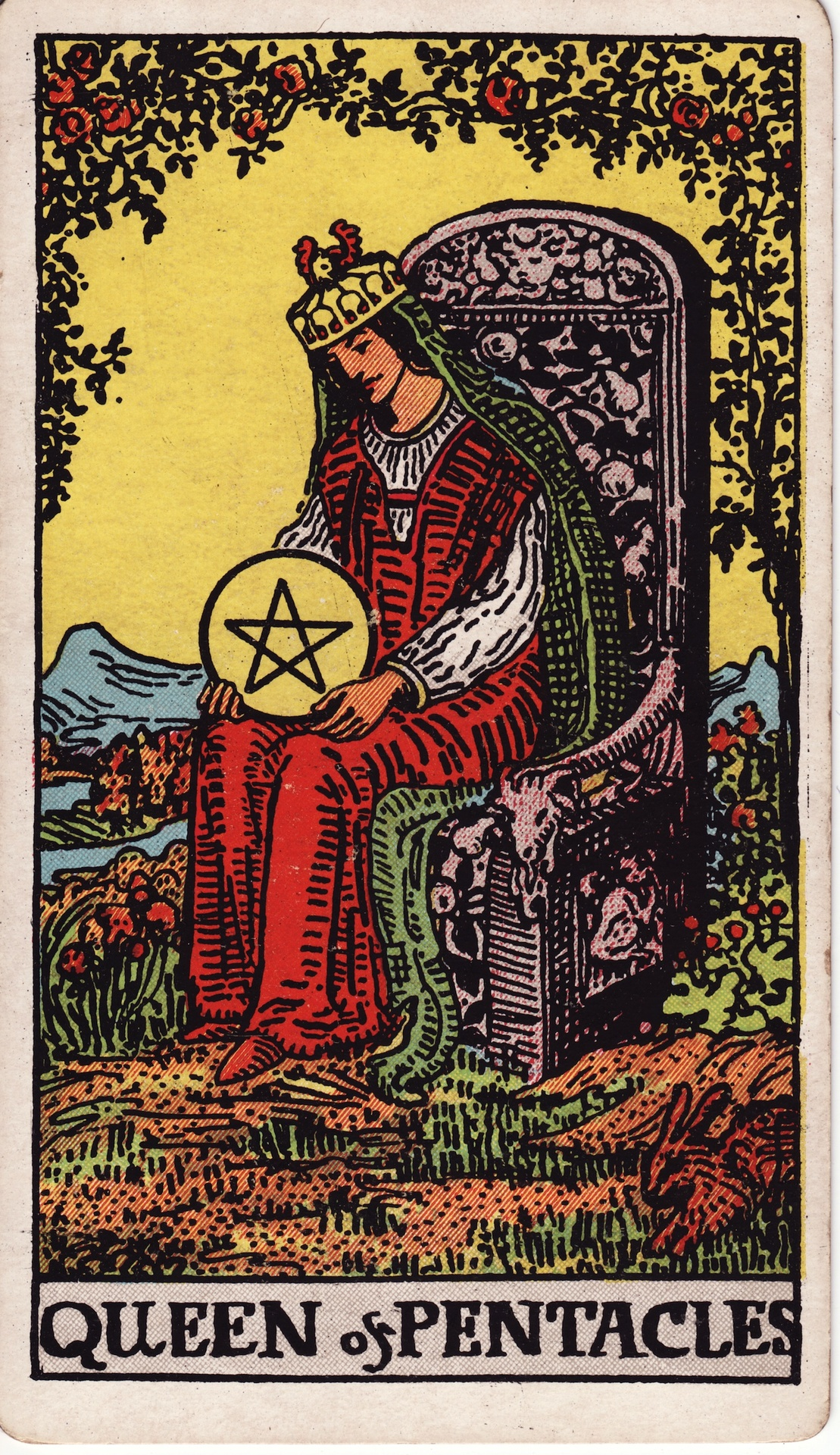
クイーン
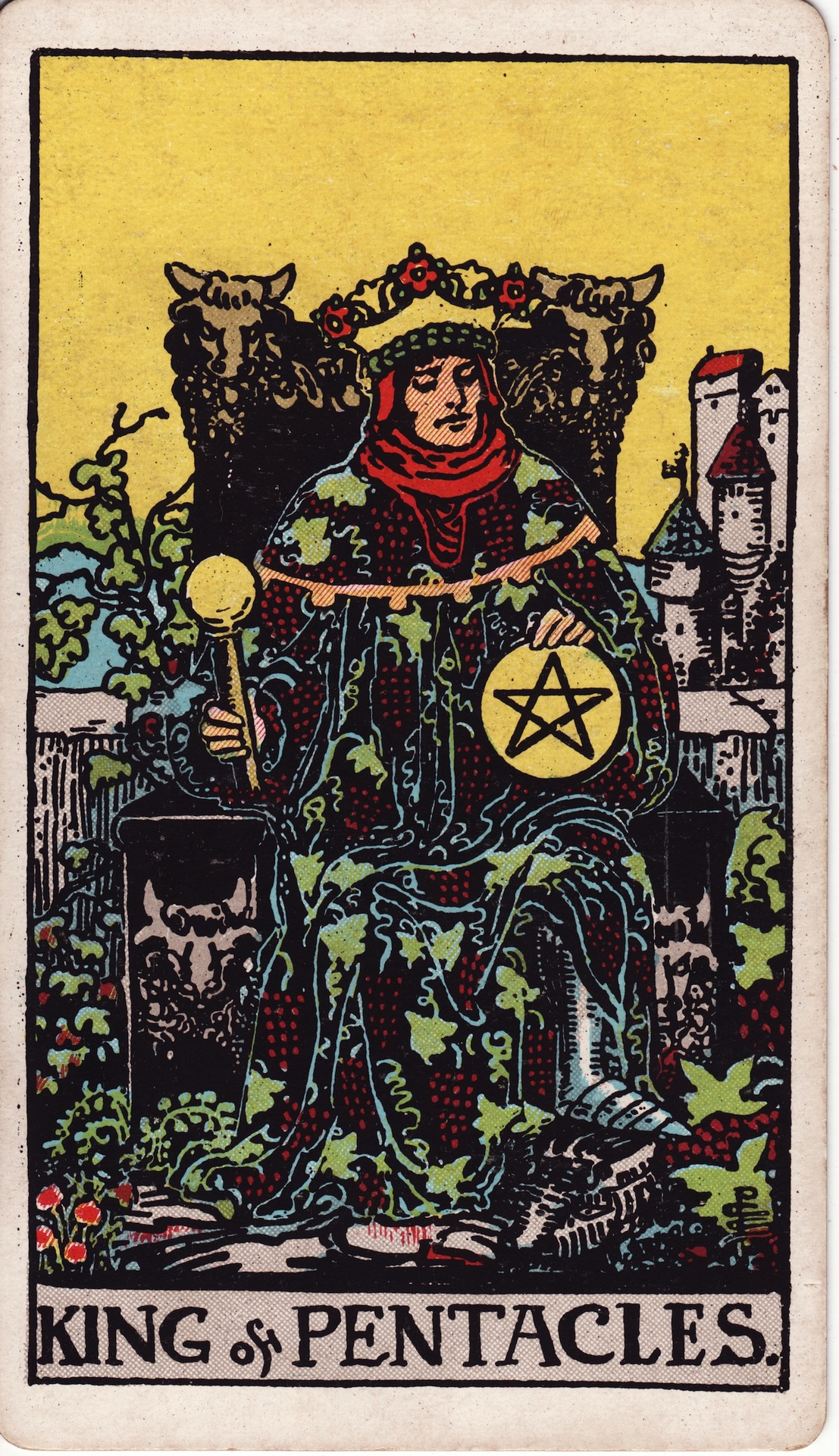
キング

### ソード

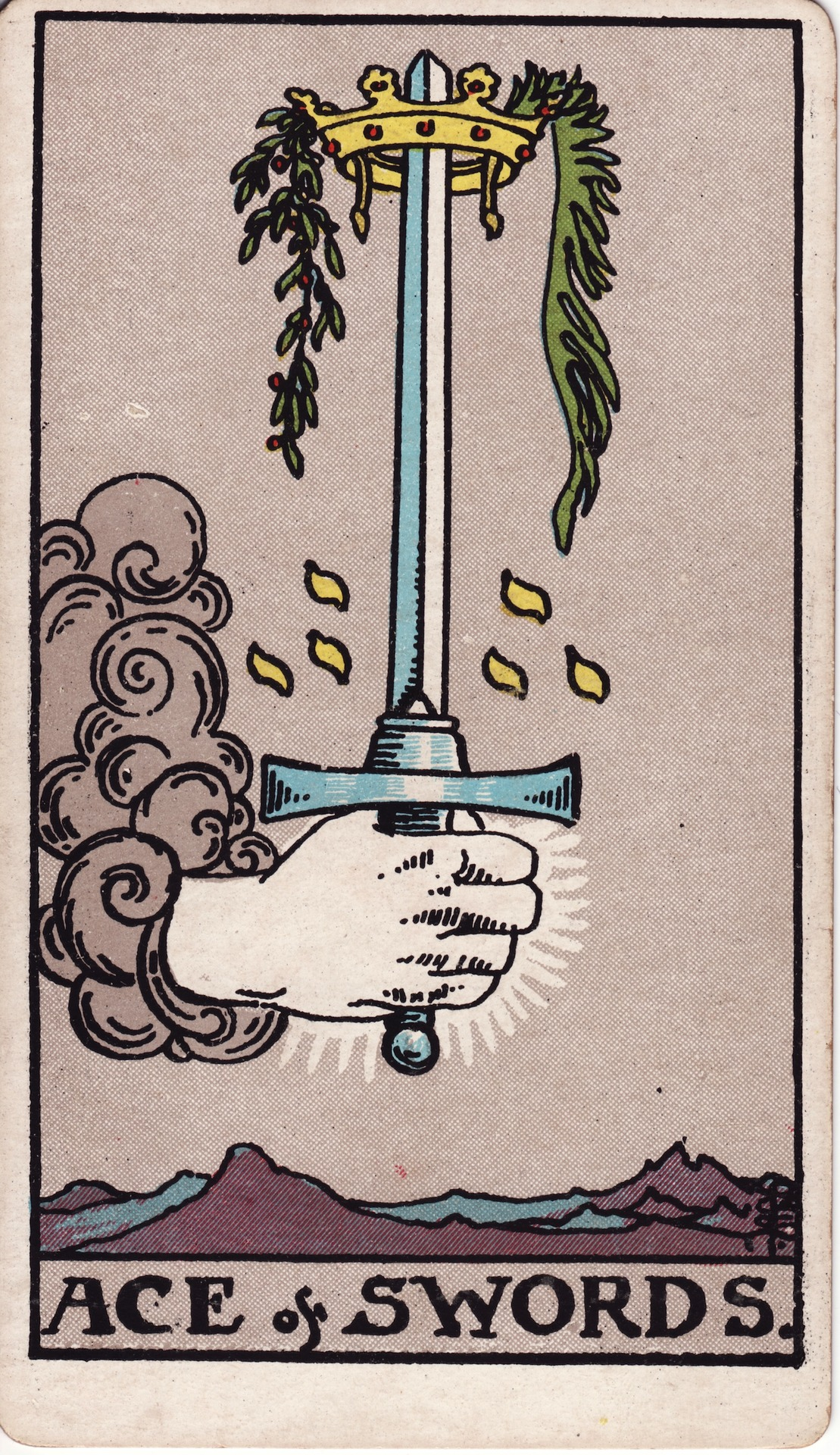
エース
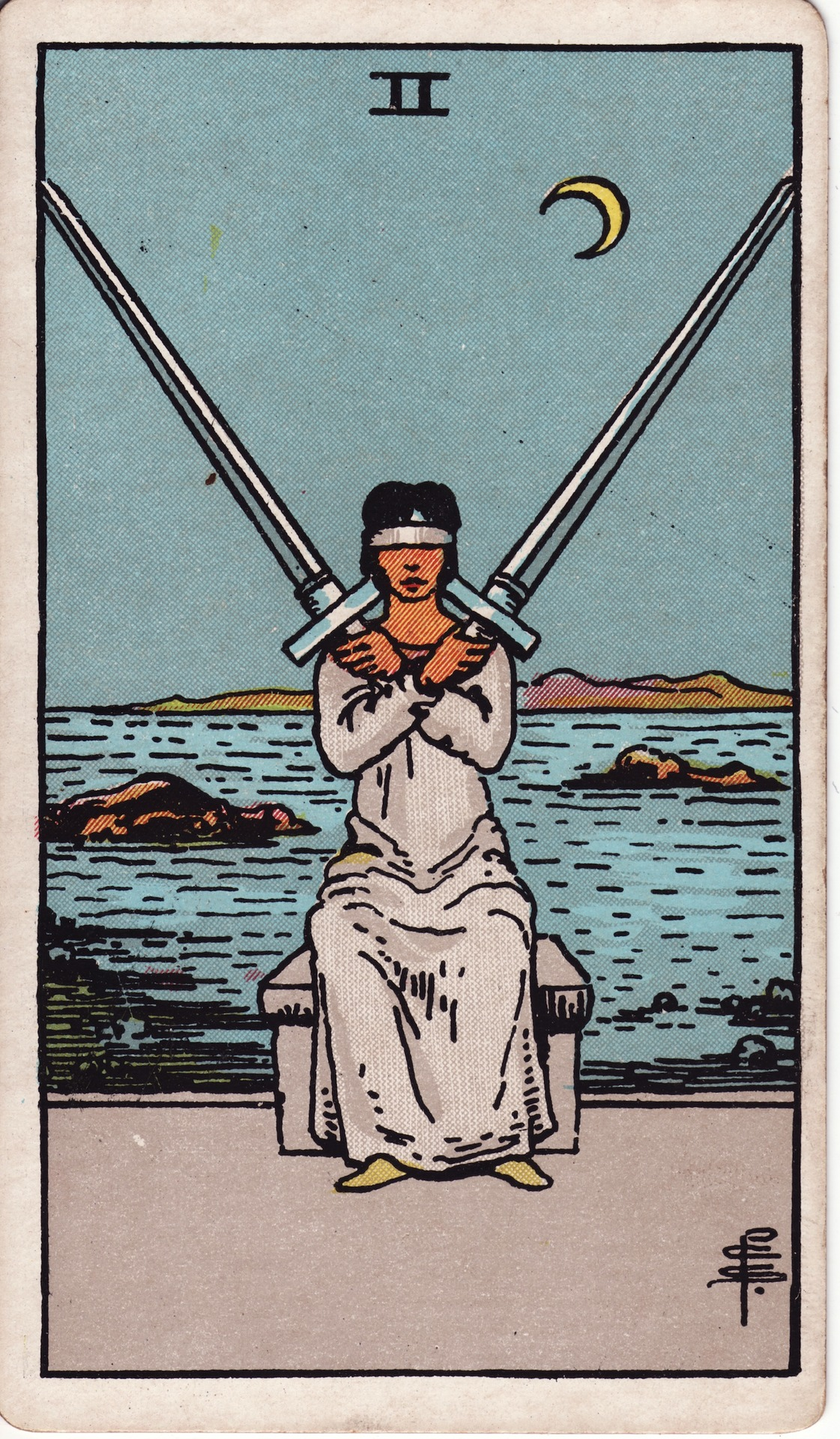
2
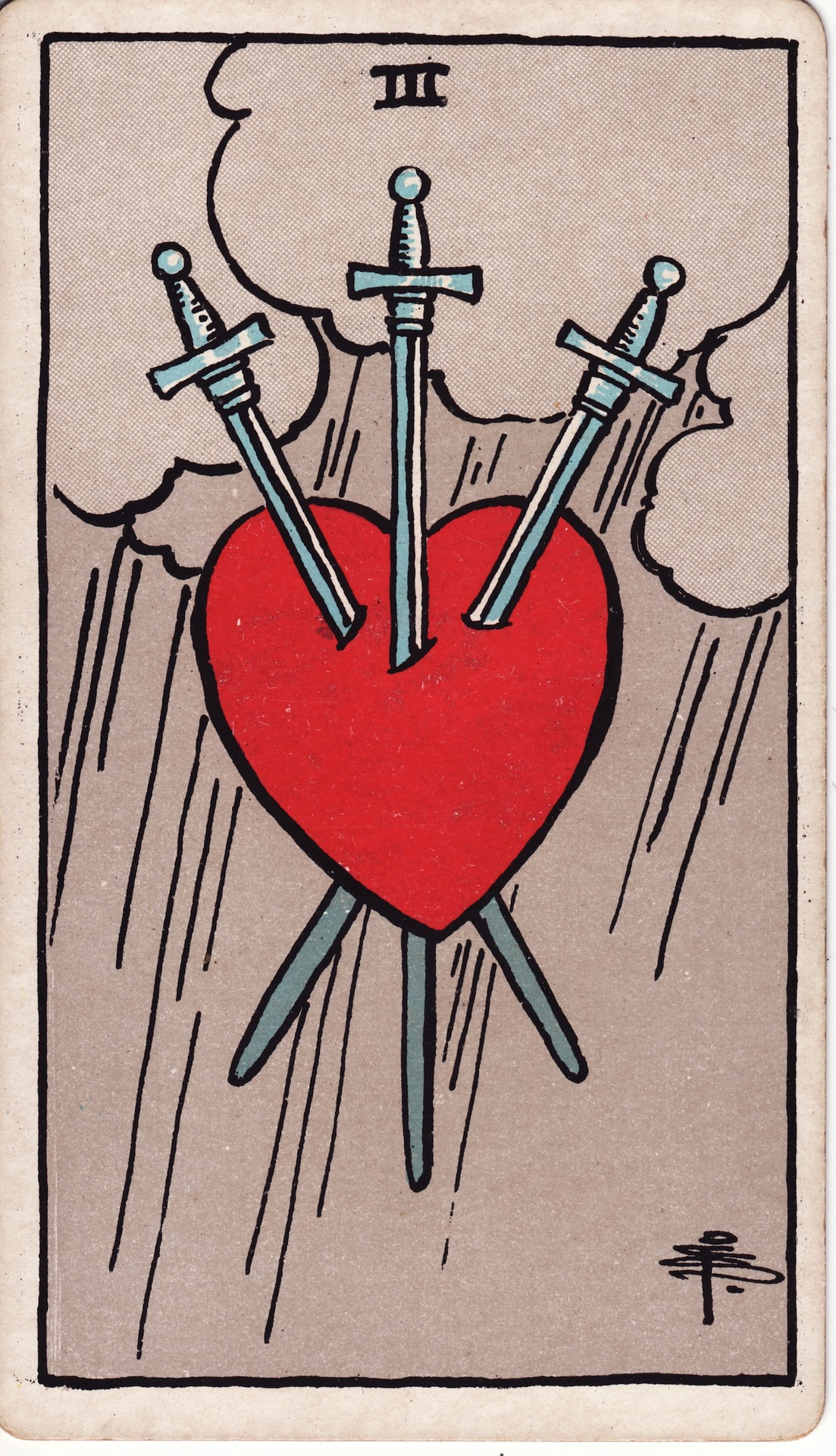
3
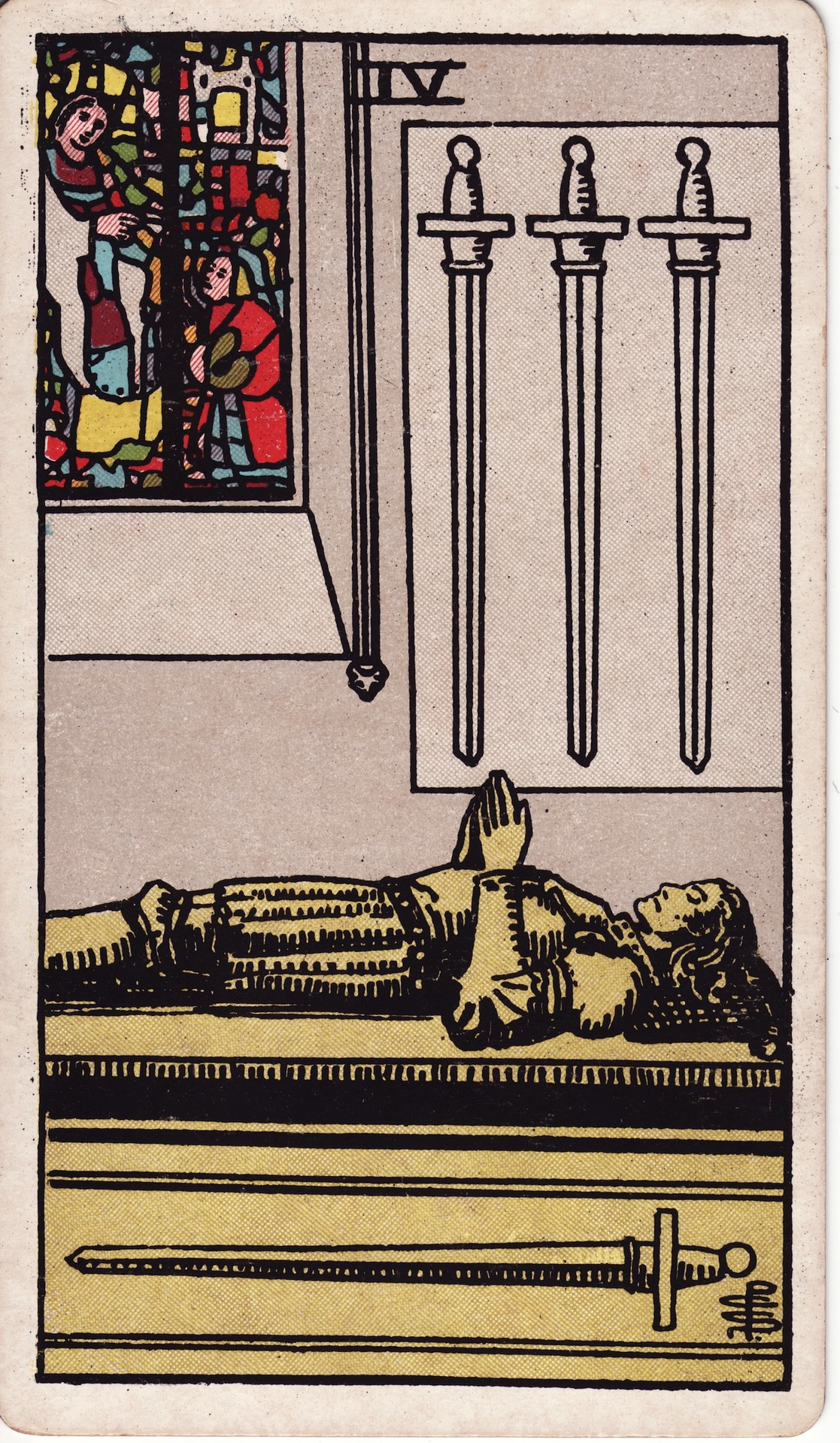
4
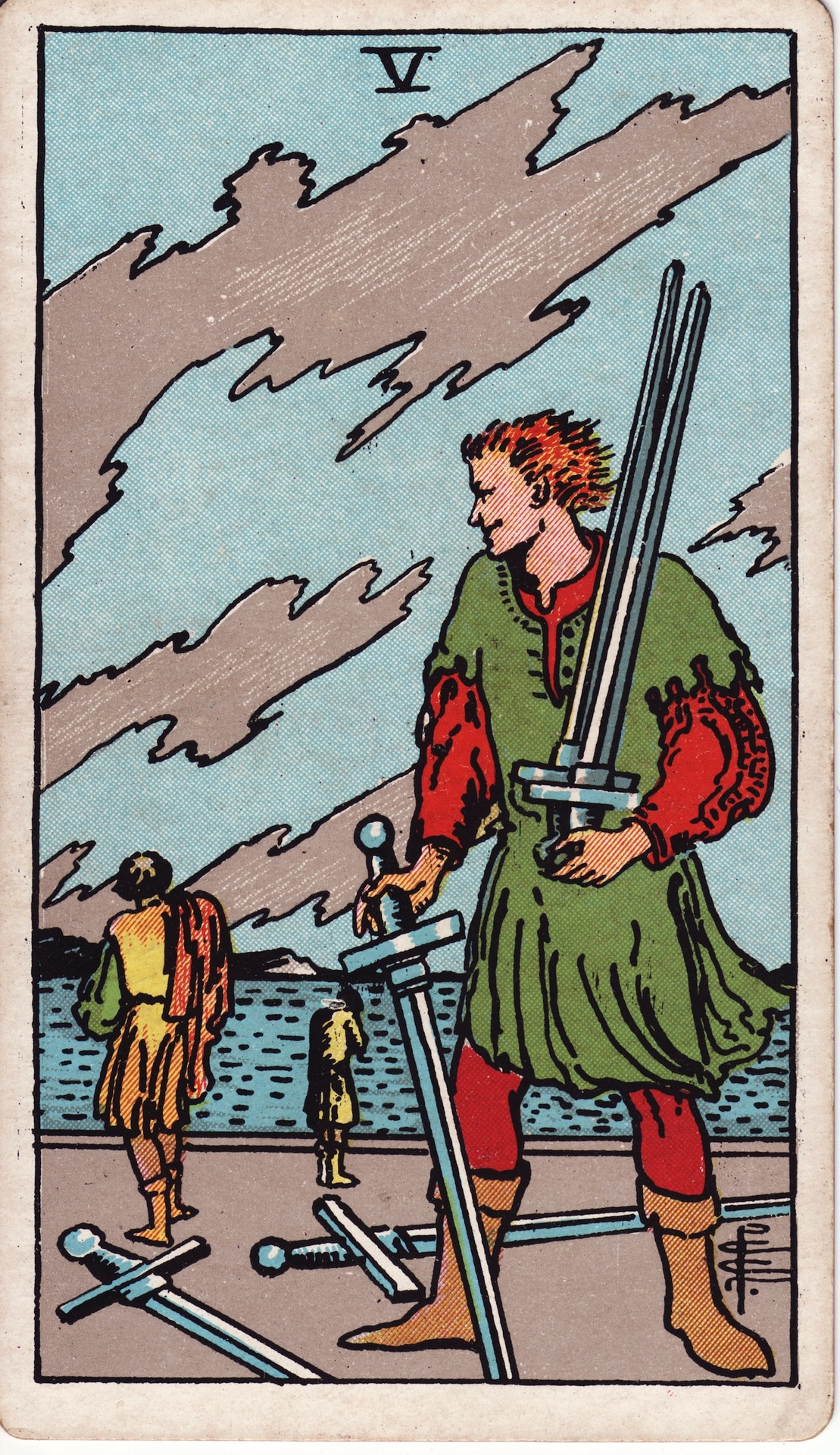
5
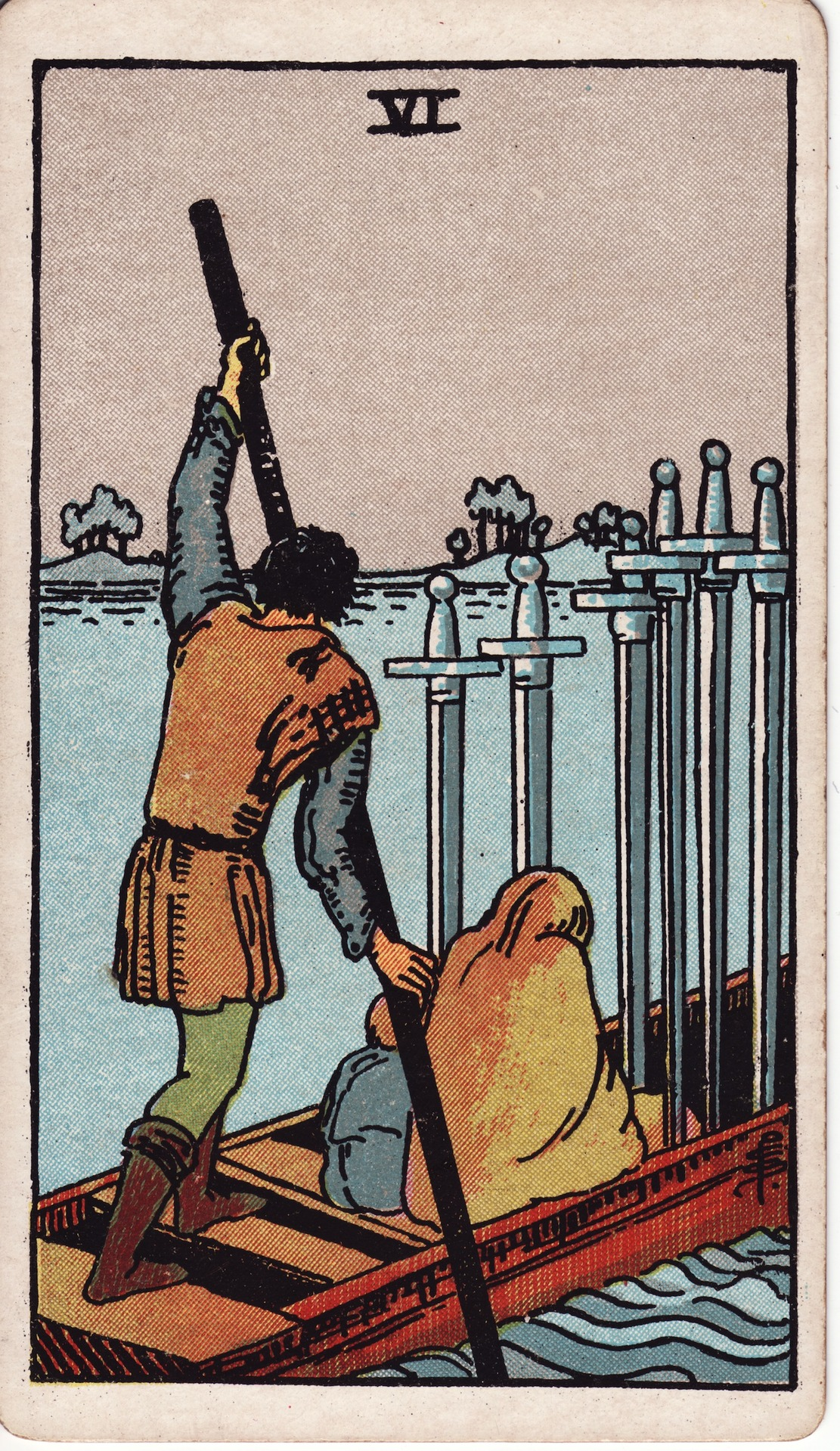
6
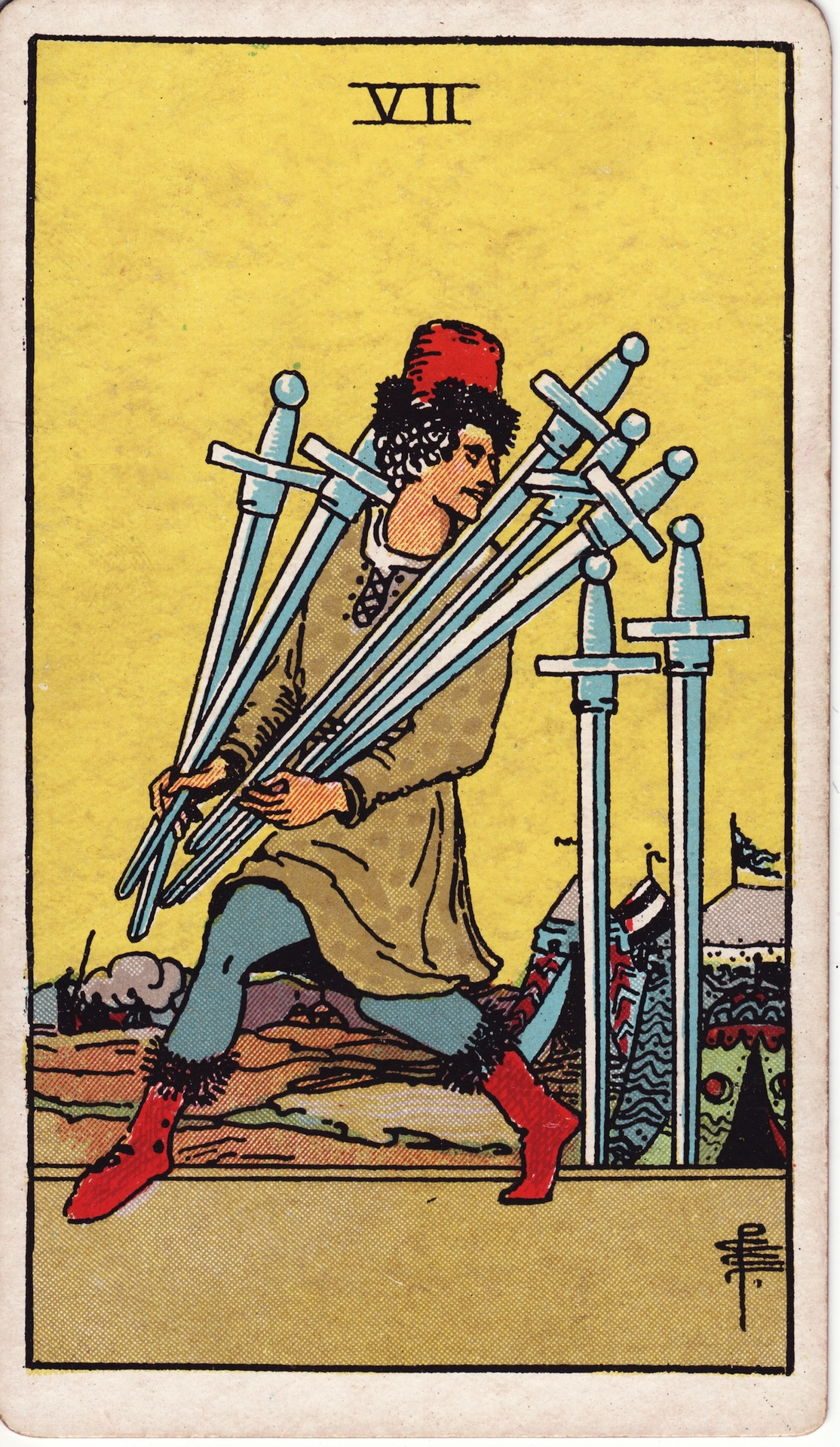
7
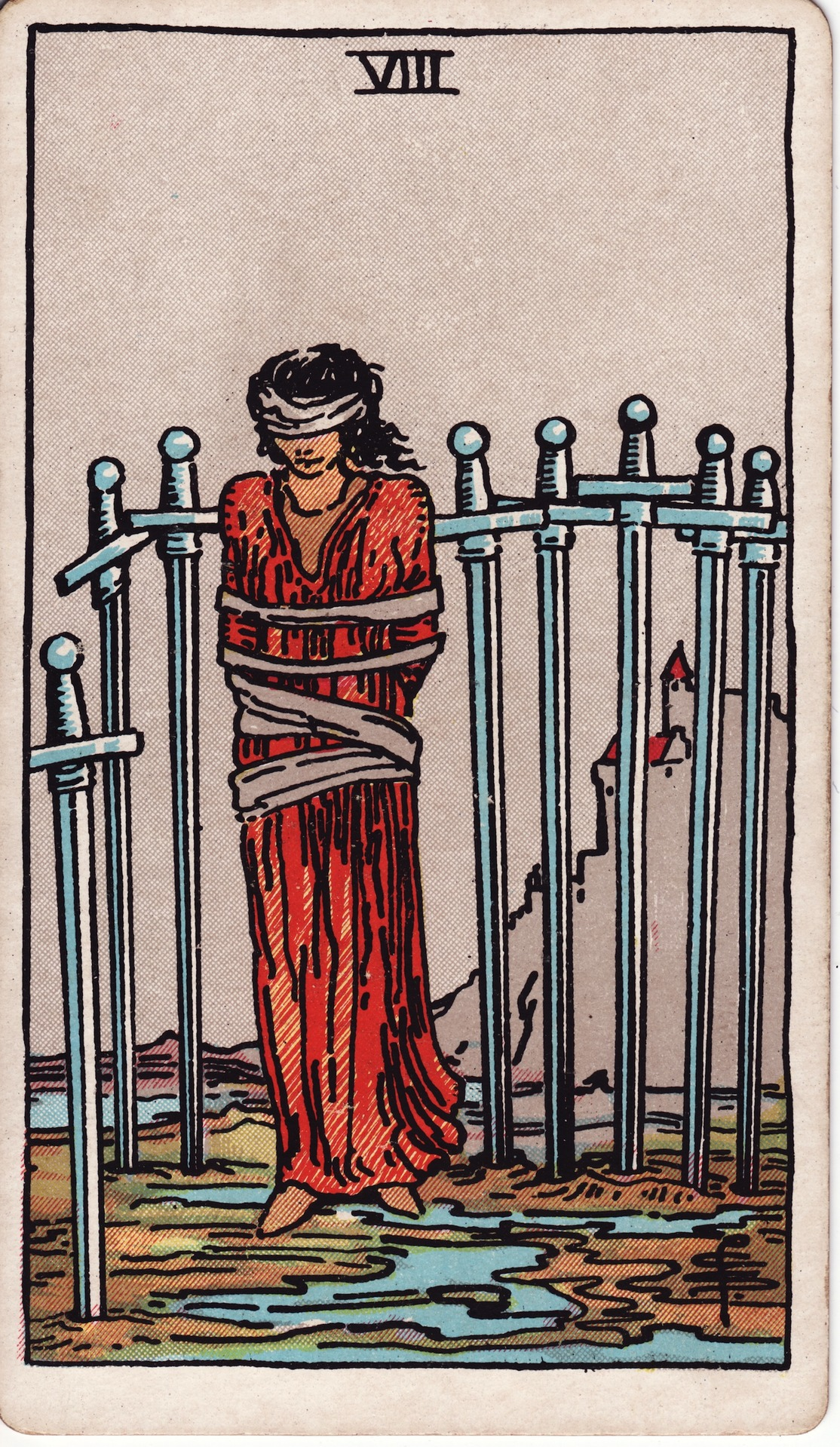
8
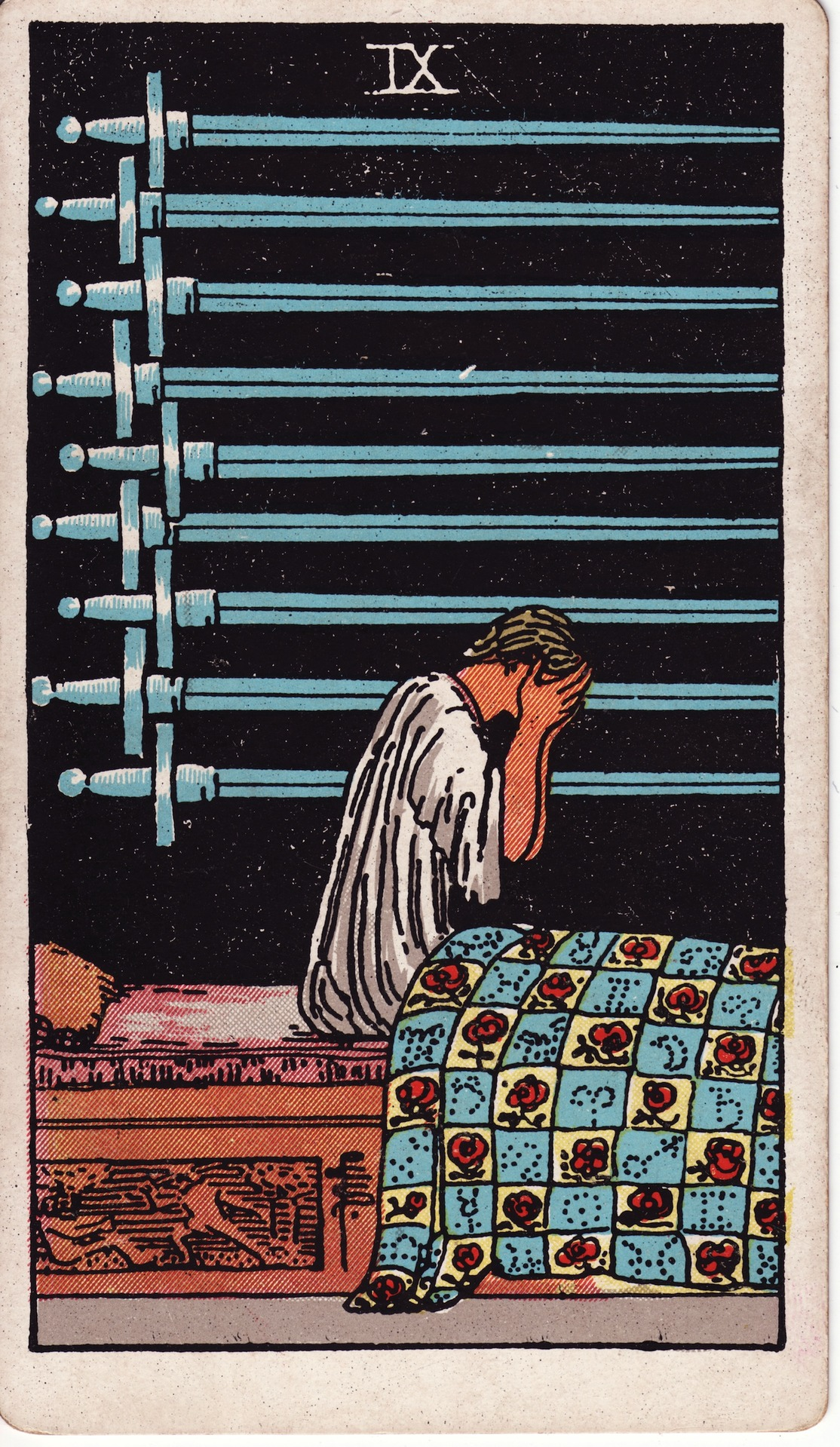
9
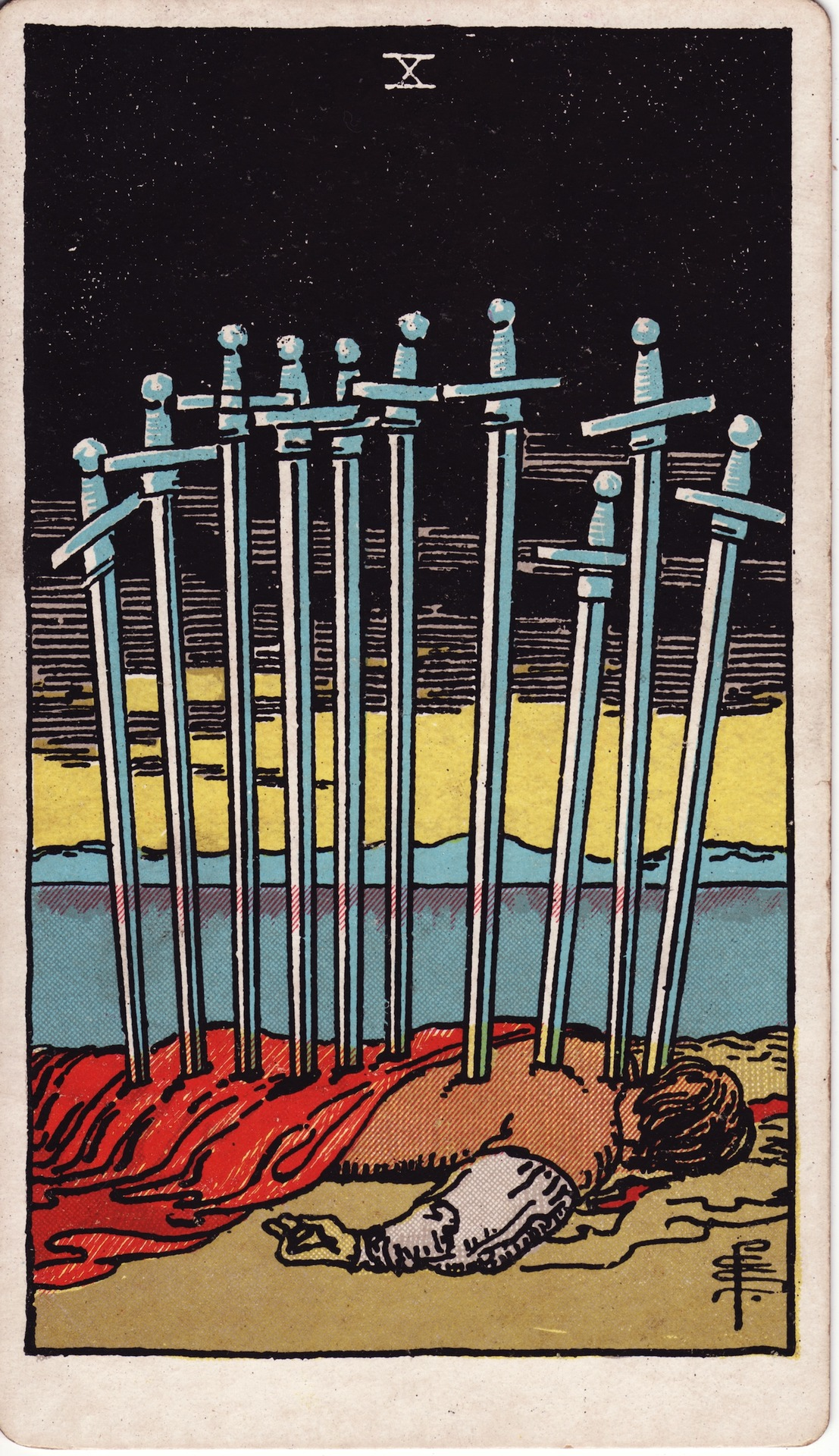
10
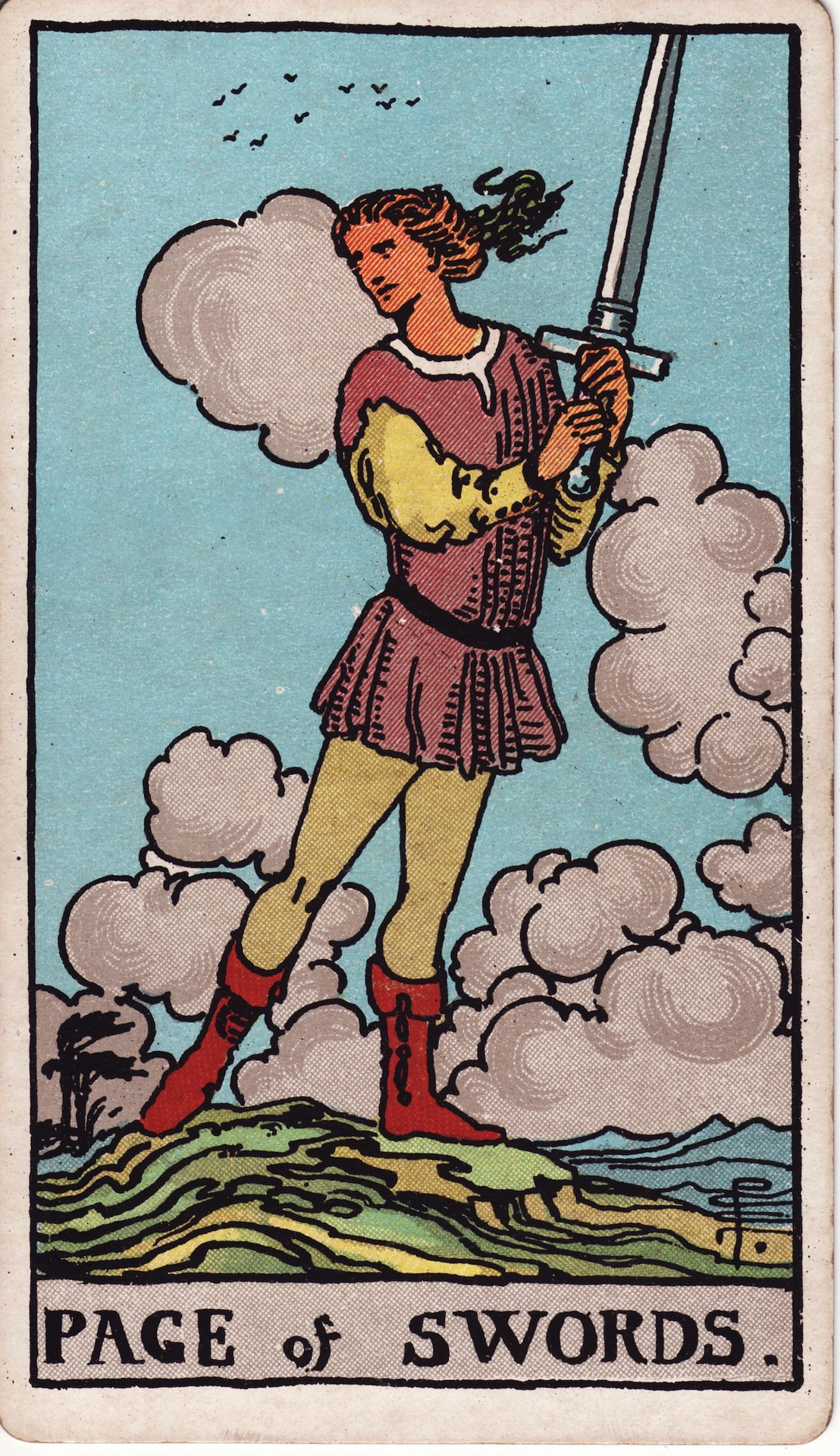
ペイジ
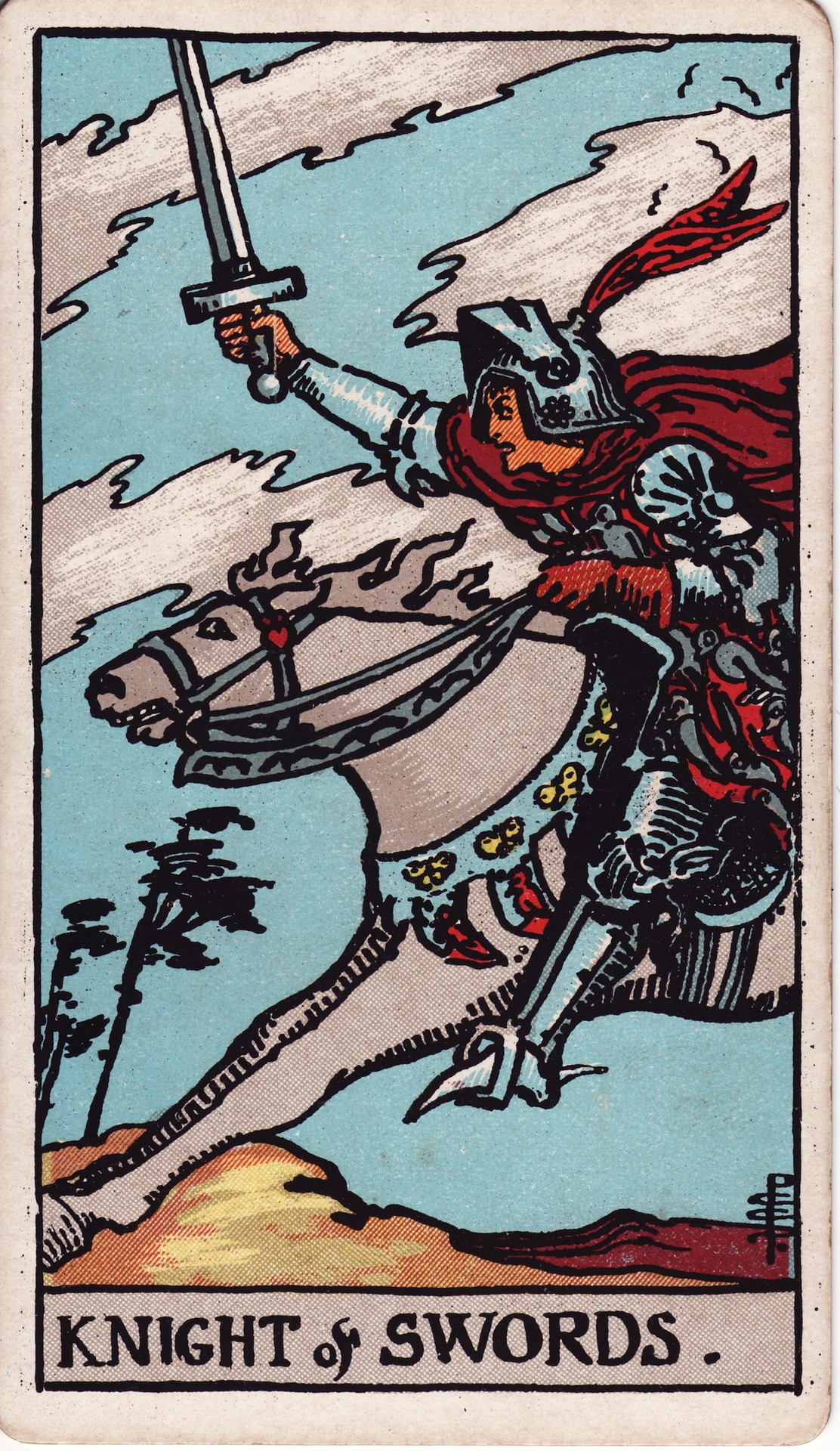
ナイト
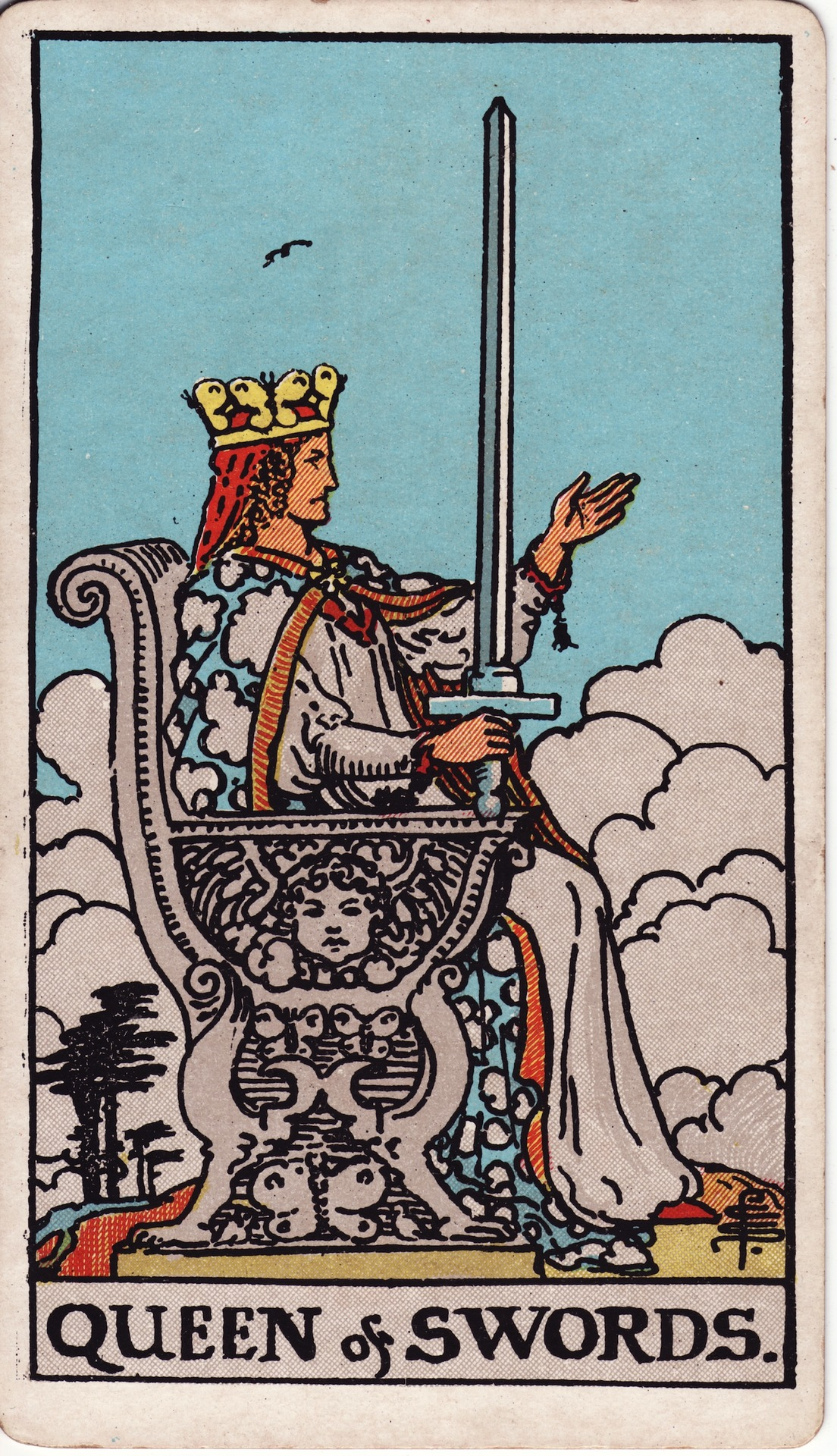
クイーン
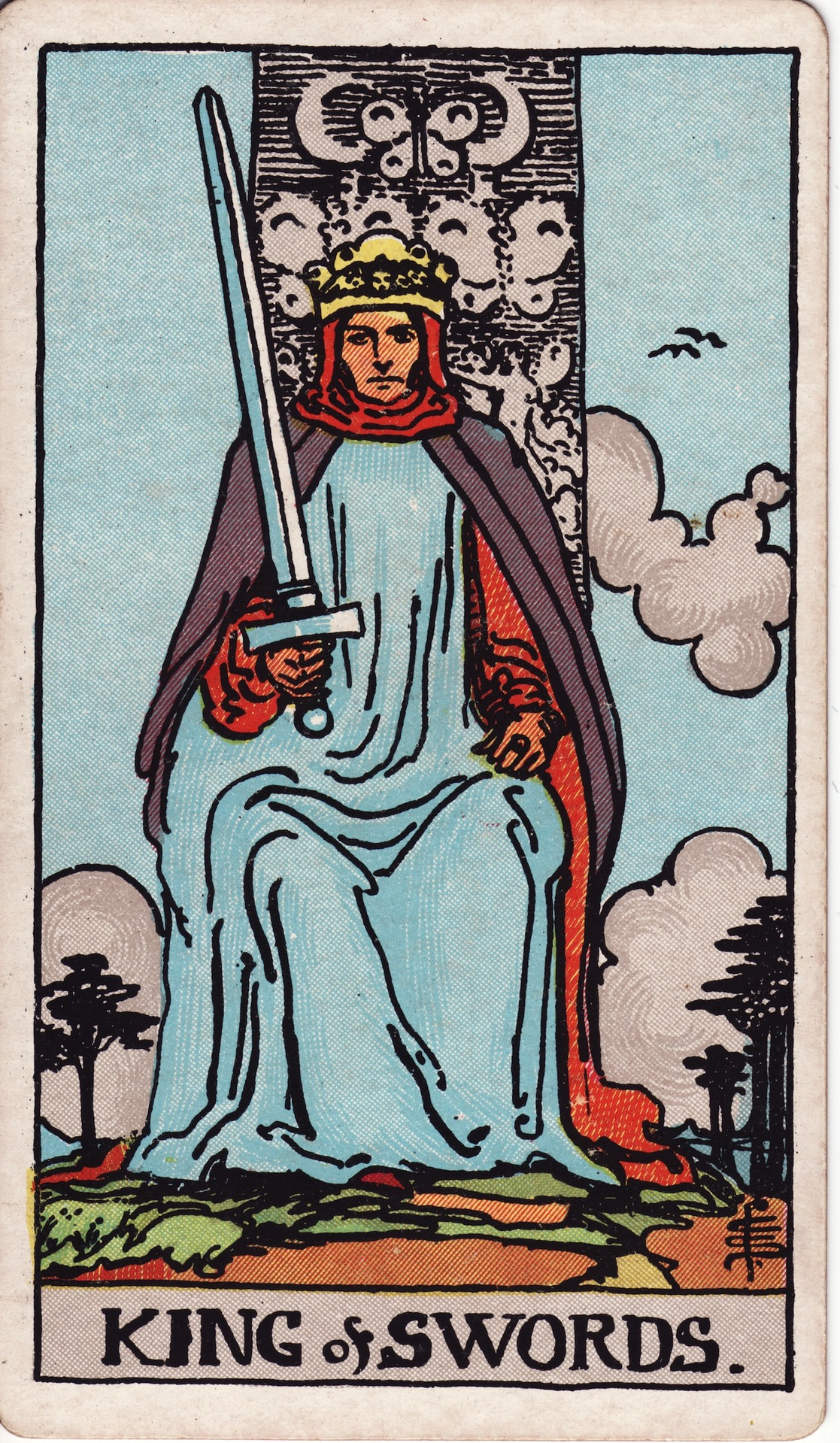
キング